# Historia Langobardorum

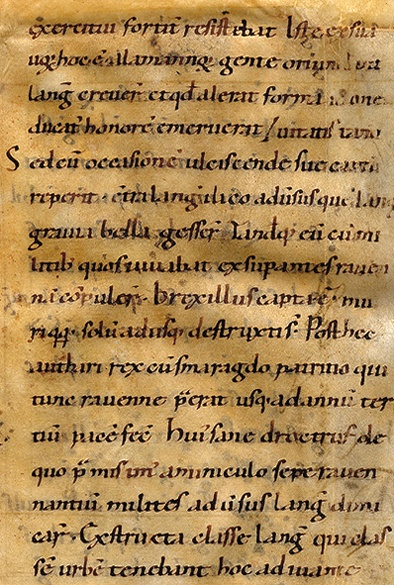
Salzburger Handschrift der Historia Langobardorum, die linke Seite eines beschnittenen Doppelblattes aus Pergament, etwa 205–208 × 122–131 mm, süddeutsch. Die Handschrift wurde als Einband verwendet und von einem Druck des Jahres 1697 abgelöst, die alte Signatur ist am ehemaligen Rücken noch lesbar: „XIX 45“ (?). Der Schriftraum ist einspaltig und umfasst 17 Zeilen in karolingischer Minuskel des 11. Jahrhunderts. Es handelt sich um eine Passage aus dem liber III, 18 f., in der Ereignisse des Jahres 585 geschildert werden.

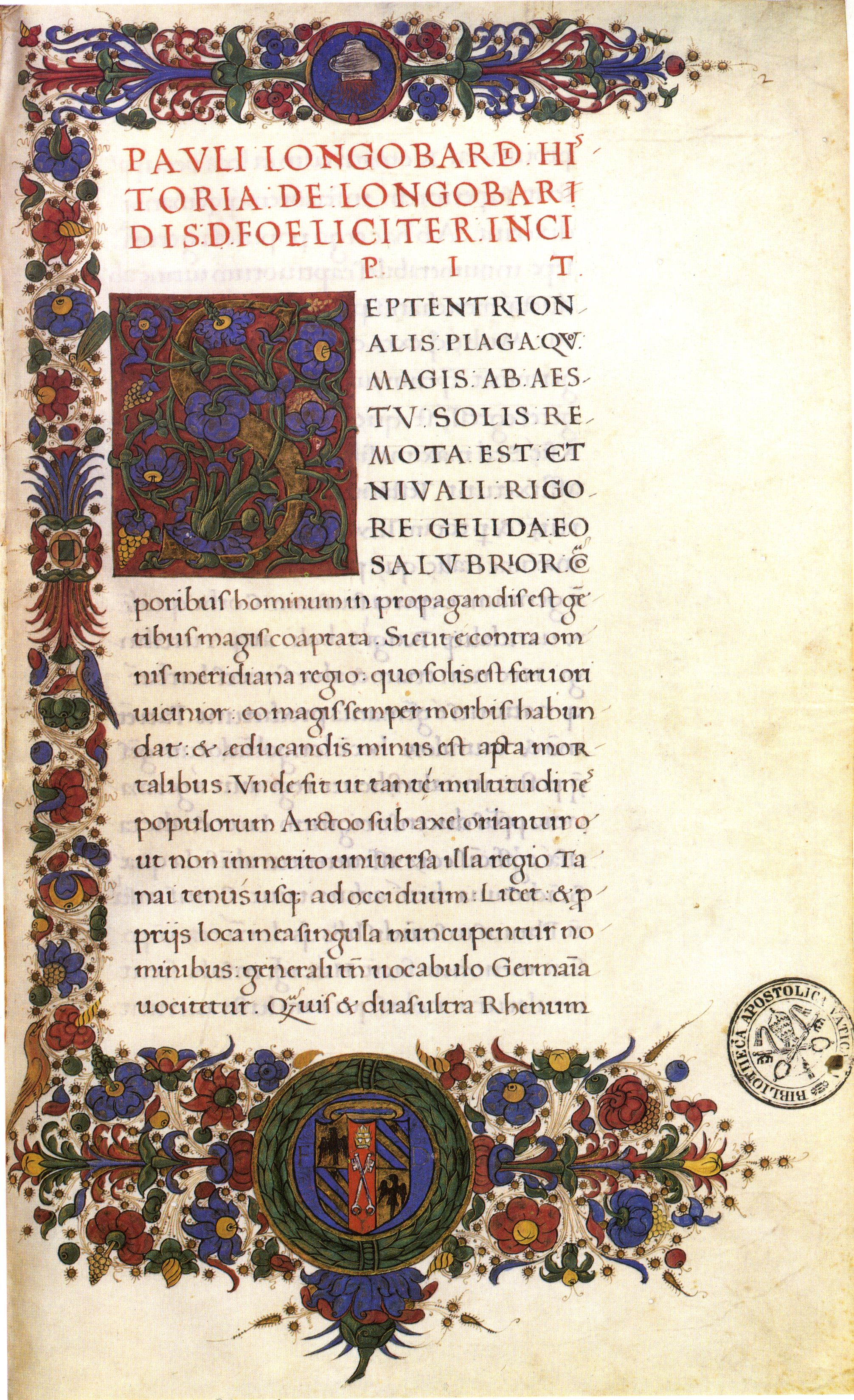
Der Anfang der Historia Langobardorum in einer humanistischen Handschrift. Biblioteca Apostolica Vaticana, Urbinas Lat. 984, fol. 2r (2. Hälfte des 15. Jahrhunderts)

Die Historia Langobardorum (Geschichte der Langobarden) ist das Hauptwerk des Mönchs Paulus Diaconus († wohl vor 800 im Kloster Montecassino), das er gegen Ende seines Lebens verfasste. In seinem aus sechs Büchern (libri) bestehenden Werk, wie in dieser Zeit üblich auf Latein, versucht Paulus die Geschichte seiner gens, der Langobarden, nach den Grundsätzen antiker Geschichtsschreibung darzustellen, was auch für die Geschichten über einzelne langobardische Heroen gilt, die starke Analogien zu solchen der antiken Historiographen aufweisen. Gleichzeitig gilt es, die Vorgänge in den göttlichen Heilsplan einzubinden. In diesem Plan erhalten die nach-römischen gentes einen legitimen Platz mit entsprechenden Aufgaben und Verdiensten, aber auch dem nach antikem Muster sich bereits ankündigenden Untergang. Dabei nennt Paulus als Tugenden seiner gens laut Stefano Gasparri vor allem „Mut, Ergebenheit gegenüber seinen Führern, Ehrgefühl“.
Paulus greift bei seiner Erzählung bis in die legendäre Zeit der Aufteilung der ursprünglich in Skandinavien ansässigen gens zurück. Das Werk endet mit dem Tod König Liutprands im Jahr 744 und somit bereits drei Jahrzehnte vor der Eroberung des Langobardenreichs durch die Franken unter der Führung Karls des Großen. Den Untergang des Reiches, den Paulus auf die Vernachlässigung der Religion durch den langobardischen Herrscher zurückführt, in deren Folge Johannes der Täufer das Reich nicht länger geschützt habe, stellt der Verfasser nicht dar.
Paulus, der einer adligen Familie aus dem Friaul entstammte, hielt sich wohl unter König Ratchis zwischen 744 und 749 am langobardischen Königshof in Pavia auf, Jahrzehnte später am Hof Karls des Großen. Zu diesem stand er bald in einem persönlichen, aber auch wirtschaftlich abhängigen Klientelverhältnis, denn sein Patron schreibt in einem Brief „Paulo, diacono, familiari, clientulo nostro“.
Die Geschichte der Langobarden schrieb er schließlich in seinem süditalienischen Benediktinerkloster Montecassino, wie er selbst berichtet, wobei er sich – mehrfach seine geringen literarischen Fertigkeiten bedauernd – insgesamt an fünfzehn Stellen seiner Historia selbst erwähnt. Wann er in das Kloster eingetreten ist, ist nicht bekannt.
Das Opus bildet die bei weitem wichtigste Grundlage weiter Teile der Geschichtsschreibung zum Italien der Zeit zwischen 568 und 744. Es wurde vielfach kopiert. Die überlieferten Abschriften weisen verhältnismäßig geringe Abweichungen voneinander auf. Schon Andreas Bergomas, der die Historia Langobardorum bis 877 fortsetzte (Adbreviatio de gestis Langobardorum), und Erchempert von Benevent verweisen explizit auf Paulus’ Werk. Überliefert ist die Kenntnis von rund 200 Abschriften, davon sind 115 erhalten. Seit 1480 wurde das Werk, dessen Autograph verschollen ist, häufig gedruckt; die beste Edition bietet immer noch die Fassung im Rahmen der Monumenta Germaniae Historica von 1878. Das Werk wurde vielfach übersetzt.

## Zeitpunkt und Ort der Abfassung, Anlass
Nach einer These von Rosamond McKitterick entstand das Werk auf Initiative König Karls I. und seines Sohnes Pippin, der von 781 bis 810 König von Italien war. Das Ziel sei gewesen, die Kenntnis über die Langobarden und das wechselseitige Verständnis zwischen diesen und den siegreichen Franken zu verbessern. Die verhältnismäßig weite Verbreitung lässt sich anhand früher Chroniken nachweisen, wie etwa in Neapel oder Salerno. Auch deutete sie das Werk als eine Art admonitio („Ermahnung“) für König Pippin.
Zwar deutete es Walter Goffart ähnlich, doch habe sich das Werk an Grimoald III. von Benevent gerichtet, was wiederum McKitterick nicht überzeugte. Auch wurde vermutet, Paulus habe vor allem die langobardische Identität stärken wollen, oder er habe sich vorrangig von den Interessen Benevents leiten lassen. Oder er habe vor allem Verständnis für die griechische Theologie und Politik besessen, eine These, der gleichfalls widersprochen wurde. Derartige Ansätze, eine strikte Korrelation zwischen Paulus’ Schreibweise und seinen Intentionen aus seinem jeweiligen Aufenthaltsort abzuleiten, gelten als gescheitert.
Das Geschichtswerk wurde nach 787 und nicht später als 796 verfasst, denn Paulus erwähnt mit keinem Wort die Zerschlagung des Awarenreiches in diesem Jahr 796 durch einen der Söhne König Karls. Das Konzept des Werkes ist sehr stark auf die wichtigen Könige zwischen Alboin und Liutprand ausgerichtet, der gleichsam die Verkörperung der gesamten Entwicklung der Langobarden seit ihrer Abwanderung aus Skandinavien darstellt.
Paulus schrieb im Kloster Montecassino, denn er erwähnt in seinem Werk, er habe dort am ersten Buch gearbeitet (I, 26), ebenso wie am letzten (VI, 2 und 40). Auch erwähnt der Verfasser an mehreren Stellen, er habe das Opus nach seiner Rückkehr aus dem Frankenreich verfasst.
Dem Werk fehlen die sonst übliche Widmung, ebenso wie Prolog und Epilog. Auch kündigt Paulus selbst an, über einen bestimmten Vorgang noch zu schreiben, doch fehlt dieser angekündigte Teil. Daher wurde vermutet, Paulus habe sein Werk nicht mehr vollenden können – allerdings kann sich diese Ankündigung auch auf ein separates Werk beziehen, das außerhalb der Langobardengeschichte entstehen sollte. Die besagte Vollendung mit König Liutprand spricht gegen eine intendierte Fortsetzung.
Der Abschluss mit dem Tod Liutprands führte in der modernen Geschichtsschreibung zu Überlegungen darüber, ob möglicherweise ein weiteres Buch geplant war, um auch die letzten Jahrzehnte des Langobardenreiches darzustellen. Die These, er habe den Untergang des Langobardenreiches aus Schmerz nicht geschildert, gilt dabei als unhaltbar, da er die langobardische Schuld daran sehr wohl erwähnt (V, 6), ebenso wie die der Päpste (IV, 29). Auch nennt er in einem seiner Werke, den Gesta Episcoporum Mettensium, den Taten der Metzer Bischöfe, sehr wohl diesen Untergang, wenn er auch meint, „sine gravi praelio suae subdidit dicioni“. Karl der Große habe die Langobarden also ‚ohne eine größere Schlacht seiner Herrschaft unterworfen‘.

## Allgemeines zum Quellengebrauch durch Paulus
Als Quellen nutzte Paulus die Origo Gentis Langobardorum, den Liber pontificalis, die verschollene Historiola des Secundus von Trient und die ebenfalls verlorenen Annalen von Benevent. Er machte zudem von Beda Venerabilis, Gregor von Tours und Isidor von Sevilla Gebrauch.
Dies lässt sich nur aus dem Werk selbst ermitteln, denn die Bibliothek, auf die Paulus in seinem Kloster zurückgreifen konnte, ist vernichtet worden. Als die Sarazenen im Jahr 883 das Kloster Montecassino angriffen, brannten sie das Kloster nieder, doch immerhin hatte der Abt rechtzeitig die Mönche und die Bibliothek nach Teano bringen lassen. Allerdings kam es dort ebenfalls zu einem Brand, dem die Bibliothek am Ende doch zum Opfer fiel. Daher ist es nicht möglich, aus den Beständen zu erweisen, auf welche Werke Paulus zurückgreifen konnte. Die Forschung ist also auf das Opus selbst angewiesen. Dies ist umso gravierender, als Paulus sein Werk im Kloster abgefasst hatte.
Daran knüpfte man im 19. Jahrhundert die Frage, ob Paulus von den verfügbaren erzählenden Quellen abhängig war, oder ob er über besondere Originalität verfügt habe. In der Langobardengeschichte finden sich 31 wörtliche Zitate aus 20 verschiedenen Quellen. Benutzt wurden wohl erheblich mehr Werke. Außerdem fügt er eigene Zeugenaussagen und eigene Ortsbesichtigungen ein, wie etwa im Dom von Monza oder bei den Epitaphien des Droctulft und des Cædwalla, die er wörtlich zitiert. Daneben nutzt er sowohl religiöse als auch Rechtsquellen, klassische ethnographische und Geschichtswerke, sowie poetische Werke, letzteres allerdings nur in Buch I.
Schriftliche Quellen standen ihm für Buch I, also für die selbst für ihn kaum mehr fassbare früheste Geschichte der Langobarden, die im 1. Jahrhundert an der Elbe saßen, nicht zur Verfügung. So benutzt er in den einzelnen Kapiteln zwar Plinius und Vergil, auch das Edikt König Rotharis von 643, aber ansonsten greift er auf mündliche Überlieferung zurück, denn die Schriftquellen, gar Urkunden sind äußerst rar. Da er auf orale Überlieferung verweist, heißt es immer wieder „sicut retulerunt nobis“ (wie uns berichtet wurde), „ut fertur“ (‚wie es heißt‘, ‚wie berichtet wird‘), „a maioribus traditur“ (‚wie von den Vorfahren überliefert ist‘) oder einfach „a quibusdam audivi“ (‚habe ich von jemandem gehört‘). Letzteres bezog sich auf die wohl ihm selbst unglaubhafte Behauptung, noch zu seiner Zeit hätten Amazonen in den Tiefen Germaniens gelebt. Seine Skepsis gegenüber dem Quellenwert fasst Paulus zudem in Formeln wie „ridicula fabula“ (‚lächerliche Erzählung‘) oder „haec risui digna sunt“ (‚diese Dinge sind des Lachens würdig‘) scharf zusammen, etwa bei der Erklärung für den Namen Langobarden.
Fredegars Chronik aus der zweiten Hälfte des 7. Jahrhunderts, die sich gleichfalls mit der Herkunftslegende der Langobarden befasst, hat Paulus wohl nicht vorgelegen, doch gibt es erhebliche Ähnlichkeiten mit der Origo gentis Langobardorum – möglicherweise verfügte Paulus über eine ausführlichere Fassung.

## Inhalt
Die Historia umfasst in sechs Büchern die Geschichte der Langobarden von ihren mythischen Anfängen in Skandinavien bis zum Tode König Liutprands im Jahr 744. Darin eingeflochten sind poetische und hagiographische Abschnitte. Die Geschichte wird aus langobardischer Sicht dargestellt, die göttliche Intervention lässt Paulus Diaconus an zahllosen Stellen durchblicken. 
Orientierung bietet bei der Darstellung die Dynastie, aber auch die Suche nach dem richtigen Weg vor dem Urteil Gottes, wie etwa beim Verhältnis zum Paganismus oder zu Häresien, aber auch zu den Sarazenen und den Franken, deren Erbe, der fränkische König Pippin, kurz vor Ende des Werkes von Liutprand symbolisch adoptiert wird. Die Historia beschreibt zugleich zahlreiche Vorgänge und Zustände im Oströmisch-byzantinischen Reich, von dem in Paulus’ Augen häretische Impulse ausgingen, und das immer der Hauptgegner der Langobarden war, dann aber auch bei den Franken und Bajuwaren. Zugleich spielt der Papst bei der Verteidigung der Rechtgläubigkeit eine zentrale Rolle, der Papst, den die Langobarden in einer zugespitzten Situation sogar gegen den Kaiser verteidigen. Im Gegensatz zu den Franken gibt es ansonsten kaum eine Verbindung von Reich und Papsttum. Gegen den von Konstantinopel ausgehenden Bildersturm bezieht Paulus ausdrücklich Position.
Alle gentes sollte dabei der Glaube verbinden (I, 4); die Schuld der Langobarden, die schließlich zu ihrem Untergang führte, lag nach seiner Auffassung darin, die Religion an einem ganz bestimmten Ort, nämlich in Monza vernachlässigt zu haben.
Die letzten drei Jahrzehnte des Reiches bis zur fränkischen Eroberung sind nicht Teil seines Geschichtswerks. Das Gesamtkonzept jedoch verweist auf Liutprand, so dass das Opus wohl auch in dieser Form abgeschlossen war. Angefüllt ist das Werk mit zahlreichen Naturkatastrophen und -erscheinungen, Vorzeichen, Wundern und Prophezeiungen, den Zügen der Justinianischen Pest („pestilentia“).
Das Werk ist in sechs Bücher (libri) eingeteilt, wobei diese aus 27, 32, 35, dann 51, 41 und 58 Kapiteln bestehen. Diese insgesamt 244 Kapitel, die die MGH-Edition aufweist, bestehen aus insgesamt 34.662 Wörtern. Mehr als die Hälfte der Kapitel besteht nur aus bis zu 9 Zeilen, 95 Kapitel weisen 10 bis 29 Zeilen auf, 19 bis zu 59 Zeilen. Nur drei Kapitel sind deutlich länger – Buch I, 26 weist als längstes Kapitel 212 Zeilen auf (immer entsprechend der MGH-Edition).
Buch 1 umfasst, soweit sich die geschilderten Ereignisse zeitlich einordnen lassen, etwa die Zeit von 487/488 bis 567 – mit weiten Rückblicken in eine mythische Vergangenheit einschließlich der Herkuntslegende. Zwischen den Büchern bestehen zeitliche Überlappungen; so setzt Buch 2 etwa 552 ein und reicht bis 574; Buch 3 reicht von 569/570 bis 590/591, Buch 4 von 591 bis 662, Buch 5 von 661/662 bis 689 und das letzte Buch von 687/688 bis 744. Dabei nutzt Paulus zwischen den Büchern überlappende oder überleitende Themen: Alboin überbrückt Buch I und II, das Interregnum Buch II und III, Agilulf und Theodolinda Buch III und IV, schließlich Grimoald und Cunincpert sowohl Buch IV und V als auch V und VI.
Zählt man die Kapitel mit ihren jeweiligen Inhalten und weist ihren Fokus auf, so befassen sich über 50 % der Kapitel ausschließlich mit langobardischen Themen. Dabei konzentrierte sich Paulus auf den königlichen Hof sowie auf die Herzogtümer Friaul und Benevent, während er Spoleto und vor allem die Toskana nur gelegentlich berührt. Dabei ist die Schwerpunktsetzung auf die Langobarden in ungleichem Maße über die sechs Bücher verteilt. Nur Buch I befasst sich als einziges fast ausschließlich mit diesem Themenkreis.
Paulus selbst war sich der Struktur seines Werkes sehr bewusst. Dies erweist sich, wenn er Einschiebungen trifft, die von der von ihm konzipierten Erzählabfolge abweichen, nämlich wenn er von narrandi seriem oder narrandi ordinem spricht, oder wenn er explizit im Text zu seiner historia zurückkehren will.

### 1. Buch: von Skandinavien bis zum Sieg über die Gepiden
Das erste Buch besteht aus 27 Kapiteln, wobei König Alboin gegen Ende die zentrale Rolle spielt. Durch geschickte Anordnung von Einschüben wird der pagane, kriegerische Führer der Langobarden zu einer Art Erben Kaiser Justinians I. auf der weltlichen und des Ordensgründers Benedikt von Nursia auf der religiösen Seite (dem der Autor ein Gedicht widmet). Zudem verweist der Schluss des ersten Buches, die Zerstörung des Gepidenreiches, auf die Rolle Alboins am Anfang des zweiten, in dem die Eroberung Italiens beginnt. Darüber hinaus wird der entscheidende Schritt in die römische Welt auf diese Weise in den Mittelpunkt gerückt, den, obwohl kein Christ, Alboin bewerkstelligte. Damit endet das erste Buch in mehrfacher Hinsicht an der Schwelle zwischen den beiden Welten, für welche die drei genannten Männer im göttlichen Heilsplan stehen, den Paulus in den historischen Ereignissen sieht. Außerdem wird die besondere Rolle der Königinnen bei den Langobarden hergeleitet, wie diese aitiologischen Herkunftssagen generell die Besonderheiten der jeweiligen gens aus der Vergangenheit erklären sollten. Dabei fügt er zur Untermauerung seiner Erzählungen immer wieder eigene Anschauung von Objekten oder Darstellungen ein, aber auch die Befragung alter und zuverlässiger Zeugen.
Die Darstellung dieses überaus langen Weges beginnt der Autor in „Scandinavia“. Paulus glaubt, dass der Norden durch Frische, Kälte und Schnee der Gesundheit zuträglicher sei, und, je weiter man nach Süden komme, desto mehr nähmen Krankheiten zu. Daher seien im Norden die Voraussetzungen für ein Wachsen der Bevölkerung günstiger, hierin liege sogar die Ursache für den dortigen Bevölkerungsreichtum. Für ihn erstreckte sich daher nicht zufällig „Germania“ in einem Gürtel vom Don nach Westen. Von dort kamen zahllose Kriegsgefangene, von dort wanderten große Gruppen wegen der unzureichenden Versorgung nach Süden ab. Insbesondere das ‚erbarmungswürdige‘ Italien hatte darunter zu leiden. Die Winniler, die Langobarden also, gingen aus den „gentes“ Germaniens hervor, genauer kam die gens „ab insula, quae dicitur Scandinavia“, von der ‚Insel‘ Skandinavien also (I, 1).
Den Grund für die Abwanderung der Vorfahren aus Skandinavien, wie schon „Plinius Secundus in libris, quos de natura rerum conposuit“, das also schon Plinius der Ältere in seiner Naturalis historia zusammengefasst hatte, sieht Paulus in der dortigen Übervölkerung. Als Reaktion darauf ließen die dortigen Bewohner das Los entscheiden, welches Drittel der Bevölkerung Skandinavien verlassen sollte (I, 2). Unter ihren Anführern, den Brüdern „Ibor et Aione“, sollten die Ausgelosten Land für ihre Ansiedlung suchen. Wichtigste Ratgeberin war dabei die Mutter der beiden, die Paulus Gambara nennt, und die „mulier quantum inter suos et ingenio acris et consiliis provida“ war, eine Ehefrau also, die von scharfem Verstand und vorausschauendem Rat war (I, 3).
Nun unterbricht der Autor ausdrücklich die Abfolge der Erzählungen. Zunächst kommt er auf ein Wunder zu sprechen, dass nämlich an der Küste des Ozeans im äußersten Germanien die Leichname von sieben Männern, wohl christliche Römer, seit langer Zeit bestens erhalten seien, ebenso wie ihre Kleidung. Ein Räuber, der die von den „barbaros“ verehrten Toten ausplündern wollte, wurde dadurch bestraft, dass seine Arme gelähmt wurden. Vielleicht, so mutmaßt Paulus, sollten sie dereinst durch ihre Predigt die Erlösung bringen (I, 4).
Von den benachbarten „Scritobini“ (Finnen?) werde berichtet, dass sie sich ausschließlich vom rohen Fleisch wild lebender Tiere ernähren, die sie in langen Sätzen verfolgten und die sie mittels gebogener, hölzerner Geräte jagten. Aus ihrem struppigen Fell fertigten sie ihre Kleider („de quorum etiam hirtis pellibus sibi indumenta peraptant“). Eine Art daraus gefertigter Tunika habe der Verfasser selbst gesehen – immer wieder führt Paulus sich selbst oder andere Vertrauenswürdige als Zeugen an. Bei ihnen liege auch im Sommer Schnee. Es sei dort um die Sommersonnenwende einige Tage lang sogar nachts strahlend hell. Diese Gegenden seien so weit im Norden, dass dort zu manchen Zeiten die Sonne nicht untergehe. Auch vergleicht er die Länge des Schattens, den ein Mensch zu Weihnachten in der Mittagszeit wirft und kommt zu dem Ergebnis, dass dieser in Italien 9 Fuß messe, in „Totonis villa“ (Thionville) jedoch habe sein eigener Schatten um diese Zeit 19,5 Fuß gemessen. Je weiter man nach Süden komme, desto kürzer werde der Schatten, auf der Höhe von Ägypten oder Jerusalem würde er mittags sogar ganz verschwinden. In „Arabia“ erscheine die Sonne jenseits des Zenits auf der nördlichen Seite, die Schatten wiesen dementsprechend nach Süden (I, 5).
Paulus berichtet darüber hinaus von Wasserschlünden im Atlantik, die Erklärungen für Ebbe und Flut böten (wie von Paulus befragte Zeugen berichten). Auch hierfür bietet der Verfasser verschiedene Zeugen auf. Von Vergil werde ein solcher Schlund „Carybdis“ genannt (obwohl sich dieser, wie Paulus berichtet, in der sizilischen Meerenge befinde), worauf der Verfasser aus der Aeneis zitiert. Einen weiteren Schlund solle es zwischen Britannien und der Provinz Galizien geben. Dies leitet er aus den Gezeiten an den Flüssen ab, die in den Atlantik münden. Weit vor der Normandie („Triginta ferme a Sequanico litore“) befinde sich die Insel „Evodia“, wo man das Tosen hören könne (vielleicht eine der Kanalinseln). Schließlich habe er von einem angesehenen Gallier gehört – „audivi quendam nobilissimum Galloreum referentem“ –, wie ein Mann den Untergang seiner Schiff in einem solchen Schlund überlebt habe – eine Anekdote, die Paulus in ungewohnter Detailfreude berichtet. Mit Blick auf die Adria glaubt Paulus, dass dort ähnliche, wenn auch kleinere, verborgene Schlünde die Gezeiten erzeugten. Nun aber wolle er auf den Erzählpfad zurückkehren (I, 6).
Somit kommt Paulus wieder auf die Ausgewanderten zurück. Diese nennt er „Winnili“ (I, 7). Als sie sich in „Scoringa“ ansiedeln wollten, verlangten die dortigen Wandalen unter der Führung von „Ambri et Assi“ von ihnen Tribut, was sie jedoch als unehrenhaft ablehnten, obwohl sie sehr gering an Zahl waren. Die beiden winnilischen Anführer gewannen auf Anraten der Gambara die Unterstützung Wodans („Godan“), wobei Paulus die Legende zwar erzählt, sie aber zugleich eine „ridicula fabula“ nennt. Seit diesem Tag nämlich, als die Frauen des Volkes ihre langen Haare wie Männerbärte getragen und die Winniler die Wandalen besiegt hatten, wurden sie angeblich „langobardos“ genannt, Langbärte also. Der Sieg, so Paulus, liege aber nicht in der Hand der Menschen, sondern er werde vom Himmel verliehen (I, 8–10).

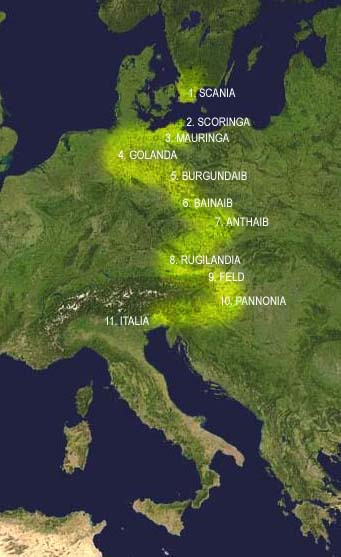
Die legendäre Wanderung der Langobarden nach Paulus Diaconus – genetische Untersuchungen erwiesen, dass an der Wanderung von Ungarn nach Italien Männer und Frauen beteiligt waren, die sich genetisch von der übrigen italienischen Bevölkerung unterschieden. Damit kann dieser Abschnitt der Wanderung einer geschlossenen Gruppe als nachgewiesen gelten. Die frühen Siedlungsgebiete, wie „Scoringa“ oder „Mauringa“, lassen sich trotz zahlreicher Bemühungen nicht sicher identifizieren.

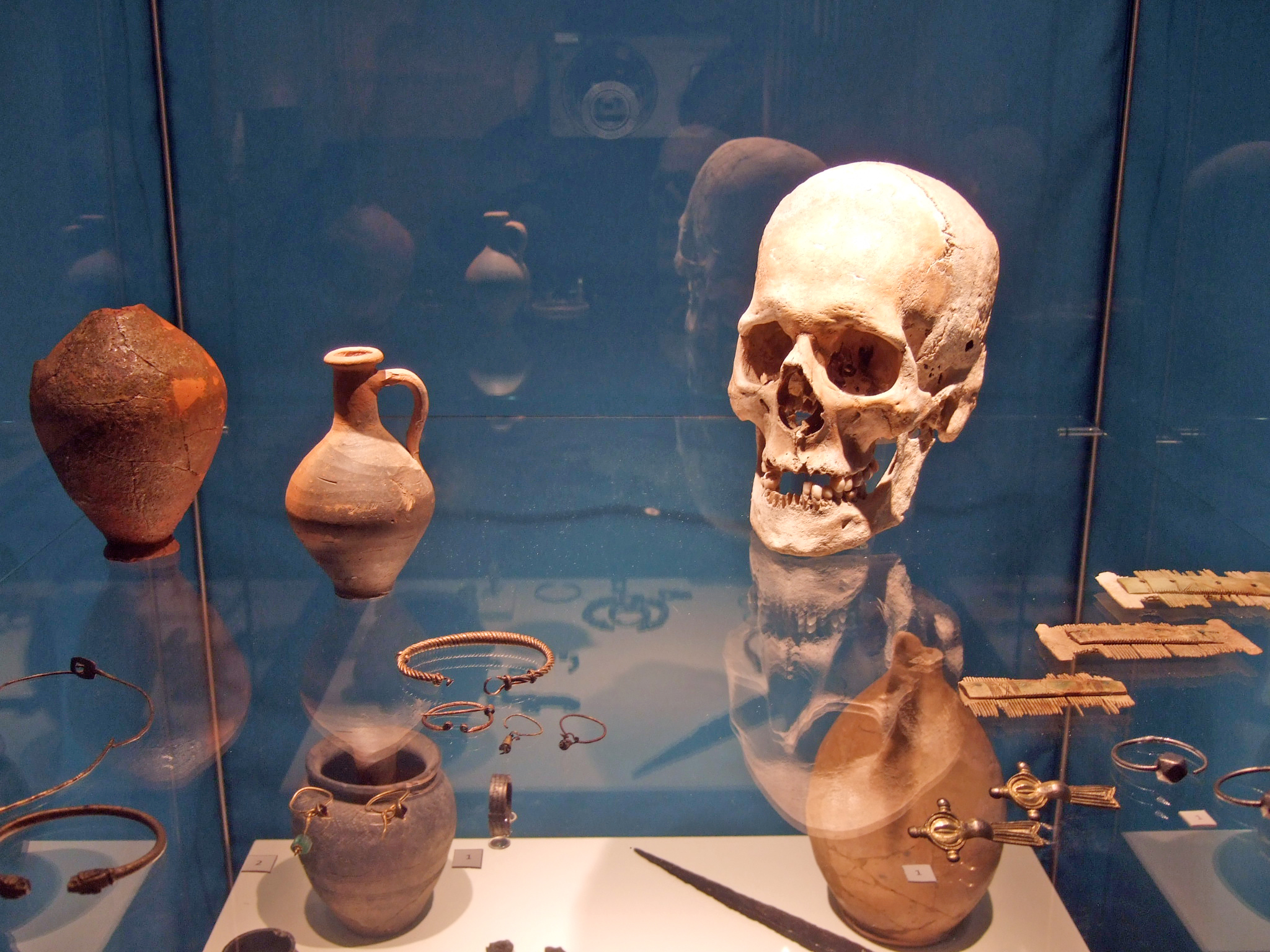
Grabbeigaben aus dem westungarischen Binnenkastell Keszthely-Fenékpuszta; Bestattung mehrerer Frauen, einer mit Schädeldeformation, einer hunnischen Tradition (Ende 4. / Anfang 5. Jahrhundert); darunter ein Fingerring aus Silberband mit Rippenverzierung, dazu ein goldenes Ohrringpaar; aus einem anderen Frauengrab ein Halsring und ein Armband mit Schlangenkopfenden; dann ein Grab aus der 2. Hälfte des 5. Jahrhunderts, mit einem Paar Ohrringen und einem silbernen Kolbenarmring, schließlich (rechts) Bestattung einer Frau, 2. Hälfte 5. Jahrhundert, mit einem Silberbügelfibelpaar.

Erneut, wie bei der Auswanderung aus Skandinavien, zwang der Hunger die verzweifelten Langobarden, aus „Scoringa“ weiterzuziehen (I, 10–11). Mit einer Kriegslist täuschten sie die „Assipitti“, die ihnen den Weg verstellten, über ihre geringe Zahl, indem sie behaupteten „cynocephalos“, ‚Hundsköpfige‘, in ihrem Lager zu haben, beißwütig und nach Menschenblut lechzend. So wagten die zahlenmäßig überlegenen Assipitter keine Schlacht und die Langobarden konnten ihr Gebiet durchqueren. Dies geschah allerdings erst nach einem Zweikampf, den ein langobardischer unfreier Knecht oder Sklave gewann, „quidam ex servile conditione sponte se obtulit“, der danach also den Status eines Freien erlangte (auch dies ein wiederkehrendes Motiv) (I, 12). Nach der Ansiedlung in „Mauringa“ entließen die Langobarden, um ihr Heer zu vergrößern, eine Reihe von Männern „a servili iugo“, ‚aus dem Joch der Unfreiheit‘ (oder der Sklaverei). Von dort zogen die nun zahlenmäßig verstärkten Langobarden nach „Golandam“. Danach sollen sie „Anthab et Banthaib“ besessen haben, ebenso wie „Vurgundaib“, „quae nos arbitrari possumus esse vocabula pagorum seu quorumcumque locorum“, ‚Gaue oder irgendwelche Gegenden‘, wie Paulus mutmaßt (I, 13).
Nach dem Tod der beiden Anführer gaben sich die Langobarden einen König, wie alle anderen „gentes“. Ihr erster König war Agelmund, der Sohn Agios, Angehöriger der Guginger; er herrschte der Überlieferung nach 33 Jahre (I, 14). Wieder trägt Paulus eine Legende vor, die er selbst in Zweifel zieht. Demnach wollte eine „meretrix“ (‚Hure‘) ihre sieben Kinder ertränken. Doch König Agelmund rettete einen der Jungen, der den Namen „Lamissio“ erhielt, abgeleitet von der Lanze des Königs, nach der er gegriffen haben soll. Als Erwachsener besiegte Lamissio eine Kriegerin der Amazonen, die den Langobarden die Überquerung eines Flusses verwehren wollten. Paulus selbst glaubt, dass noch zu seiner Zeit in den Tiefen Germaniens ein solches Volk lebte. Nach dem Sieg siedelten sich die Langobarden jenseits des Flusses an. Unvorsichtig geworden, fielen sie einem Raubzug der Bulgaren zum Opfer. Agelmund wurde im Kampf getötet. Lamissio wurde daraufhin zum König erhoben, unterlag jedoch zunächst gleichfalls gegen die Bulgaren, die auch die einzige Tochter des Königs geraubt hatten. Doch in einer zweiten Schlacht – wieder hatten die Langobarden Unfreie zu Freien gemacht – besiegten sie die Bulgaren (I, 17).
Über Lamissios Nachfolger Lethuc weiß Paulus nur, dass er ungefähr 40 Jahre herrschte. Ihm folgte sein Sohn Hildeoc als vierter, diesem Godeoc als fünfter König. Als Odoaker, zu dieser Zeit Herr Italiens, die Rugier besiegte, übernahmen die Langobarden deren Land („Rugiland“), das aus römischer Perspektive jenseits der Donau lag (I, 19). Auf Godeoc folgte derweil sein Sohn Claffo, auf dessen Tod sein Sohn Tato als siebenter König. Die Langobarden dehnten ihre Siedlung in ein Gebiet aus, das „sermone barbarico“, also in ihrer Sprache, „feld“ hieß.
Nach drei Jahren kam es, trotz eines Vertrages, zum Krieg mit den Herulern. Denn der Bruder des Herulerkönigs Rodulf war ermordet worden. Die Langobarden siegten über das Heer des allzu sorglosen Königs, der während der Schlacht Würfel spielte, und rieben es vollständig auf, so dass die Heruler nie wieder einen König wählten. Doch auch Tato kam ums Leben, denn er wurde von Wacho, seinem eigenen Neffen, ermordet. Tatos Sohn Hildigis musste zu den Gepiden fliehen. Infolgedessen kam es zu Spannungen zwischen Langobarden und Gepiden. Wacho unterwarf sogar die Sueben, eine Aussage, die Paulus ausdrücklich aus dem im Jahr 643 beschlossenen Gesetz des Rothari ableitet (I, 21), dem Edictum Rothari. Wacho, der drei Frauen hatte, nämlich Radegunde, die Tochter des Thüringerkönigs, Austrigusa, eine Tochter des Gepidenkönigs, und schließlich Silinga, eine Tochter des Herulerkönigs, verheiratete die beiden Töchter der Austrigusa an den Frankenhof. Der gemeinsame Sohn mit Silinga, Walthari, wurde der achte König der Langobarden. Walthari starb nach sieben Jahren. Ihm folgte als neunter König Audoin, der die Langobarden nach Pannonien führte (I, 22).
Der schwelende Konflikt zwischen Gepiden und Langobarden führte bald zur offenen Schlacht, in deren Verlauf Alboin, der Sohn Audoins, den Sohn des Gepidenkönigs tötete. Als die Langobarden von ihrem König forderten, der tapfere Alboin solle an der königlichen Tafel speisen, verwies ihr König auf einen Brauch, nach dem dies nur möglich wäre, wenn er zuvor von einem König eines anderen Volkes die Waffen erhalten hätte. Alboin wagte sich daraufhin mit nur 40 Mann ins Lager der Gepiden, wo ihn nur das Gastrecht rettete, das der Gepidenkönig gegen seine eigenen Leute verteidigte. König Thurisind übergab Alboin tatsächlich die Waffen seines getöteten Sohnes, woraufhin Alboin bei seinem Vater an der Tafel speisen durfte (I, 24).

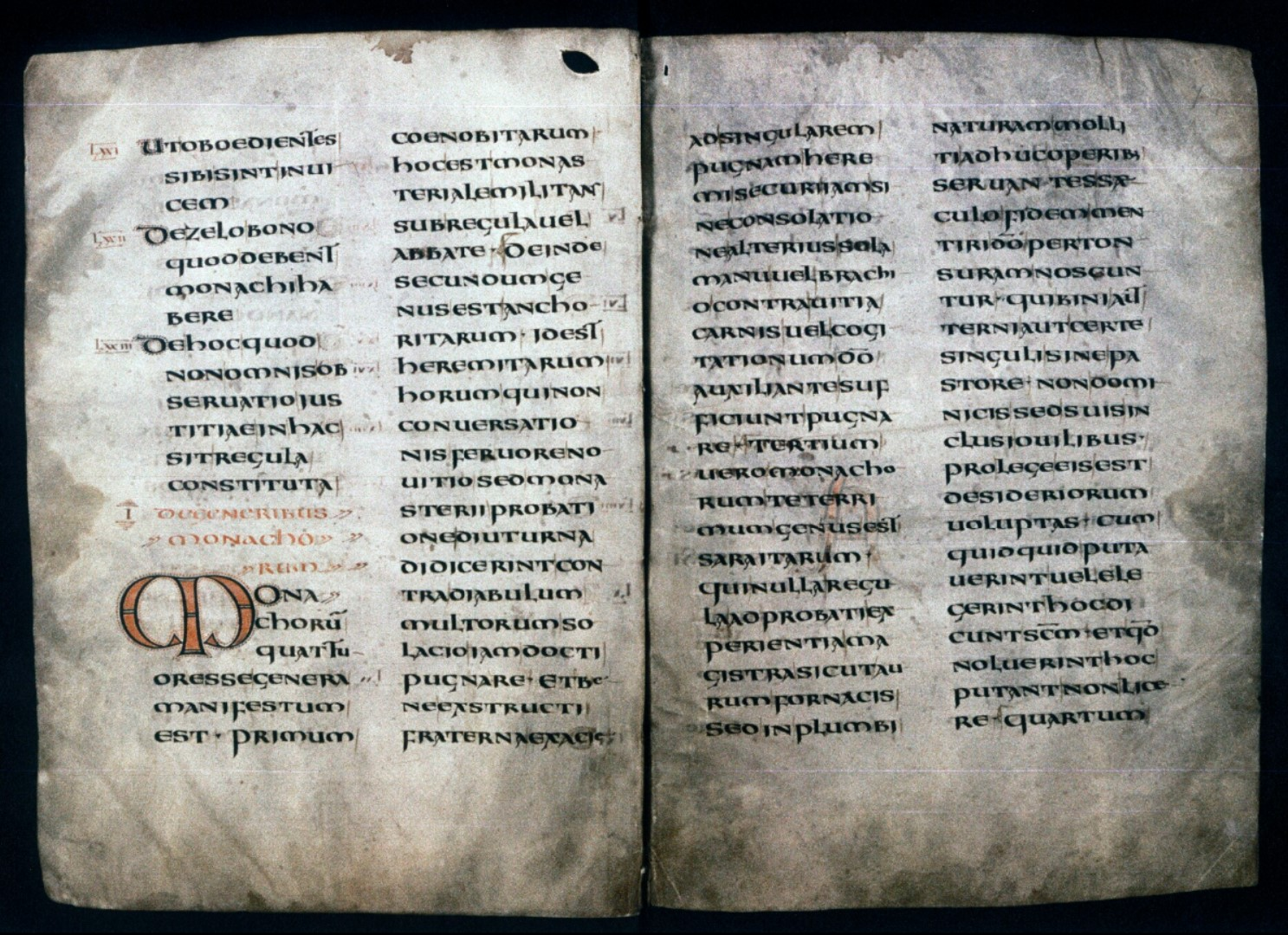
Die älteste erhaltene Abschrift der Benediktsregel, Oxford, Bodleian Library, MS. Hatton 48, f. 6v–7r

Daran anschließend lobt Paulus die Herrschaft Kaiser Justinians, die Erfolge Belisars gegen Wandalen und Ostgoten, aber auch die des Johannes gegen die Berber unter ihrem König Amtala. Er lobt die Gesetzessammlung, die der Kaiser zusammenstellen ließ, die Errichtung der Hagia Sophia, er hebt in Rom Cassiodor hervor, die Osterberechnung durch Abt Dionysius, in Konstantinopel Prisciannus von Caesarea und seine Grammatikkenntnisse, aber auch die Apostelgeschichte des Arator in Hexametern; nicht zu vergessen den hl. Benedikt. Daran anschließend führt er eigene Distichen im elegischen Versmaß auf, sowie einen Hymnus (I, 26). Paulus wollte diese bedeutenden Dinge nicht auslassen, da Benedikt der Gründer seines Ordens war. Explizit kehrt er danach zu Audoin und den Langobarden zurück (I, 27).
Audoin und seine Frau Rodelinda hatten als Sohn Alboin, den späteren 10. König. Er heiratete die Tochter des Frankenkönigs Chlothar, von der er eine Tochter hatte. Zu dieser Zeit starb der besagte Gepidenkönig. Sein Nachfolger Kunimund suchte den Krieg, wogegen Alboin ein Bündnis mit den Awaren schloss, die nach Paulus’ Meinung früher Hunnen hießen und die sich nach einem ihrer Anführer umbenannt hatten. In der Schlacht, in die die Awaren nicht eingreifen konnten, siegten die Langobarden. Alboin tötete ihren König, auch die Gepiden bestimmten danach nie wieder einen König. Aus seinem Schädel machte er ein Trinkgefäß, später heiratete er sogar seine Tochter Rosemunda – wobei Paulus schon das spätere Verhängnis ankündigt. Ein Teil der Gepiden wurde unterworfen, die übrigen gerieten in die Knechtschaft der Awaren, die ihr Land besetzten.

### 2. Buch: vom Gotenkrieg über die Wanderung nach Italien zur Herrschaft der Herzöge
Mit dem 2. Buch, das aus 32 Kapiteln besteht, aber nur etwa zwei Jahrzehnte beschreibt, betreten die Langobarden Italien, wodurch Paulus sich der Aufgabe stellen muss, den dramatischen Übergang von einer mythischen Vergangenheit in eine komplexe, blutige Konfrontation mit der Mittelmeerwelt darzustellen – eine schwierige Aufgabe, die zahlreiche Seitenblicke auf die Vorgänge in Konstantinopel, in Rom, aber auch im Frankenreich oder bei den Sachsen erforderlich macht. In Italien erwarteten die vom oströmischen Armeeführer Narses aus Rache herbeigerufenen Langobarden nicht nur starke Gegenmächte, sondern heftige Naturereignisse und zahlreiche Pestwellen. Wichtig ist, dass nun göttliches Eingreifen Alboin davon abhält, ein Massaker nach der Eroberung Pavias zu veranstalten. Am Ende jedoch fällt der König einer barbarischen Handlung zum Opfer, als seine gepidische Frau Rache übt – das Beweismittel, den zu einem Trinkgefäß umgearbeiteten Schädel ihres eigenen, von Alboin getöteten Vaters, aus dem er sie zu trinken gezwungen hätte, habe Paulus selbst bei Hof gesehen. Die moralische Verfehlung und das Rachemotiv rückt Paulus damit in den Mittelpunkt, aber auch die Todesstrafe für alle am Umsturz Beteiligten. Damit rückt Alboin als Nachfolger in der Herrschaft über Italien in die Nähe des gleichfalls gestürzten Narses. Auch wandelt sich das Bild des Kriegskönigs Schritt für Schritt zu einem Organisator seines Reiches, der schließlich die Bewohner Pavias verschont, nachdem er erfahren habe, dass sie Christen seien – immerhin handelte es sich um die spätere Hauptstadt des Reiches. Zugleich knüpft er Verbindungslinien zu Theoderich dem Großen. Damit war die Transformation Alboins zum legitimen Nachfolger sowohl der römischen als auch der gotischen Herrscher vollendet. Zugleich wird der moralische Abstieg der Oströmer seit Justinian durch das Verhalten des Statthalters in Ravenna herausgestellt. Mit der Herrschaft der Herzöge schließt das 2. Buch, eine Herrschaft, die das krasse Gegenteil von Alboins Herrschaft darstellt, ein Ende der Hoffnung, die durch Gefahren, Sterben und Niedergang abgelöst wird.
Bei seiner Darstellung standen Paulus im zweiten Buch – abgesehen von seiner eigenen Wahrnehmung – neben einigen mündlichen vor allem schriftliche Überlieferungen zur Verfügung, wobei er ein breites Spektrum von klassischen, annalistischen und historiographischen über hagiographische und poetische Quellen nutzt. Diese deutet er jedoch an entscheidenden Stellen um. Auch benennt er Widersprüche zwischen mündlicher und schriftlicher Überlieferung (II, 18).

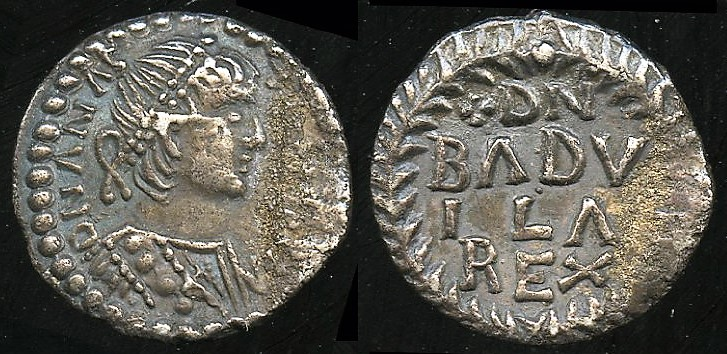
Unter Totila oder Baduila (Ostgotenkönig 542–552) in Pavia (?) geprägte Silbermünze, eine Siliqua mit der Abbildung des bereits 518 verstorbenen Kaisers Anastasius, Avers: „D N ANAS“, Revers: „D N / BADV / ILA REX“ (‚Unser Herr, König Baduila‘)

Im zweiten Buch schildert Paulus die Unterstützung der Oströmer durch Alboin im Gotenkrieg, in dessen Verlauf Totila besiegt wurde. Dann folgt der Sieg des oströmischen Feldherrn Narses, der Alboin um Unterstützung gebeten hatte, über die fränkischen Armeen unter Butilin und Amin, sowie den Abzug eines dritten Franken namens Leuthari, eines Bruders des Butilin, der in der Nähe des Gardasees eines natürlichen Todes starb (II, 2). Dann folgt die Rebellion des Sinduald, eines „regulus“, eines Kleinkönigs der Heruler, der demnach den Brentern angehörte, einer herulischen „stirps“, die Odoaker mit nach Italien gebracht hatte. Schließlich, nach ausgiebiger Beschreibung einer ausschließlich in Italien, ausgehend von Ligurien, grassierenden, das Land leerenden Epidemie („pestilentia et mortalitas“, II, 4), berichtet der Verfasser, wie Narses, den er als gläubigen Menschen schildert, die Langobarden aus Rache und Furcht auffordert, nach Italien zu ziehen (II, 5).

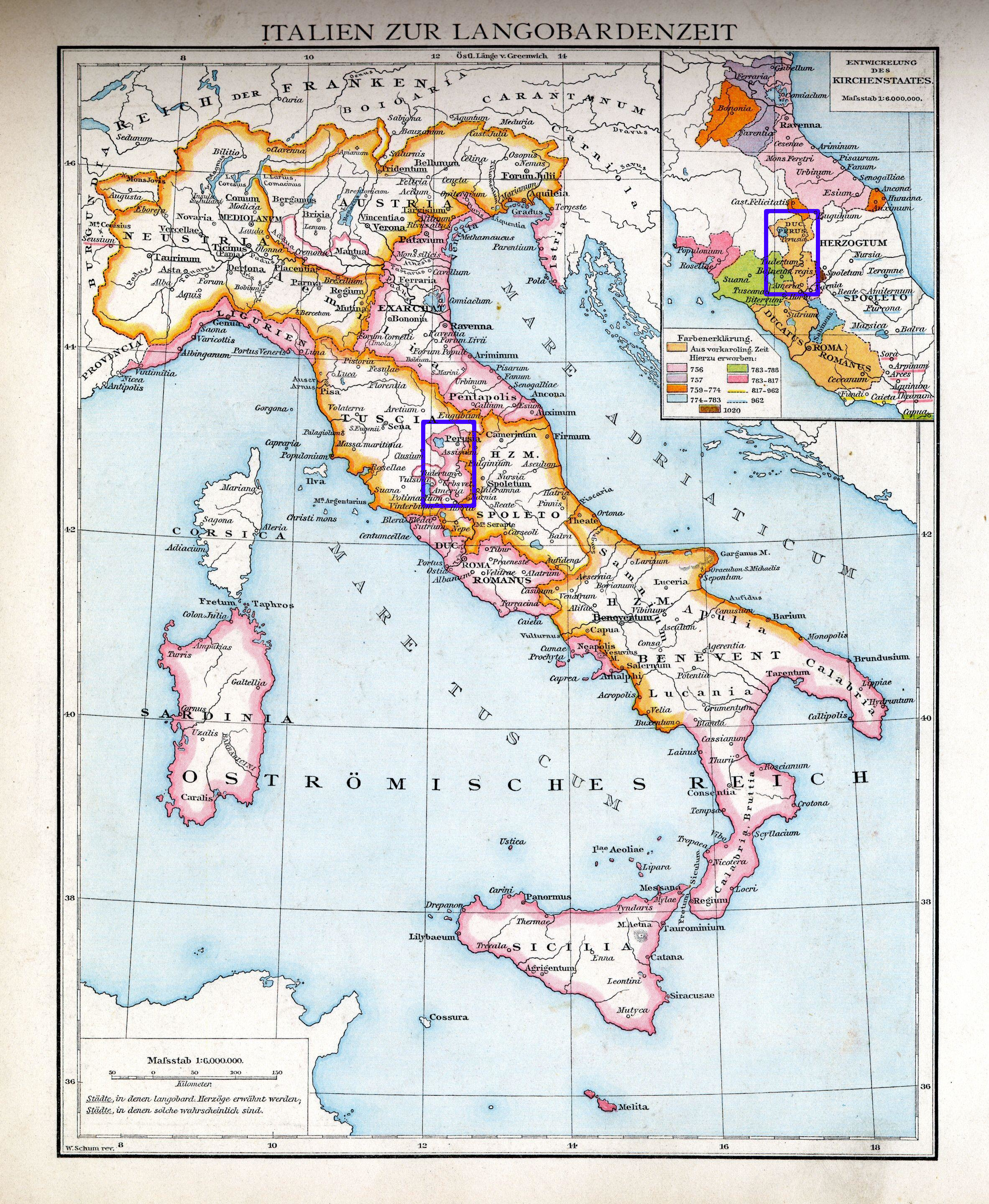
Das Langobardenreich und die oströmischen Gebiete

Zu Alboins Unterstützung stießen 20.000 Sachsen zu den Langobarden. Diese überließen nach 42 Jahren der Ansiedlung den befreundeten Hunnen („amicis suis Hunnis“) ihr Land – mit der Zusage, es bei Bedarf zurückzuerhalten. Die Langobarden brachen von Pannonien einen Tag nach Ostern des Jahres 568 auf, wie Paulus ausdrücklich datiert (II, 7). Von einem Berg, dort lebten noch „bisontes“ – wohl Auerochsen, von enormer Größe –, von denen ein Fell, wie Paulus aus sicherer mündlicher Quelle selbst erfahren zu haben angibt, noch existiert habe, auf dem 15 Mann nebeneinander hätten liegen können –, blickte Alboin (wie Moses vom Berg Sinai) nach Italien (II, 8). Von dort zog er ohne Widerstand nach Venetien. Er setzte seinen Neffen und „strator“, auf Langobardisch „marpahis“, Gisulf als Herrn dieser ersten besetzten römischen Provinz ein, der allerdings von Alboin verlangte, die farae selbst aussuchen zu dürfen, die dort angesiedelt werden sollten. Auch erhielt er auf Bitten Pferdeherden. So wurde Gisulf zum ersten „dux“ (Herzog) erhoben (II, 9). Bei den farae, abgeleitet von einem langobardischen Wort, handelte es sich um „Fahrensgemeinschaften“. Sie lassen sich heute am ehesten als Verbände mit einer je spezifischen militärischen Aufgabe deuten, die auf familiären Bindungen beruhten, es gehörten aber auch weitere Personen und Waffen dazu.

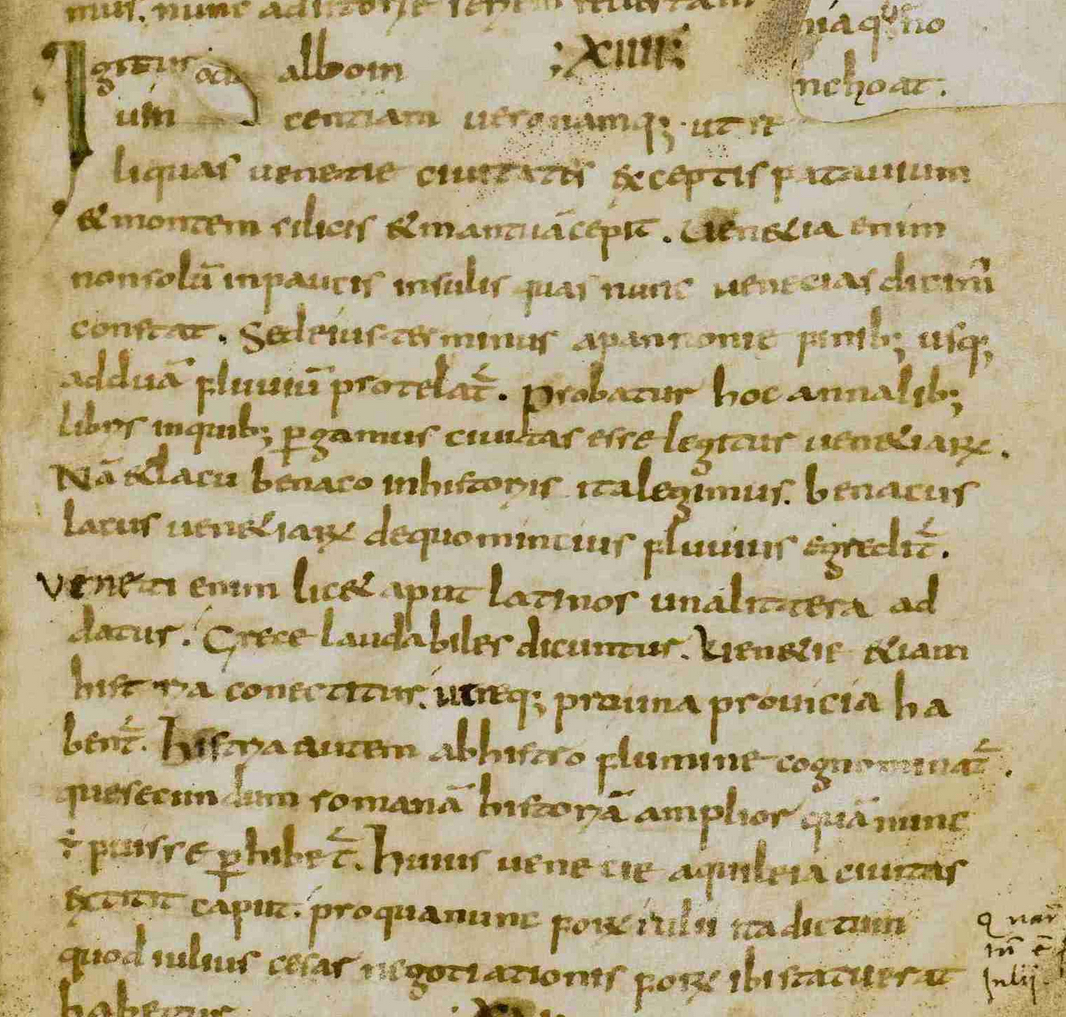
Buch II, 14 in der Handschrift Cividale del Friuli, Museo Archeologico Nazionale, XXVIII (1. Hälfte 9. Jahrhundert)

Daran schließt Paulus knappe Exkurse über das Frankenreich, Papst Benedikt, die Flucht des Patriarchen Paulus von Aquileia nach Grado, der seinen Kirchenschatz mitbrachte – auch fügt er ein, es habe im Winter so viel geschneit, wie sonst im Hochgebirge, und dass die Fruchtbarkeit so groß war, dass sich selbst die Ältesten nicht an eine solche Ernte erinnern konnten. Dann folgen die Kämpfe zwischen Awaren und Franken, in denen Sigibert in Thüringen einen Sieg davontrug, der Merowingerkönig, der Brunicheldis heiratete (II, 10). Er erwähnt knapp den Tod des Narses in Rom, auch die Verbringung seines Leichnams in einem Bleisarg nach Konstantinopel, ebenso wie seiner Schätze (II, 11). Dann folgt in einem ausführlicheren Exkurs die Bestätigung des Kirchenbesitzes durch Alboin, der die Piave erreicht hatte, gegenüber Bischof Felix von Treviso, der ihm entgegengezogen war (II, 12). Dass Felix mit Fortunatus befreundet war und aus der Gegend von Treviso stammte, bringt den Verfasser wiederum auf die Idee, wie er selbst schreibt, beinahe in Vitenform von jenem Fortunatus, dem späteren Bischof von Poitiers zu berichten, einschließlich einer Wunderheilung in Ravenna durch den hl. Martin sowohl an Felix als auch an Fortunatus selbst. Diese Heilung habe ihn zum Verehrer des hl. Martin gemacht. Für sein Grab hatte Paulus selbst eine Inschrift verfasst, die er vollständig zitiert, um dafür Sorge zu tragen, dass die dortigen „cives“ nicht in Unkenntnis über sein Leben blieben. Mit „nunc ad historiae seriem revertamur“ fordert er sich schließlich auf, wieder zur Geschichtserzählung zurückzukehren (II, 13).

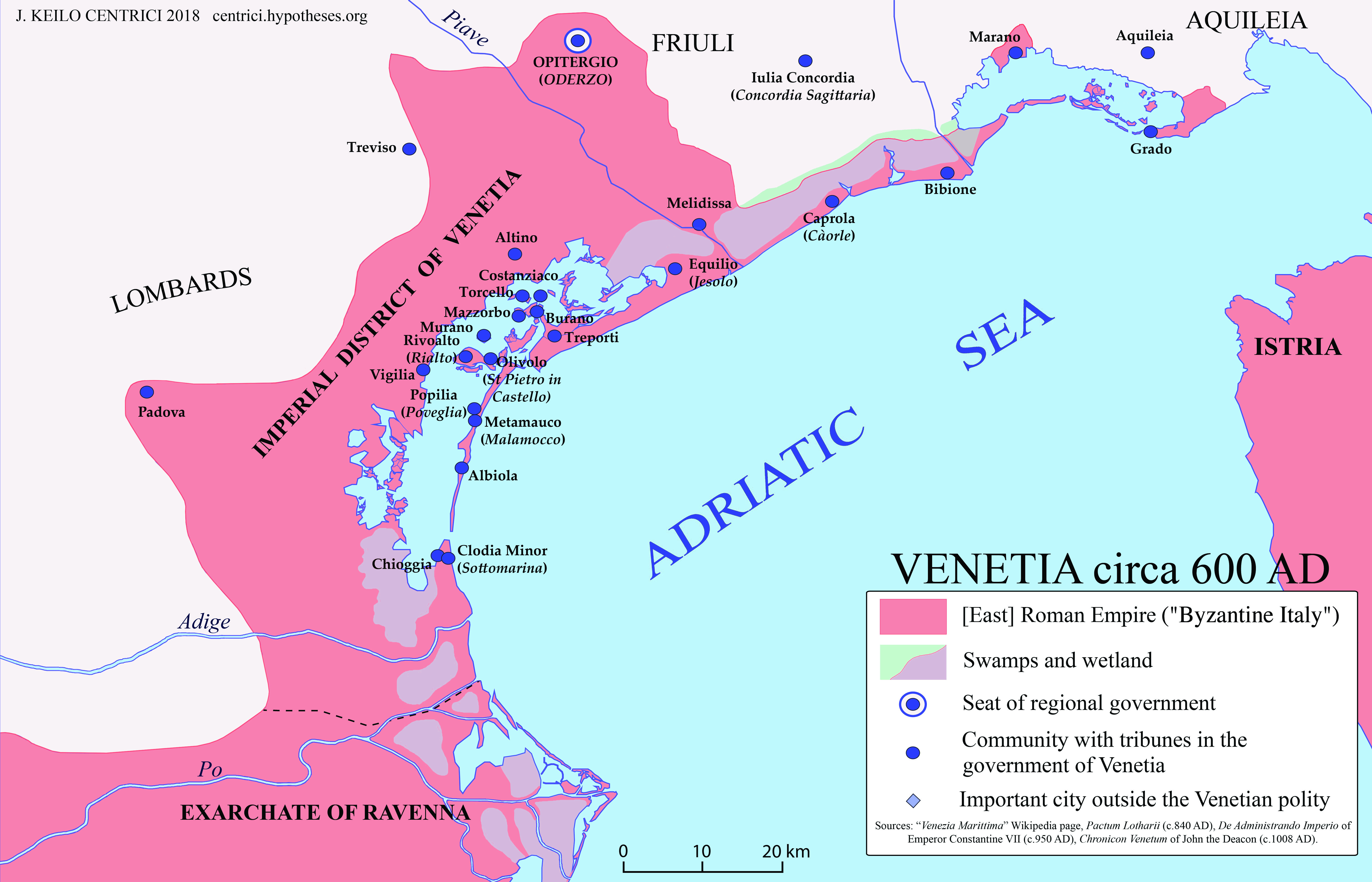
Der Osten Venetiens um 600

Tatsächlich berichtet er nun, dass Alboin Vicenza, Verona und die übrigen Städte „Venetiae“ genommen habe, mit Ausnahme von „Patavio et Monte Silicis et Mantua“. Ausdrücklich erwähnt er: „Venetia enim non solum in paucis insulis, quas nunc Venetias dicimus, constat, sed eius terminus a Pannoniae finibus usque ad Adduam fluvium protelatur.“ „Venetia“ habe also nicht nur aus den wenigen Inseln bestanden, die wir heute „Venetia“ nennen, sondern es erstreckte sich von den Grenzen Pannoniens bis an die Adda. Und auch im Folgenden gibt Paulus Belege dafür, dass in früheren Zeiten Venetia ein sehr viel größeres Gebiet umfasst habe, als die Lagune von Venedig (II, 14), um dann einen längeren Exkurs einzufügen, nunmehr über die übrigen Provinzen Italiens (II, 15–24).
Nachdem er auch die Herkunft des Namens Italien abgehandelt hat, berichtet er wieder von Alboin, der am 3. September in Mailand einzog, als dort Honoratus Erzbischof war, der nach Genua floh. Auch starb nach zwölf Jahren im Amt der Patriarch Paulus, dem Probinus im Amt folgte (II, 25). Alboin eroberte Ligurien außer den Küstenstädten, schließlich Pavia, jedoch erst nach dreijähriger Belagerung (II, 26). Alboin, so erklärt Paulus seinen Erfolg, brachte viele Völker mit, deren Siedlungen man noch zu seiner Zeit nach ihrer Herkunft bezeichnet habe, während in Italien nach einer überaus guten Ernte die Pest in Ligurien und Venetien grassierte und eine Hungersnot ausgebrochen war (II, 26). Die Bewohner Pavias wollte Alboin wegen ihres langen Widerstandes abschlachten lassen, wie er geschworen hatte, doch als sein Pferd beim Einzug strauchelte und nicht wieder auf die Beine kam, brachte ihn einer seiner Männer von diesem Vorhaben ab, mit der Begründung, die Bewohner seien doch Christen. Alboin lenkte ein, woraufhin sich sein Pferd wieder erhoben und ihn in die Stadt getragen habe (II, 27).
Daran anschließend schildert Paulus das Ende des Königs, der in Italien drei Jahre und sechs Monate lang geherrscht habe. Alboin hatte nämlich seine gepidische Frau Rosemunda gezwungen, Wein aus dem Gefäß zu trinken, das einst aus dem Schädel ihres Vaters König Kunimund angefertigt worden war. Paulus selbst schreibt, er habe das Gefäß noch am Hof König Ratchis' gesehen. Rosemunda schmiedete daraufhin mit Alboins „scilpor“, seinem Waffenträger und Milchbruder Helmichis, ein Komplott, in das auch Peredeo durch eine Intrige hineingezogen wurde, der schließlich den Mordplan schmiedete. Alboin wurde nach seiner Ermordung unter einer Treppe an der Außenseite seines Palastes beerdigt, ein Grab, das, wie Paulus schreibt, in unseren Tagen durch Giselpert, Herzog in Verona, geöffnet wurde. Er habe damit prahlen wollen, Alboin gesehen zu haben (II, 28). Helmichis, der die Königsherrschaft übernehmen wollte, musste zusammen mit Rosemunda fliehen. Dies geschah auf einem Schiff, das Longinus, der Präfekt von Ravenna, geschickt hatte. Alboins Tochter Albsuinda und der Schatz der Langobarden kamen so nach Ravenna. Als Longinos Rosemunda dazu überredete, nun Helmichis zu vergiften, zwang dieser sie, ebenfalls davon zu trinken, so dass beide starben. Longinos schickte Alboins Tochter und den Schatz nach Konstantinopel. Schließlich berichtet Paulus, einige behaupteten, Peredeo sei in Konstantinopel ums Leben gekommen, wo er geblendet worden sei.
Die Langobarden setzten inzwischen Cleph zum König ein, doch wurde er von einem „puer de suo obsequio“, einem Jungen aus seinem Gefolge, nach nur 18 Monaten Herrschaft erschlagen (II, 31). Danach regierten zehn Jahre Herzöge, wohl über dreißig. Die römischen Bewohner mussten ein Drittel ihrer Ernte fortan an die Langobarden abführen. Italien wurde von den Langobarden ‚unter das Joch gepresst‘ (II, 32).

### 3. Buch: Verhältnis zu den Franken, Häresie, Kämpfe in Byzanz, Wahl des Königs durch Theodelinde

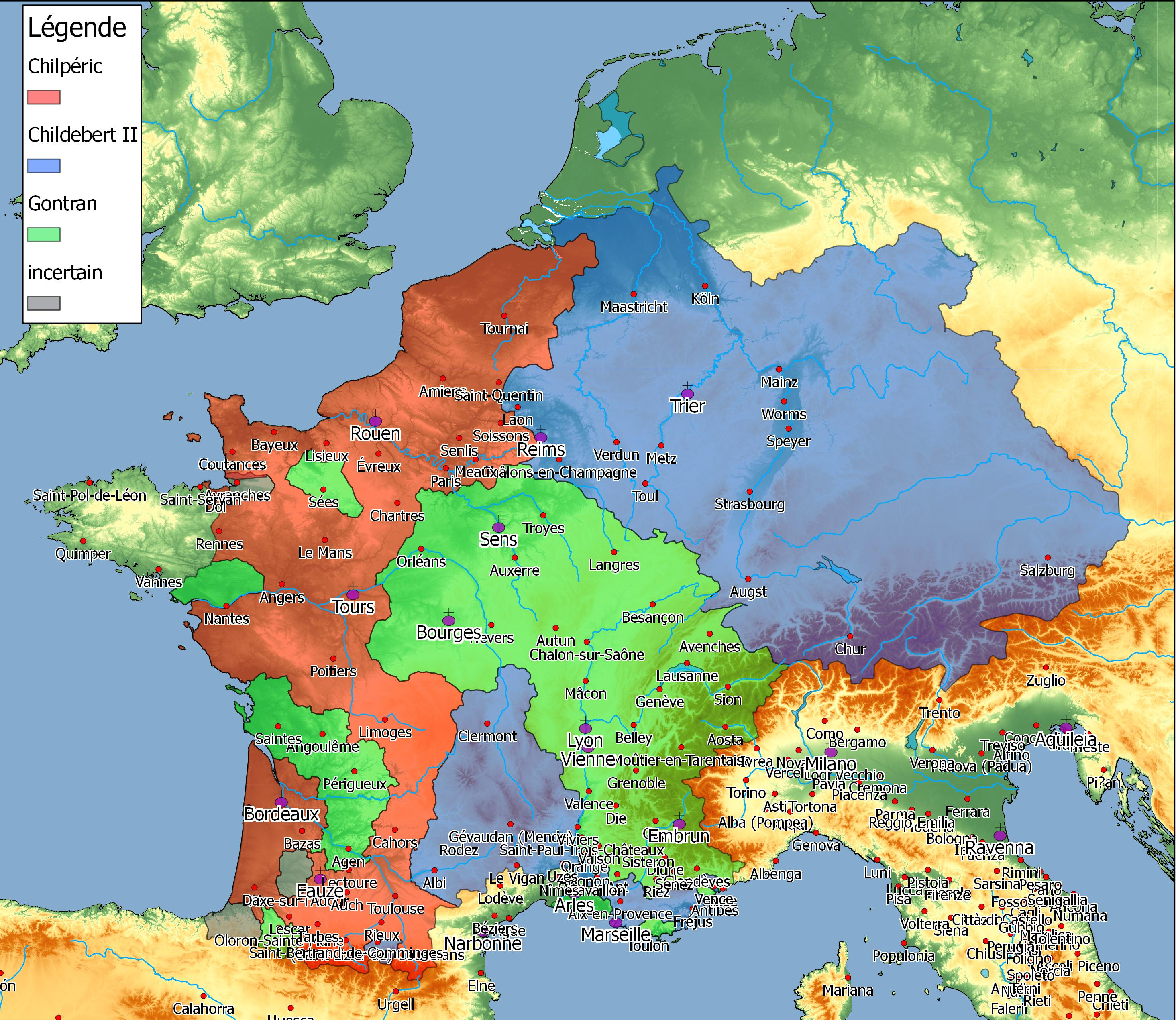
Die fränkischen Teilreiche um 577

Im dritten Buch, das die Zeit zwischen etwa 570 und 591 umfasst, schildert Paulus in 35 Kapiteln zunächst, wie die Langobarden Gelegenheiten zum Plündern vor allem im Frankenreich nutzten (um 569/570, 575), aber auch ihre Begegnungen mit Heiligen, Wundern und den moralischen Abstieg der Oströmer in der Person des neuen Kaisers Justin. Auch schildert er, wie ein Einsiedler einen der Krieger bekehrt, die erste Konversion dieser Art. Die ebenso wie die Langobarden paganen Sachsen, die von Italien aus wieder in ihre Heimat zurückkehren wollten, gingen – unter Schilderung noch üblerer Untaten – bei ihrem Kampf um die vor Jahren verlassenen Gebiete, gänzlich unter. Auch die langobardischen Herzöge erlitten gegen die Franken schwere Niederlagen, jedoch schweigt Paulus über das Jahrzehnt zwischen 574 und 584 weitgehend. Erst mit der Wahl eines neuen Königs erlangte das Langobardenreich wieder Rechtssicherheit, wie Paulus überaus deutlich betont, der damit seinen Weg der Langobarden zur äußerst katholischen gens fortführt. Dies geschieht vor dem Hintergrund von fünf schweren Konflikten, in denen die Langobarden um ihren Fortbestand rangen. Zugleich kamen aus Konstantinopel zunehmend häretische Ideen. Dabei erfordert die vielschichtige, von einer großen Zahl von Akteuren und wechselnden Allianzen geprägte Situation den Autor auf das schärfste heraus. Ähnlich wie Alboin wird am Ende Authari zu einer zentralen Figur im Ringen um Stabilität, der eine überraschende Heiratsallianz mit den Bayernherzögen erreicht. Der eingefügte Traum des Gunthram, eines Frankenkönigs von geringer Bedeutung für die Langobarden, erklärt sich daraus, dass erneut bei der Wiederentdeckung eines Schatzes die göttliche Zustimmung sich genau hierin erwies. Dies geschah analog zur Wiederentdeckung des Schatzes des Feldherrn Narses, von dem der Kaiser frommen Gebrauch machte, und diesmal entdeckten die Männer Autharis einen Schatz auf einer Insel im Comer See. Damit stellt Paulus heraus, was für ihn eines der Zeichen für einen guten König sei, nämlich die Verbindung mit materiellem Glück, eben im Fund eines verlorenen Schatzes, den er zur Wohltätigkeit nutzte. Mit dem dritten Buch nahmen die Langobarden weitere Hürden auf dem Weg zu legitimer, von Gott geschützter Herrschaft. Im Falle des Nichtkatholiken Authari erwies sich dies besonders dramatisch, denn die Franken verloren eine Königsschwester durch die Konversion ihres westgotischen Ehemanns vom Arianismus zum Katholizismus, dann zog man dort dennoch einen Katholiken als Heiratskandidaten vor. Damit wurde Authari schwer beleidigt, denn er hatte sie ehelichen wollen. Dennoch, und hierin zeigte sich die Hilfe Gottes, besiegte der Langobarde die Franken mehrfach – wobei er nach der schwersten Schlacht moniert, dass eine seiner wichtigsten Quellen, die Paulus benutzte, diese gewaltige Niederlage der Franken nicht erwähnt, die doch selbst fränkische Quellen berichteten.

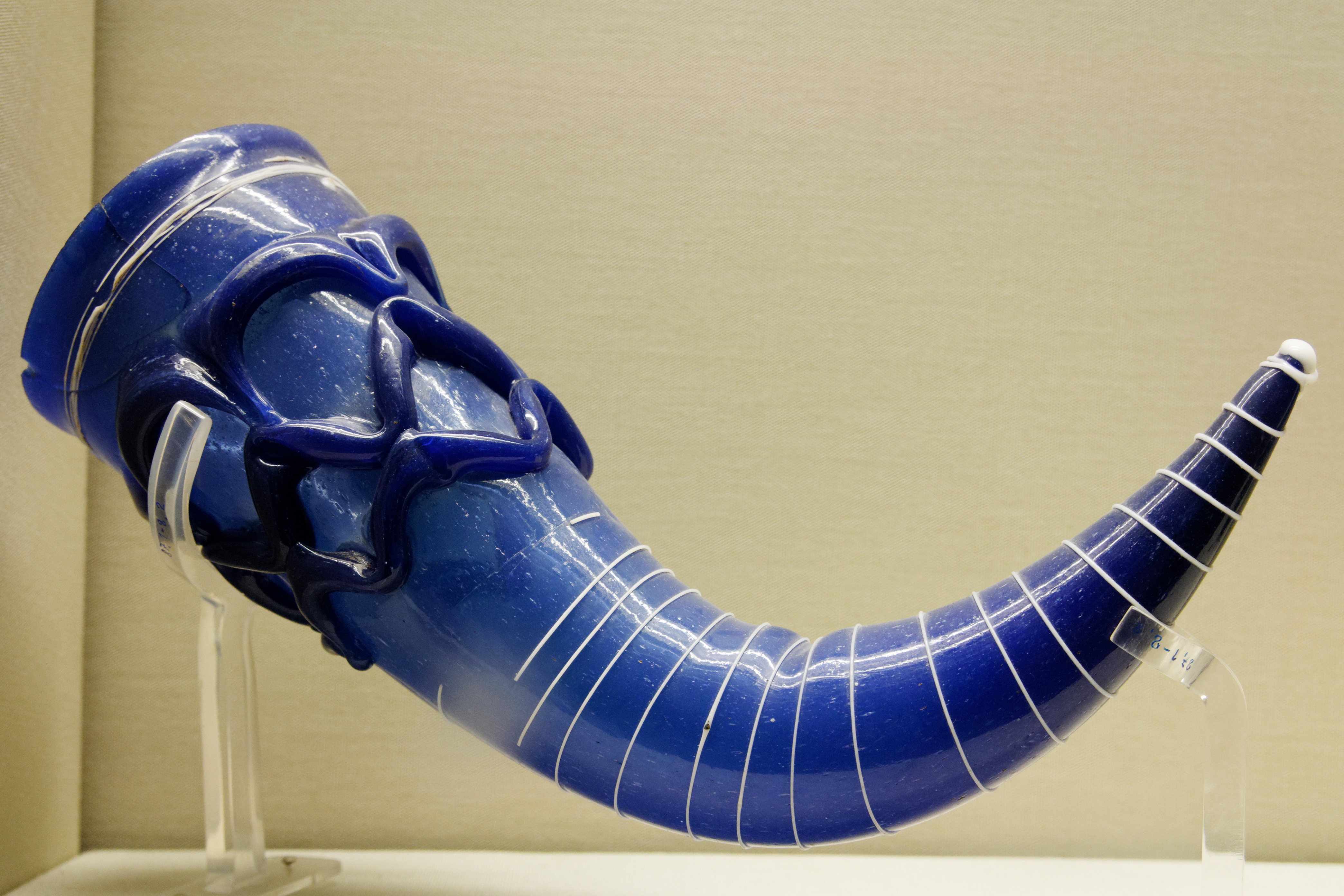
Von Giuseppe Picchiorri in einem Grab in der Via dei Condotti in Sutri (Latium) in einem Meter Tiefe auf seinem Grundstück entdecktes gläsernes Trinkhorn, 1887 vom British Museum in London erworben, 6. oder 7. Jahrhundert

Seine beiden wichtigsten Quellen sind Gregor von Tours, den er in 20 der 35 Kapitel seines 3. Buches benutzt und den er manchmal fast wörtlich übernimmt, ihn aber auch aus langobardischer Perspektive umdeutet, und Secundus, dessen Werk verloren gegangen ist. Secundus verfasste, wie Paulus vermerkt, eine kurze Geschichte der Langobarden bis in seine Zeit (er starb um 612). Paulus benutzte sein Werk an vielleicht zwölf Stellen in Buch III.
Das vielschichtige und von disparaten Vorgängen – die es schwer machten, einen roten Faden zu finden – geprägte Buch beginnt mit der zunächst erfolgreichen Expansion über Italien hinaus, nämlich gegen die Franken Richtung Burgund. Einige der Herzöge fielen also in deren Reich ein, wobei der Klausner Hospitius, der bei Nizza lebte, dies zuvor angekündigt hatte. Ihre Überfälle sollten als Strafe für Meineid, Diebstahl, Raub und Mord gelten. Da Hospitius als Asket eiserne Ketten auf der bloßen Haut trug, hielten ihn die Langobarden, die ihn in seinem Turm fanden, für einen eingekerkerten Verbrecher. Als sie ihn töten wollten, rettete ihn ein Wunder. Bei dieser Gelegenheit wurde nicht nur der Langobarde, der ihn töten wollte, bekehrt (und später sogar Mönch), sondern zwei Herzöge wurden ebenfalls bekehrt (III, 1–2). Amatus, Patrizius der Provence, unterlag anderen Langobarden in einer Schlacht (III, 3), doch ein weiteres Heer wurde von Eunius, auch Mummulus genannt, besiegt.

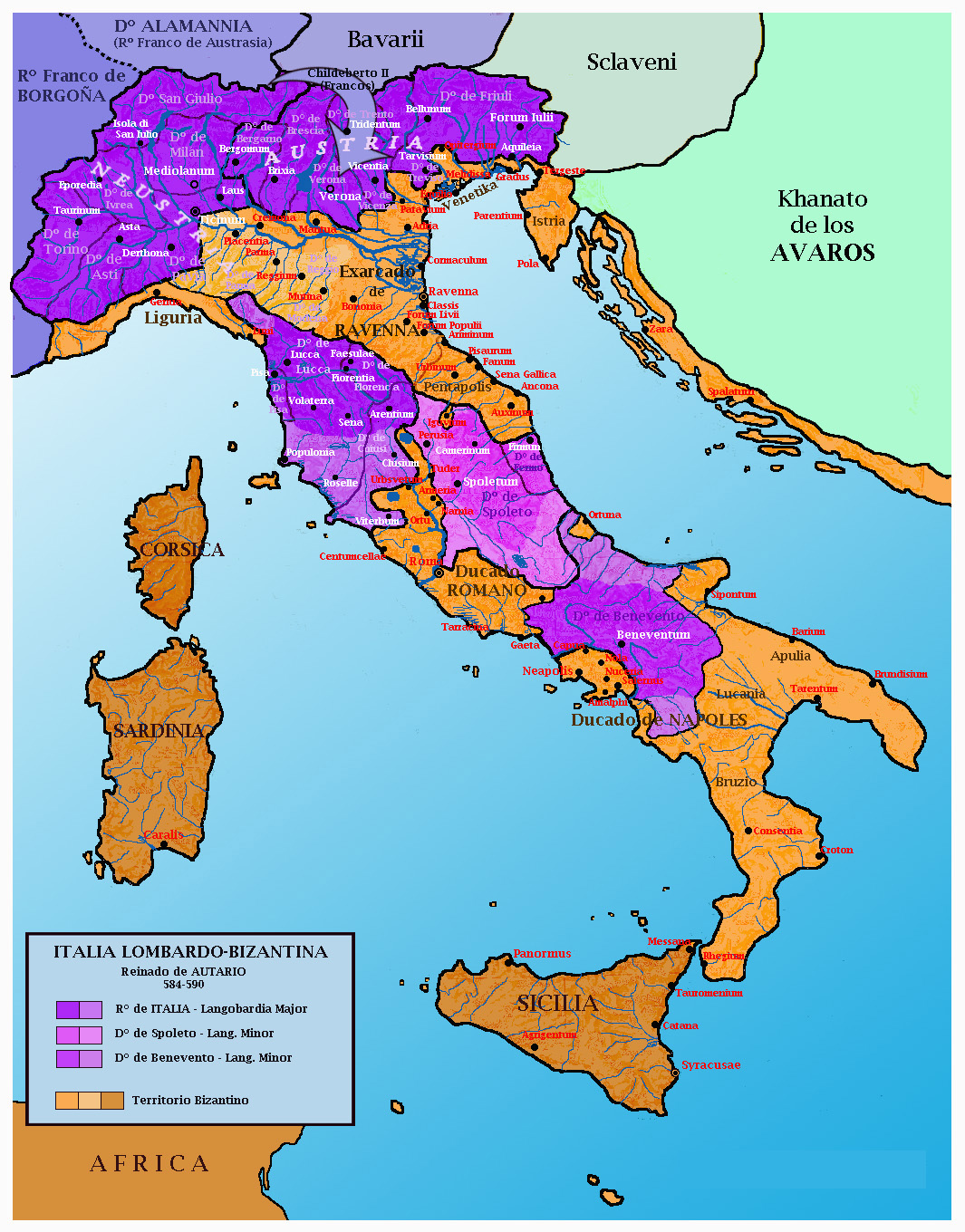
Italien um 590

Die früher mit den Langobarden gezogenen Sachsen führten ebenfalls einen Raubzug aus, wurden aber gleichfalls besiegt (III, 5). Doch versuchten die Sachsen, die in Italien nicht nach eigenem Recht leben durften, nun, so Paulus, in ihre Heimat zurückzukehren – die sie mit Hilfe des Frankenkönigs Sigibert auch erreichten. Eine Marschkolonne mitsamt ihrem Vieh zog über Nizza, die andere über Embrun, unterwegs wurde Nahrung geraubt, aber auch gebrandschatzt. Mummulus ließ sie nur gegen eine große Entschädigungssumme die Rhone überqueren. Doch auf ihrem Weitermarsch betrogen sie viele, indem sie Bronzebarren anboten, die wie Gold aussahen. König Sigibert gestattete ihnen die Heimkehr nach Sachsen. Doch ihre Heimat fanden sie inzwischen von Sueben und „aliis gentibus“ bewohnt, die sich gegen ihre Vertreibung wehrten. Sie boten ein Drittel, dann die Hälfte, schließlich zwei Drittel des Landes, schließlich sogar alles Vieh, denn man könne ja gemeinsam dort leben. Doch die Sachsen lehnten ab, berieten schon, wie sie die Frauen der Sueben unter sich verteilen würden. Doch im anschließenden Kampf kamen 20.000 Sachsen um, hingegen nur 480 Sueben. Aber selbst die überlebenden 6.000 Sachsen ließen erst nach einer weiteren Niederlage vom Krieg ab (III, 6–7).
Daran anschließend berichtet Paulus über Raubzüge der Herzöge Amo, Zaban und Rodan; ersterer griff den Hof des Mummulus an, nachdem er über Embrun gezogen war, eroberte Arles und plünderte bis Marseille, Aix leistete ihm 22 Pfund Silber als Tribut, Zaban zog nach Die, Rodan wandte sich gegen Grenoble. Rodan und Zaban unterlagen gegen das Heer des Mummulus, zogen sich nach Susa zurück, flohen vor dem heranrückenden Franken. Amo floh ebenfalls auf diese Nachricht hin, verlor unterwegs die gesamte Beute (III, 8). Ähnliche Kämpfe schildert der Verfasser aus der Gegend um Nanno, einem Kastell oberhalb von Trient (III, 9). Sieger über die Franken blieb Ewin, der Herzog von Trient, der eine Tochter Garibalds von Bayern heiratete, den er rex nennt, König (III, 10).

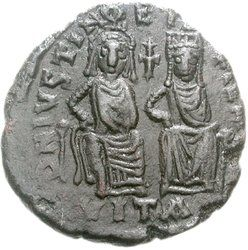
Justin II. und Sophia, Halbfollis

Kaiser Justin schildert Paulus als habgierig und verächtlich gegenüber den Armen, dazu sei er ein Anhänger des Pelagianismus gewesen. Dieser zog Tiberios als Leiter des Palastes an den Hof, den der Verfasser in höchsten Tönen lobt. Kaiserin Sophia tadelte ihn wegen seiner Freigebigkeit gegenüber den Armen, die den Staatsschatz gefährde. Justin sei nach elfjähriger Herrschaft wahnsinnig geworden. In Rom linderte Papst Benedikt die Hungersnot, die die Langobarden durch ihre Plünderungen ausgelöst hatten (III, 11). Nach Justins Tod wurde Tiberios Konstantinos Kaiser. Ausführlich berichtet Paulus, wie im Palast ein gewaltiger Schatz entdeckt wurde, und auch der Schatz des Narses fiel ihm nach dessen Ableben zu, noch bevor er Kaiser geworden war. Justinian, den seine Gegner auf den Thron bringen wollten, unterwarf sich und übergab dem Kaiser 15 Zentner Gold. Kaiserin Sophia versuchte in Abwesenheit des Kaisers Justinian dennoch auf den Thron zu bringen. Während Tiberios die Kaiserin verhaften und isolieren ließ, verzieh er Justinian und wollte sogar ihre vier Kinder miteinander verheiraten – woraus allerdings nichts wurde, aus unbekannten Gründen, wie Paulus anfügt. Ein kaiserliches Heer besiegte die Perser und brachte reiche Beute, darunter 20 Elefanten mit (III, 12).
Etwas unzusammenhängend trägt Paulus vor, wie der Frankenkönig Chilperich vom Kaiser Prägungen in Gold erhielt, dazu deren genaue Umschriften. Dann folgt die Nachricht über den späteren Papst Gregor, dass er das Amt des Nuntius innehatte, vor allem aber, dass er seine Libri Morales abfasste und den Patriarchen Eutychios vor dem Kaiser widerlegte. Außerdem überfiel der erste Herzog von Spoleto, Faroald, die Hafenstadt Classis (III, 13). In Aquileia folgte auf Probinus, der nur ein Jahr im Amt gewesen sei, der Priester Elias (III, 14).

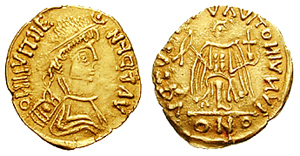
Im Namen Kaiser Justinians zwischen 568 und 590 geprägte langobardische Münze aus einer unbekannten Prägestätte

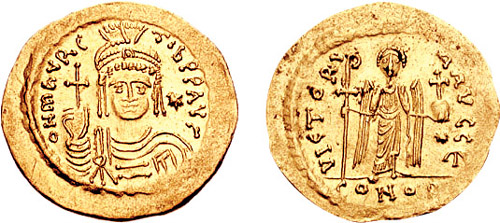
Goldsolidus Kaiser Maurikios’

Der Kaiser bestimmte nach siebenjähriger Herrschaft, im Einvernehmen mit Kaiserin Sophia, den Kappadokier Maurikios als seinen Nachfolger. Zugleich heiratete seine Tochter den designierten Kaiser. Nach zehnjähriger Herrschaft der Herzöge setzten die Langobarden mit Authari, dem Sohn Clephs, erstmals wieder einen König ein. Er trug, wie alle seine Nachfolger, den Titel Flavius. Die Herzöge traten unter ihm die Hälfte ihrer Einnahmen und Pflichtigkeiten zur Wiederherstellung des Königtums ab („omnem substantiarum suarum medietatem regalibus usibus tribuunt“). Die übrige Bevölkerung blieb nach dem Hospitalitätsprinzip unter den Langobarden aufgeteilt. Schließlich lobt Paulus die Rechtssicherheit im Langobardenreich (III, 16).
Kaiser Maurikios habe dem Frankenkönig Childebert über seine „legatos“ „quinquaginta milia solidos“, also 50.000 Solidi zukommen lassen, um ihn zu einem Kriegszug gegen die Langobarden zu veranlassen. Dieser drang ohne Vorwarnung „subito“ in Italien ein, doch verschanzten sich die Langobarden in den Städten und boten ihrerseits erfolgreich den Franken Geschenke an. Als dies der Kaiser erfuhr, forderte er sein Geld zurück, doch Childebert, der auf seine Macht vertraute, antwortete noch nicht einmal auf diese Forderung: „Sed ille suarum virium potentia fretus pro hac re nec responsum reddere voluit.“ (III, 17).

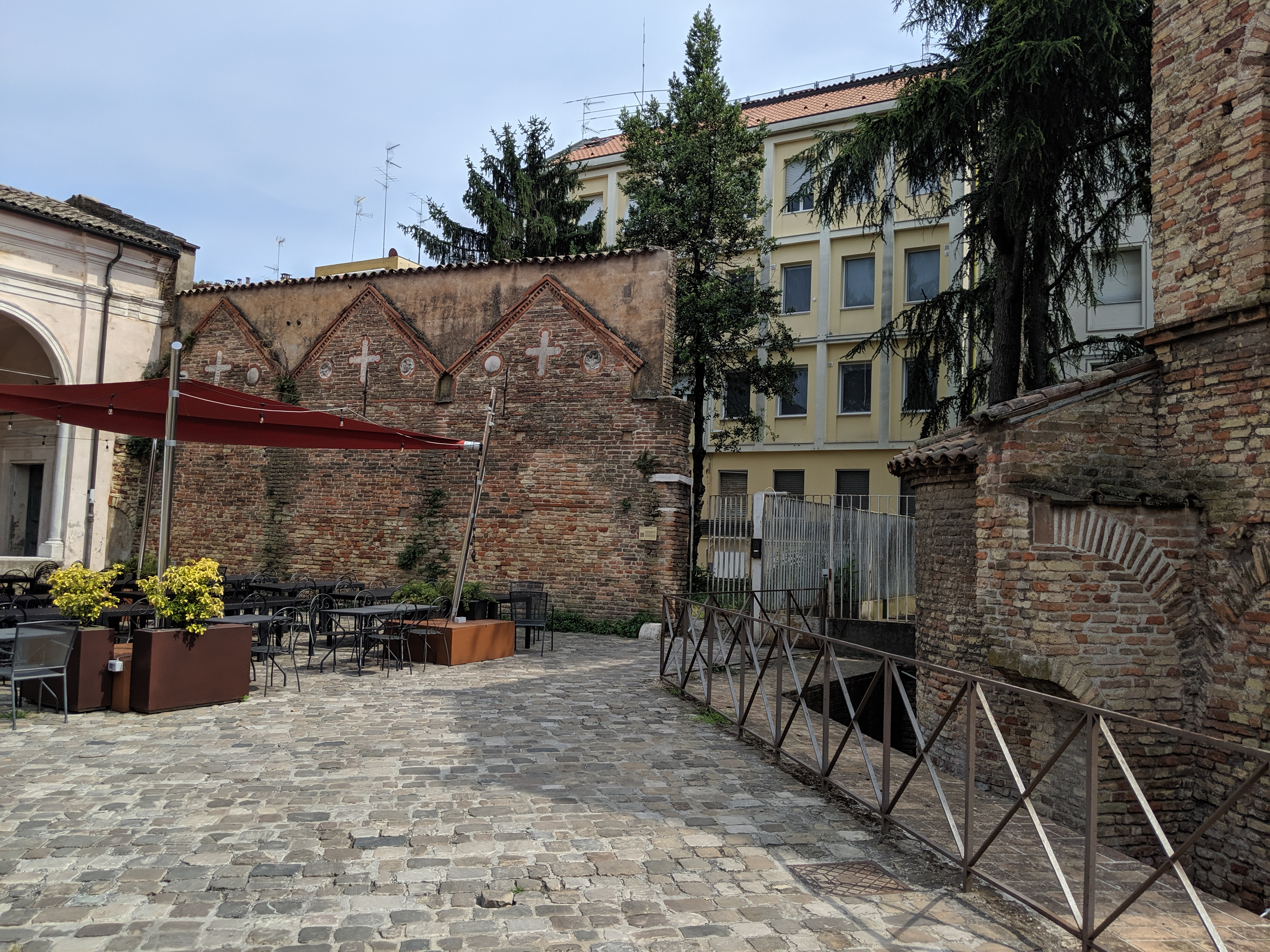
Von dem Haus, in dem Droctulft in Ravenna lebte, ist ein Teil einer Mauer erhalten geblieben.

Ausdrücklich nach diesen Geschehnissen griff Authari den zu Byzanz übergegangenen Herzog Droctulft in Brescello an, wo auch kaiserliche Truppen standen. Der Belagerte war „ex Suavorum, hoc est Alamannorum, gente oriundus“, also von suebischer, bzw. alamannischer Abstammung, und er wollte sich, obwohl im Langobardenreich bis zum Herzog aufgestiegen, für seine Gefangenschaft rächen. Nach zähen Kämpfen musste sich Droctulft nach Ravenna zurückziehen, Brescello wurde dem Erdboden gleichgemacht. Authari schloss mit Smaragdus, dem Exarchen von Ravenna, Frieden (III, 18). Mit Droctulfts Hilfe schufen die Ravennaten eine Flotte und vertrieben die Langobarden aus Classis. Danach zitiert Paulus die gesamte Grabinschrift, die zu Droctulfts Ehren vor der Kirche des hl. Vitalis angebracht worden war (III, 19).
Mit Pelagius wurde, da Rom von den Langobarden abgeriegelt war, zum ersten Mal ein Papst ohne kaiserliche Zustimmung gewählt. Ein Brief des Papstes, verfasst vom späteren Papst Gregor, ging an Helias, den Patriarchen von Aquileia, der die Drei Kapitel des Chalcedonense nicht anerkennen wollte (III, 20).
Ausführlich schildert Paulus, wie Childebert gegen die Westgoten auf der Iberischen Halbinsel in den Krieg zog („bellum adversum hispanos gerens“), denn der König hatte seine Schwester Ingund in die Ehe mit dem Sohn des Westgotenkönigs Leovigild, Hermenegild, gegeben. Doch als Hermenegild unter dem Einfluss seiner Frau und des Bischofs Leander von Sevilla sich von der arianischen Lehre ab und stattdessen der katholischen Lehre zuwandte, ließ ihn der Vater hinrichten. Ingund starb auf der Flucht, nachdem man sie nach Sizilien verschleppt hatte. Ihr Sohn wurde nach Konstantinopel verbracht. Childebert, der vom Tod seiner Schwester nichts ahnte, zog nun, um sie zurückzubekommen, gegen die Langobarden. Doch Alamannen und Franken waren uneins, so dass sie sich ergebnislos zurückzogen (III, 21–22).
Wieder folgen in Paulus’ Darstellungen Naturkatastrophen, so eine Überschwemmung am 17. Oktober, wobei in die Basilika San Zeno in Verona kein Wasser eindrang. Zwei Monate später wütete ein Feuer in Verona (III, 23), aber auch in Rom kam es zu schwersten Überschwemmungen. Im Tiber schwammen Schlangen und ein „draco“. Daran schloss sich die Pest an, „gravissima pestilentia, quam inguinariam appellant“. Auch Pelagius starb an der Seuche, die sich im Volk verbreitete. Nun wurde Gregor einstimmig gewählt, bei einer Bittprozession brachen 80 Teilnehmer tot zusammen (III, 24). Der Papst entsandte „Augustinum et Mellitum et Iohannem“ zur Bekehrung der Angeln (III, 25).
Ausführlich schildert Paulus das Geschehen nach Helias von Aquileia, der ‚in diesen Tagen‘ nach 15 Jahren im Amt verstarb. Severus, sein Nachfolger, wurde von Smaragdus, der von Ravenna nach Grado kam, eigenhändig aus der dortigen Basilika gezwungen. Zusammen mit den Bischöfen Johannes Parentinus, Severus und Vindemius, dazu der „ecclesiae defensor“ (‚Verteidiger der Kirche‘) Antonius, wurde er gewaltsam für ein Jahr nach Ravenna verbracht. Unter Drohungen mussten die Gefangenen in Kirchengemeinschaft mit Johannes, dem Bischof von Ravenna – eigentlich war er Erzbischof – treten, der die Drei Kapitel verurteilt und sich seit den Päpsten Vigilius und Pelagius von Rom losgesagt hatte. Als sie zurückkehrten, wollte weder die „plebs communicare“, noch wurden sie von den übrigen Bischöfen aufgenommen. Nachdem Smaragdus durch den Patrikios Romanos ersetzt worden war, fand eine Synode in Marano statt. Dort wurde Severus von Aquileia wieder aufgenommen, nachdem er seinen Irrtum erklärt hatte. Ausdrücklich zählt Paulus die Namen derjenigen Bischöfe auf, die sich „ab hoc scismate“ ferngehalten hatten (III, 26).

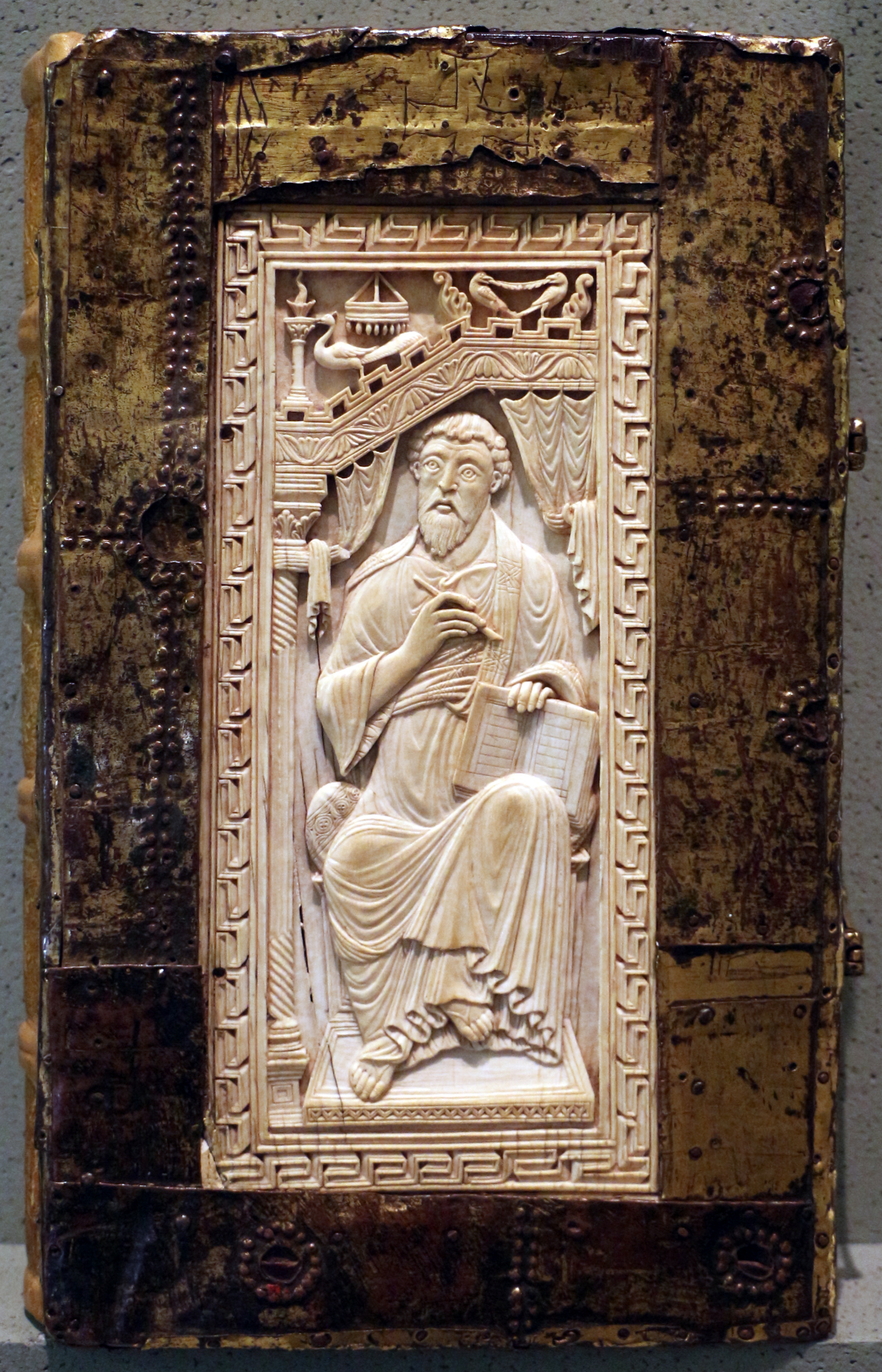
Gregorianisches Sakramentar der Kirche von Trient, 8./9. Jahrhundert

Zu dieser Zeit entsandte Authari unter Führung Herzog Ewins von Trient ein Heer zum plündern nach Istrien, das dort einen einjährigen Friedensvertrag schloss. Ein anderes Heer belagerte sechs Monate lang die Insel Comacina im Comer See, wo sich unter Francio seit über 20 Jahren oströmische Einheiten hielten. Francio übergab die Insel den Langobarden und der König ließ ihn mit Frau und Besitz nach Ravenna abziehen. Auf der Insel fanden sich dort in Sicherheit gebrachte Reichtümer einiger Gemeinden (III, 27).

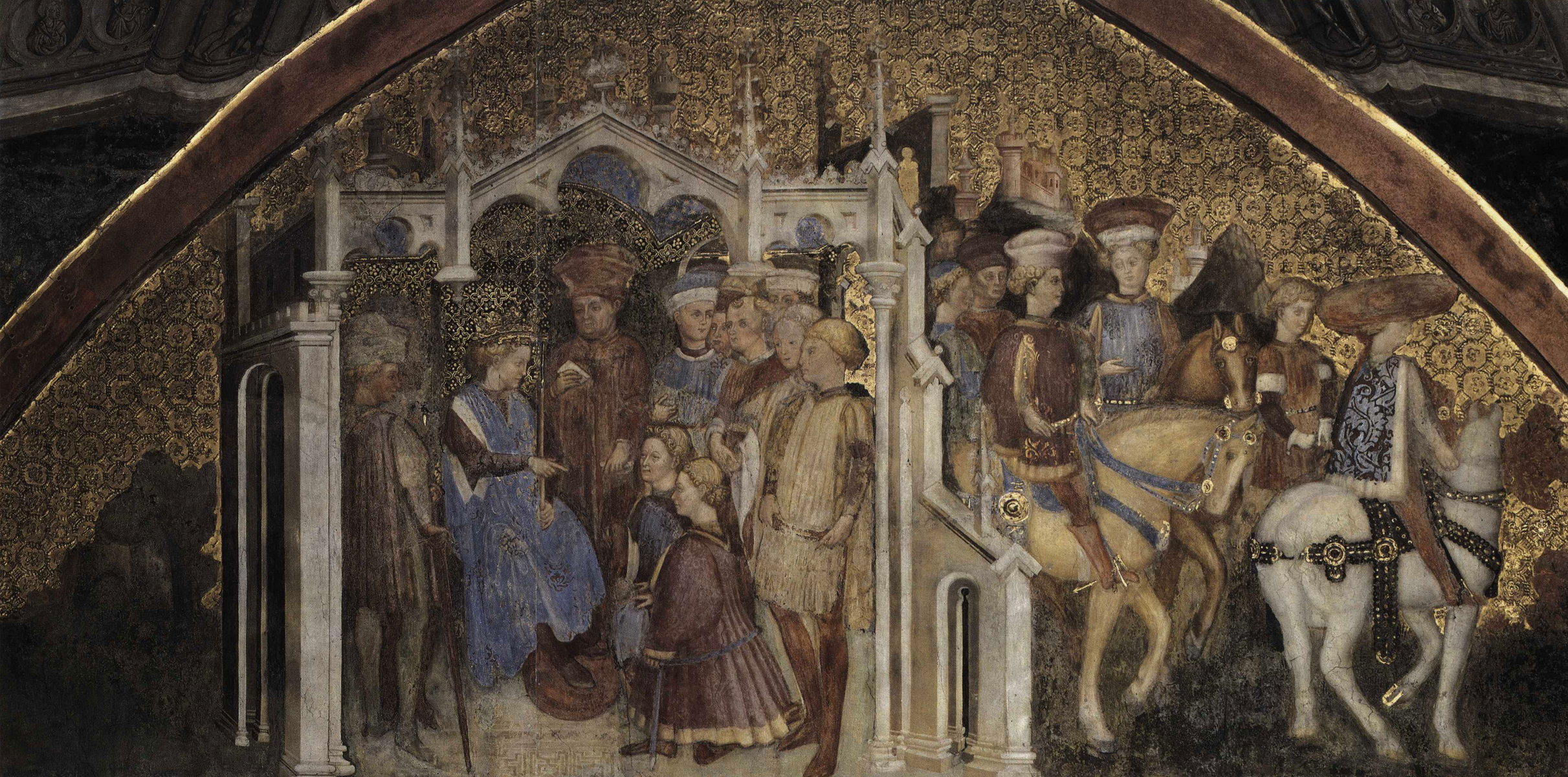
König Authari schickt Gesandte zum Frankenkönig Childebert, um dessen Schwester Chlodoswinda zu ehelichen; Detail eines Freskos der drei Zavattari-Brüder im Dom von Monza, entstanden 1444

Daran anschließend schildert Paulus den Versuch Autharis, die Schwester König Childeberts zu ehelichen. Dieser nahm zwar die Geschenke der Gesandten an, sagte sogar ausdrücklich zu, doch dann bevorzugte er einen katholischen Kandidaten der Westgoten. Zugleich sagte er Kaiser Maurikios zu, Italien zu erobern. Dies misslang jedoch, denn er unterlag gegen die Armee Autharis – nach Paulus war es die schlimmste Niederlage, an die man sich überhaupt erinnern konnte. Paulus moniert, dass Secundus von Trient in seinem Geschichtswerk diese schwere Niederlage übergehe, während sie doch selbst in der fränkischen Geschichtsschreibung zu finden sei (III, 29).
Authari seinerseits hielt nun um die Hand der bayrischen Königstochter Theudelinde an. Ausführlich beschreibt Paulus, dass Authari seine zukünftige Braut persönlich aber inkognito in Bayern aufsuchte. Bei der Übergabe eines Weinbechers berührte er mit dem Finger ihre Hand – wohl eine unerhörte Geste –, um dann seine Rechte an seine Stirn und über Nase und Gesicht zu führen. Ausdrücklich errötend berichtete sie davon ihrer Amme. Als wenig später die Franken in Bayern einmarschierten, floh Theudelinde mit ihrem Bruder nach Italien. Auf dem Sardischen Feld bei Verona wurde nun die Hochzeit begangen, am 15. Mai die Ehe geschlossen. Der Herzog von Turin, Agilulf, erhielt bei der Gelegenheit die Weissagung, er werde Theudelinde bald heiraten. Ohne erkennbaren Grund schließt Paulus an, Ansul, ein naher Verwandter („cognatus“) des Königs, sei in Verona aus unbekanntem Grunde erschlagen worden (III, 30).
Damit wendet er sich einem erneuten Angriff der Franken auf das Langobardenreich zu. Nach der Rückkehr des fränkischen Gesandten („legatus“) Grippo aus Konstantinopel, der in Karthago in heftige Auseinandersetzungen mit der örtlichen Bevölkerung geraten war (was Paulus nicht weiter ausführt), berichtet dieser, wie Kaiser Maurikios diese Schande zu ahnden versprochen habe. Unverzüglich sandte Childebert ein Heer nach Italien, deren bedeutendere Führer „Audoaldus, Olo et Cedinus“ waren. Olo kam vor Bellinzona ums Leben. Audoald und sechs weitere Führer rückten vor Mailand, wo sie kaiserliche Boten erreichten, die binnen drei Tagen ein oströmisches Heer versprachen, das jedoch nie erschien. Chedin eroberte zwar eine Reihe von Kastellen, führte die Bewohner als Gefangene mit sich und erreichte sogar Verona. Die Bischöfe Ingenuinus von Säben und Agnellus von Trient kauften für 600 Solidi die gleiche Zahl an Gefangenen frei. Doch drei Monate lang zog das Heer in Italien herum, konnte nichts erreichen, denn der Langobardenkönig verschanzte sich in Pavia, die anderen Langobarden in festen Plätzen. Die Franken mussten am Ende erschöpft und hungernd abziehen. Sie boten auf dem Rückweg sogar Kleidung und Waffen gegen Lebensmittel an (III, 31).

Das Herzogtum Benevent im 8. Jahrhundert

In dieser Zeit soll, dies kennzeichnet der Verfasser ausdrücklich als „fama“, König Authari über Spoleto und Benevent bis nach Reggio di Calabria gezogen sein. Dort soll, so setzt Paulus fort, im Meer eine Säule mit einer Inschrift errichtet worden sein. Diese lautete „Usque hic erunt Langobardorum fines“ (III, 32; sinngemäß: Bis hierher werden die Grenzen der Langobarden reichen). Der erste Langobardenherzog in Benevent sei jedoch Zotto gewesen, der dort 20 Jahre geherrscht habe (III, 33). Daran anschließend flicht Paulus ein, Authari habe eine Friedensgesandtschaft an den Frankenkönig Gunthram geschickt, den Onkel Childeberts, von dem er ausführlich die wunderreiche Geschichte von einem Schatzfund berichtet – er selbst nennt es ein „factum satis mirabile“ –, aus dem eine Goldschmiedearbeit über dem Grab des Märtyrers Marcellus in Chalon-sur-Saône geschaffen wurde (III, 34). Noch während die Gesandtschaft am Hofe Guntrams war, starb Authari nach sechs Jahren der Herrschaft in Pavia am 5. September (591).

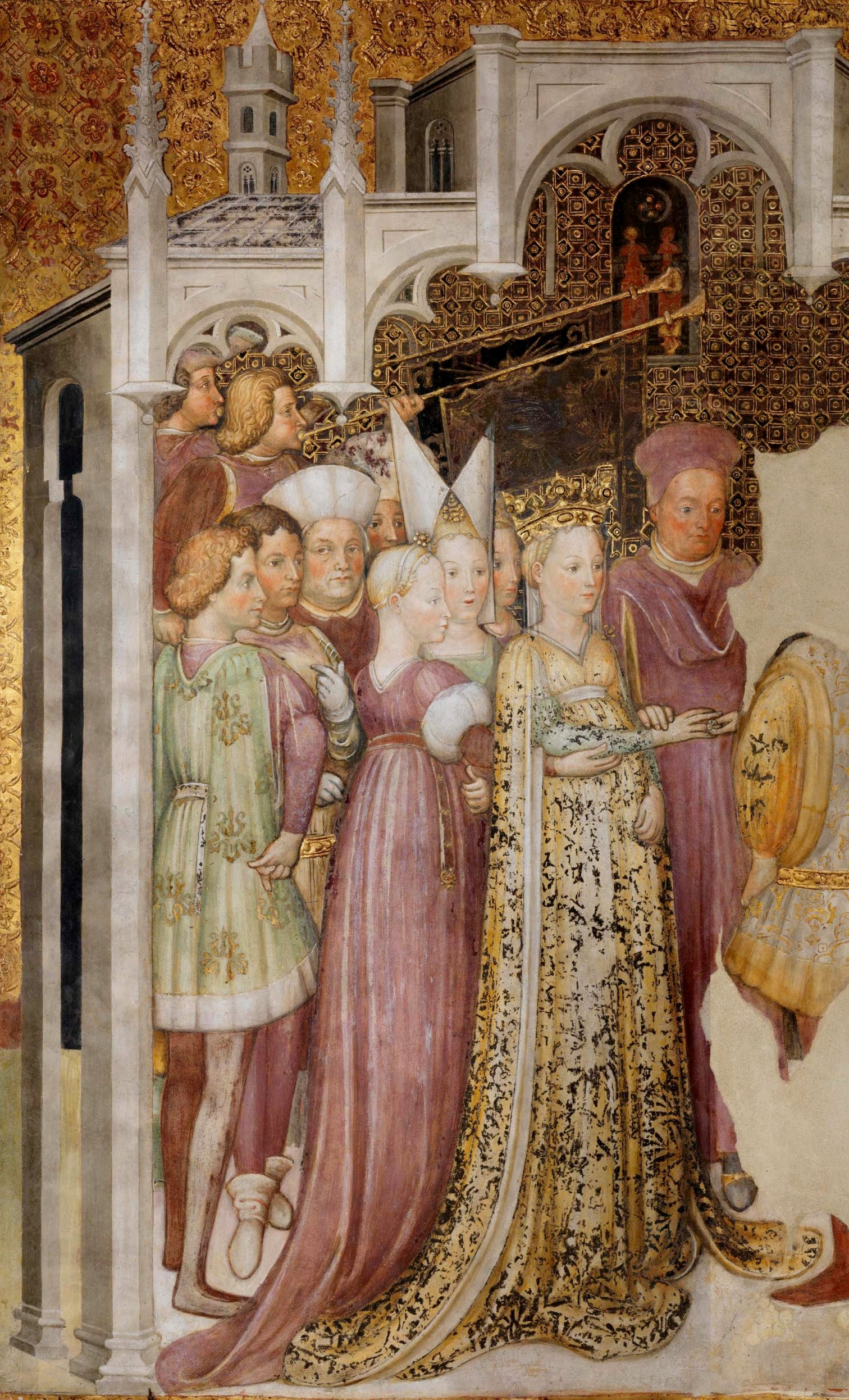
Theodolinda heiratet Agilulf; Detail eines Freskos der drei Zavattari-Brüder im Dom von Monza, entstanden 1444

Eine neue Gesandtschaft meldete den Tod am Hof König Childebert, der die Gesandten nach wenigen Tagen mit einer Friedenszusicherung entließ. Die Wahl eines neuen Ehemannes, und damit die des neuen Königs, überließ man Theudelinde. Sie entschied sich für Agilulf, den Dux von Turin, bestellte ihn zu sich und eilte ihm sogar nach Lomello entgegen. Paulus betont dabei die Symbolkraft jeder einzelnen Handlung. So ließ sie nach einigen Begrüßungsworten Wein reichen, trank zuerst und reichte daraufhin Agilulf den Rest zum Trank. Daraufhin habe er ihre Hand geküsst, woraufhin sie (wie beim Bericht an ihre Amme über die besagte unerhörte Geste Autharis) errötend antwortete, dass er, der ihren Mund küssen dürfe, nicht ihre Hand zu küssen brauche. Schließlich veranlasste sie ihn, sie zu küssen. Die Regierungsgeschäfte übernahm der neue König bereits Anfang November, obwohl er erst im Mai in Mailand bei einer Heeresversammlung zum König erhoben wurde (III, 35).

### 4. Buch: Agilulf, Ungläubige, arianischer Umsturz, von Rothari bis zur Flucht Perctarits

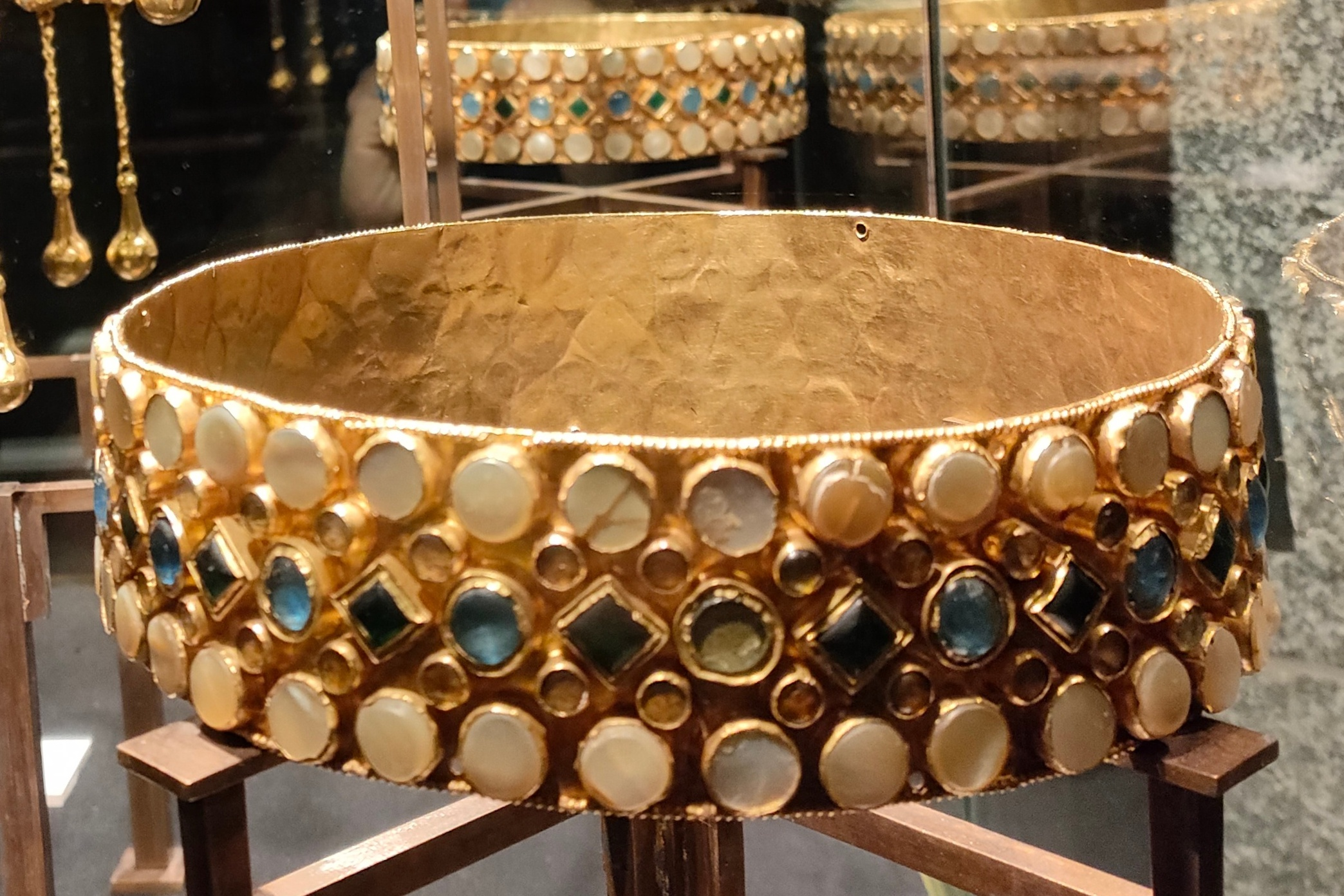
Die Theudelinda-Krone im Domschatz zu Monza

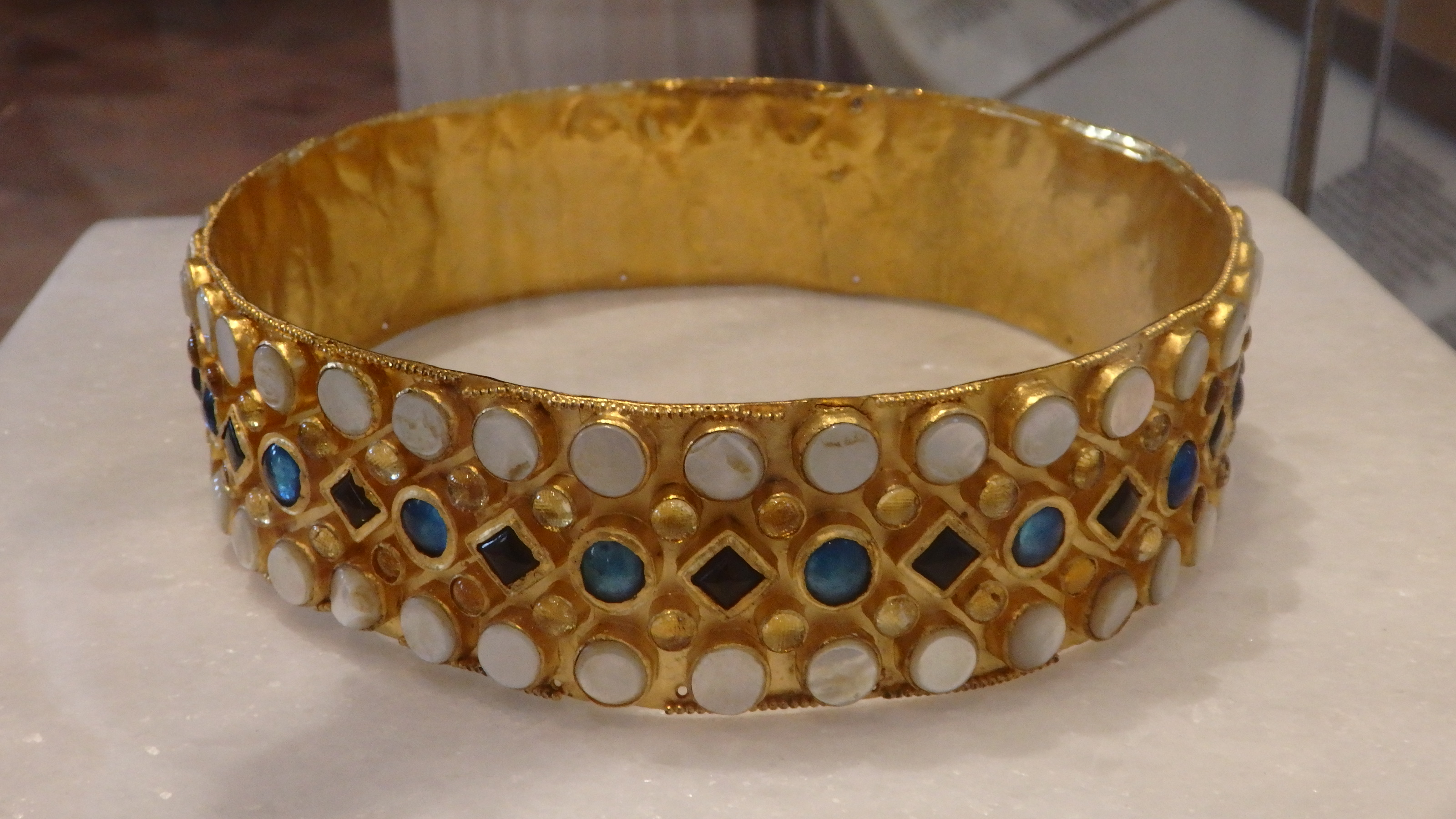
Theudelinde-Krone, Kopie der im Domschatz von Monza befindlichen Krone, die sich im Kloster Frauenchiemsee befindet

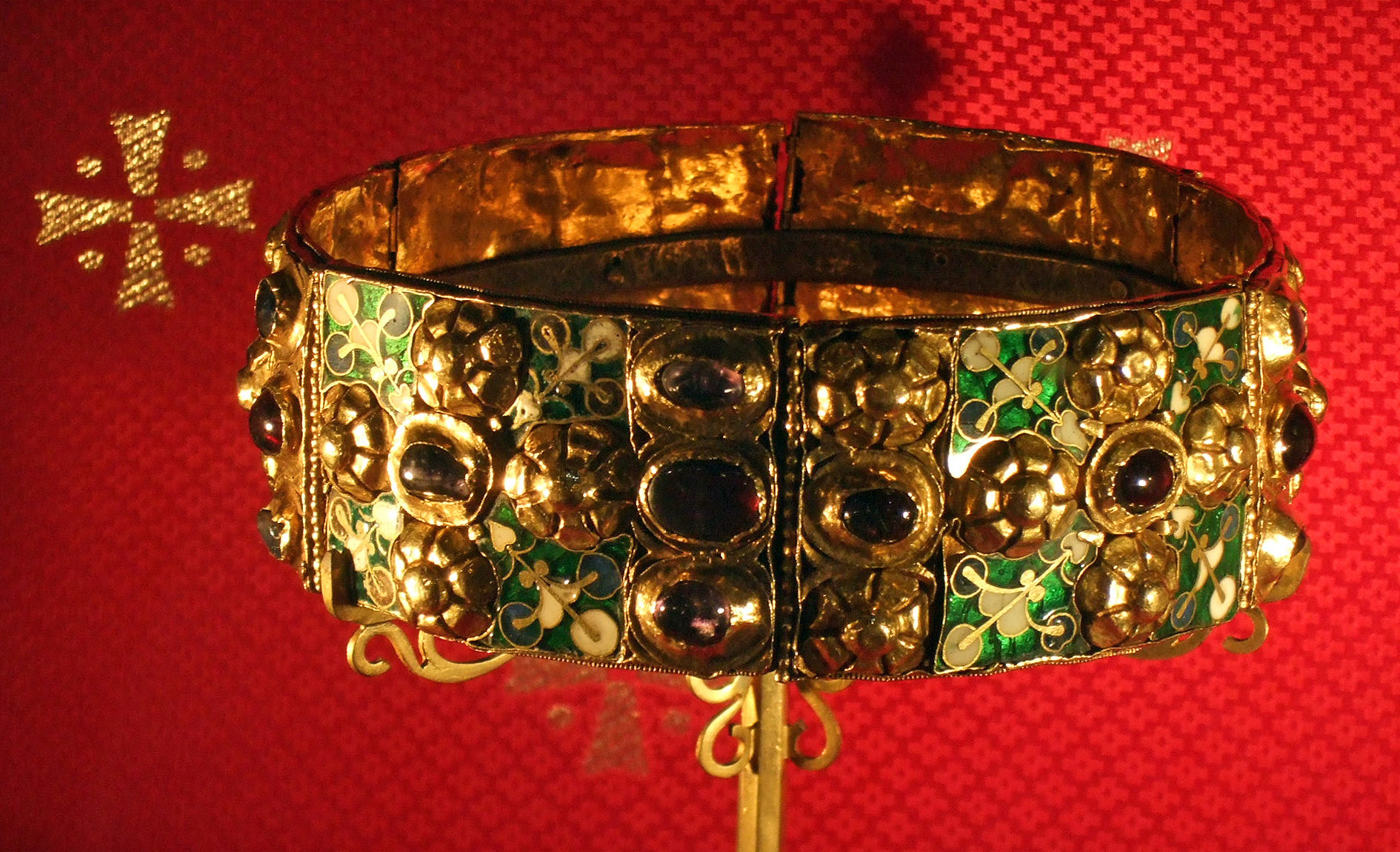
Die Eiserne Krone im Domschatz von Monza, 2008 fotografiert. Die Krone gilt sicher als langobardisch, ob sie aber mit Theodelinde in Beziehung zu setzen ist, gilt als umstritten.

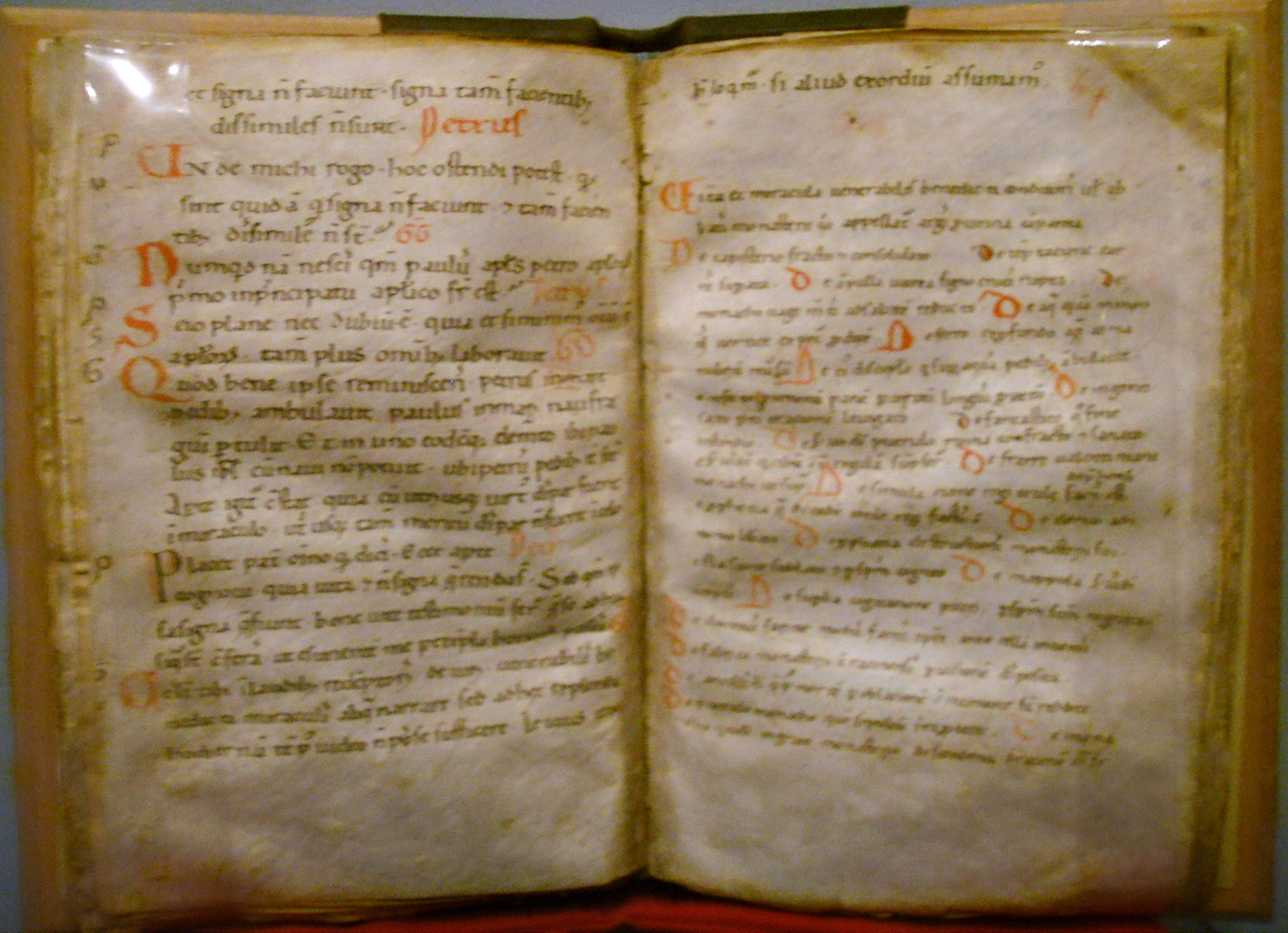
Codex mit den Dialogen Papst Gregors I. (Archivio capitolare di Modena, San Gregorio magno, liber dialogorum, ms. O.I.9, 11./12. Jahrhundert)

Im vierten Buch schreitet der Konsolidierungsprozess weiter voran, schwenkt gar auf einen Pfad der Expansion, insbesondere unter Agilulf. Am Ende erfolgt auch die konfessionelle Neuausrichtung unter den katholischen Königen Perctarit und Cunincpert, wobei das Verhältnis von Agilulf und Theodelinda zu Papst Gregor dem Großen von außergewöhnlicher Bedeutung ist. Daher liegt der Schwerpunkt in diesem Buch noch stärker auf den Vorgängen bei den Langobarden und in Italien, denn zwei Drittel des Textes haben dort ihren Themenkreis. Auch erhalten die halbautonomen Herzogtümer, vor allem Benevent und Friaul (wo die Familie des Verfassers herkommt) und, wenn auch in geringerem Maße Spoleto, eine größere Rolle. Das ‚Rückgrat‘ (Heath) des Buches bilden aber Agilulf und seine Frau Theodelinda, denn auf sie beziehen sich 28 der 51 Kapitel.
Verstärkt wird dieser Gesamteindruck durch den erheblichen Quellenmangel, unter dem die Darstellung ab Arioald (616–626) leidet, denn ab dessen Zeit ist kaum etwas überliefert: Paulus schreibt dementsprechend über ihn: „De cuius regis gestis ad nostram notitiam aliquid minime pervenit“. Neben dem königlichen Edikt Rotharis fügt er vor allem Abschnitte aus erzählenden Quellen ein, wie Gregor von Tours und auch wieder Secundus. Dazu kommt eigene Anschauung, wie etwa aus Monza oder Pavia, darüber hinaus vier Briefe aus dem Registrum Epistolarum Gregors des Großen, dann die Dialoge Gregors, der Liber Pontificalis.
Der bestätigte König schickte eine Gesandtschaft unter Leitung von Bischof Agnellus von Trient ins Frankenreich, um die Gefangenen aus den Trentiner Kastellen freizukaufen. Die Frankenkönigin Brunichild bezahlte das Lösegeld aus ihrem eigenen Vermögen; eine erhebliche Zahl von Gefangenen kehrte heim. Auch Herzog Ewin von Trient reiste ins Frankenreich „ad obtinendam pacem“. Tatsächlich erreichte er einen entsprechenden Friedensschluss (IV, 1). Wieder berichtet Paulus von Trockenheit und in deren Gefolge von Hungersnot, dazu besonders großen Heuschrecken. Diese allerdings sollen die Äcker verschont haben (IV, 2). Dann berichtet Paulus von der Tötung von Herzog Mimulf von einer Insel im Ortasee, weil er sich (im Jahr 590) den Franken ergeben hatte. Gaidulf, der Herzog von Bergamo, verschanzte sich dort, schloss Frieden, verschanzte sich wieder, diesmal auf der Isola Comacina. Gaidulf musste erneut nach Bergamo fliehen. Schließlich erhob sich Herzog Ulfari von Treviso gegen den König; er wurde belagert und gefangen genommen („Rebellavit quoque dux Ulfari contra regem Agonem apud Tarvisium et obsessus captusque est ab eo.“) (IV, 3). Im selben Jahr grassierte wieder die Beulenpest in Ravenna, Grado und auf Istrien, wie schon vor 30 Jahren, wie Paulus ergänzt. Auch berichtet er von einem äußerst kalten Winter, blutigen Niederschlägen und einem Blutbach im Reno. Agilulf schloss Frieden mit den Awaren, bei innerfränkischen Kämpfen kamen 30.000 Menschen ums Leben (IV, 4).
Papst Gregor verfasste seine Dialoge, die er Theudelinde zukommen ließ, von der er wusste, dass sie „Christi fidei deditam“ und in guten Werken ausgezeichnet war. Auch förderte sie die Kirche, veranlasste den König, sie zu beschenken und Bischöfe wieder einzusetzen. Die Langobarden hielten ja zu dieser Zeit noch am „gentilitatis errore“ fest (IV, 5–6), vorchristlichen Vorstellungen also.
Nach knapper Darstellung des Raubzugs, den der von Childebert als König in Bayern eingesetzte Tassilo gegen die Slawen durchführte, der mit reicher Beute zurückkehrte (IV, 7), berichtet Paulus von der oströmischen Eroberung der Städte Sutri, Bomarzo, Orte, Todi, Amelia, Perugia und Luceoli. Auf diese Eroberungen unter Führung von „Romanus, patricius et exarchus Ravennae“ reagierte Agilulf, indem er mit einem schlagkräftigen Heer von Pavia aufbrach. In Perugia schloss dieses Heer Herzog Maurisio ein, der zur römischen Partei übergewechselt war, und ließ ihn sofort nach der Gefangennahme hinrichten. Wie Papst Gregor Theudelinde in Briefen gedrängt hatte, bewegte sie ihren Mann nun zum Abschluss eines Friedens mit Rom (IV, 8, Dankschreiben Gregors an Theudlinde und Aglilulf: IV, 9, epist. 9,67 und 9,66). 
Im Januar dieses Jahres wurde den ganzen Monat über ein Komet gesichtet; im selben Monat starb der Erzbischof von Ravenna, Johannes, auf den Marianus folgte, auch starb Herzog Ewin von Trient, auf den Gaidoald folgte, ein „vir bonus ac fide catholicus“, wie Paulus versichert. Zudem starben 2000 Bayern bei ihrem Angriff auf die Slawen, „superveniente Cacano“, wohl als der Khagan über sie kam, ein Führer der Awaren. Schließlich erwähnt Paulus, dass die ersten Wildpferde und Auerochsen in Italien Wunder darstellten („miracula“) (IV, 10).
Wie berichtet wird, so Paulus, wurde Childebert im Alter von 25 Jahren mitsamt seiner Ehefrau vergiftet, „sicut fertur“, ‚wie berichtet wird‘. Brunichild, die im Frankenreich als Königin zusammen mit ihren Enkeln, die noch Kinder waren, regierte, musste an die Awaren nach Kämpfen in Thüringen Tributzahlungen leisten. Auch starb dort König Gunthram, dessen Reich an Brunichild fiel (IV, 11). Die Awaren schlossen mit den Langobarden Frieden, nachdem der Khagan eine Gesandtschaft nach Mailand geschickt hatte. Auf den verstorbenen Patrikios Romanus folgte „Gallicinus“ im Amt des Exarchen von Ravenna, der gleichfalls zum Frieden bereit war (IV, 12). Und auch mit dem Frankenkönig Theuderich schloss Agilulf Frieden. Die Herzöge Zangrulf von Verona aber, auch Gaidulf von Bergamo, den er schon zweimal geschont hatte, sowie Warnecaut von Pavia ließ er hinrichten (IV, 13). Wieder folgt die „pestis gravissima“, die in Ravenna und in den küstennahen Gebieten erneut wütet (IV, 14), auch erscheinen Lanzen wie in Blut getaucht am Himmel, überaus helles Licht während der ganzen Nacht. Lapidar fügt Paulus an, Theudebert habe gegen seinen Vetter Chlothar im Krieg gelegen (IV, 15).
Ariulf, der Nachfolger von Faroald I. von Spoleto, habe, so Paulus, versucht zu ergründen, wer ihm bei der Schlacht gegen die Römer geholfen habe. In Spoleto, in der Basilika des hl. Sabinus, erkannte er in einer Darstellung des Heiligen den von ihm gesuchten Kämpfer, der ihn in der Schlacht gedeckt hatte. Die Söhne des Faroald stritten nach seinem Tod um das Erbe, wobei sich Theudelapius durchsetzte (IV, 16). Um diese Zeit, so der Verfasser, wurde Montecassino von Langobarden geplündert. Die Mönche konnten nach Rom fliehen, wobei sie die Ordensregel mitnahmen, dazu einige wenige Schriften, sowie Brotgewicht und Weinmaß (die für die Erfüllung der Ordensregeln wichtig waren). Den Orden hatten nach dem hl. Benedikt Constantinus, danach Simplicius, Vitalis und schließlich Bonitus geleitet (IV, 17). Einen Brief Papst Gregors an Arichis (den Nachfolger des Zotto als Herzog von Benevent, der aus Forum Julii stammte, ein Verwandter Gisulfs) zitiert Paulus vollständig (epist. 9,126). Er möge für sein Seelenheil dabei behilflich sein, Balken für die Kirchen der hll. Petrus und Paulus aus dem Gebiet von Bruttium zu bekommen (IV, 18–19).

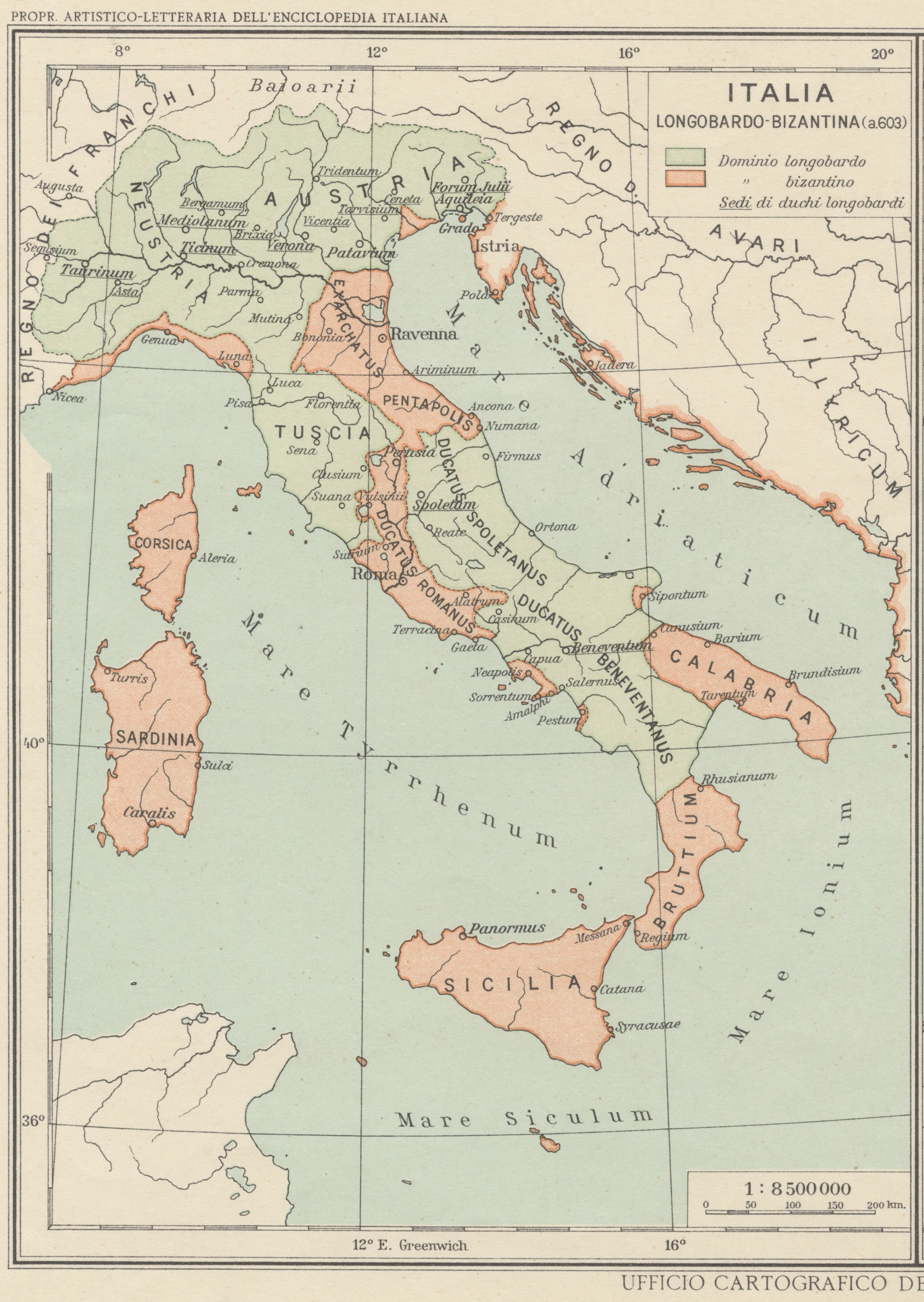
Italien um 600

Paulus berichtet, wie Agilulfs Tochter, zusammen mit dem Schwiegersohn Gottschalk, durch Kallinikos' Heer von Parma nach Ravenna verschleppt wurde (IV, 24, wohl im Jahr 601 oder 602). Erst nachdem Agilulf im Juli Mailand verlassen und es ihm mit Unterstützung slawischer Truppen, die ihm die Awaren geschickt hatten, gelungen war, am 21. August Cremona zu erobern, dann am 13. September Mantua, das Kastell Vulturina, wurde (im Jahr 603) Frieden geschlossen, und die Tochter nebst ihrer Familie konnte zurückkehren. Doch kaum in Parma starb sie während der Geburt eines weiteren Kindes (IV, 28). Dazwischen schildert der Verfasser, dass Agilulf dem Awarenkhagan Handwerker zum Bau von Schiffen geschickt habe, mit welchen dieser eine Insel in Thrakien eroberte (IV, 20); und, dass Theudelinde die Basilika Johannes des Täufers in Monza einweihte, die sie hatte errichten und ausstatten lassen (IV, 21).
Wie der Ostgotenkönig Theoderich, so ließ auch die Königin in Monza einen Palast errichten. Dort ließ sie in Bildern Geschehnisse aus der Geschichte der Langobarden festhalten („de Langobardorum gestis depingi fecit“). Ausführlich beschreibt er die völlig andersartige, für ihn so ungewöhnliche Haartracht der Langobarden in dieser Zeit, dann ihre Kleidung, und, dass sie die Hose von den Römern übernommen hätten. Demnach war ihr Nacken bis zum Hinterhauptsscheitel kahl, während sie vorn die Haare bis auf Mundhöhe wachsen ließen, um sie mit einem Mittelscheitel nach beiden Seiten zu kämmen. Sie trugen Leinenkleider mit auffällig breitem Besatz in bunten Farben. Ihre Schuhe waren fast bis an die große Zehe offen, nur die Schlingen der Schnürriemen hielten sie (IV, 22).

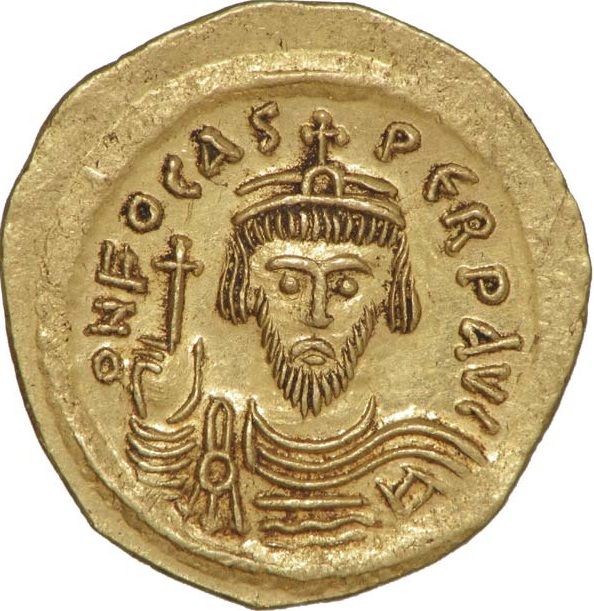
Kaiser Phokas (602–610); ab seiner Zeit trugen die Kaiser wieder Bart, wie, mit Ausnahmen, seit Konstantin nicht mehr. Paulus, der das Äußere der Langobarden beschrieb (IV, 22), erwähnt dies nicht.

Padua wurde nach heftigem Widerstand erobert und in Brand gesetzt, dann auf Befehl Agilulfs dem Erdboden gleichgemacht. Die „milites“ ließ er nach Ravenna abziehen (IV, 23), mit den Awaren wurde ein immerwährender Frieden geschlossen, ihre Gesandten forderten die Franken auf, mit den Langobarden Frieden zu schließen. Währenddessen plünderten Langobarden, Slawen und Awaren Istrien (IV, 24). In dieser Zeit brachte Theudelinde im Palast von Monza ihren Sohn Adaloald zur Welt. Danach eroberten die Langobarden Monselice und in Ravenna kehrte nach der Vertreibung des Kallinikos Smaragdus zurück (IV, 25). Des Weiteren berichtet Paulus, dass Kaiser Maurikios nach 21 Jahren Regierung mit seinen Söhnen von Phokas hingerichtet wurde. Selbst die Awaren seien von seiner „virtus“ bezwungen worden (IV, 26) (s. dazu Balkanfeldzüge des Maurikios). Gaidoald von Trient und Gisulf von Forum Julii wurden von Agilulf wieder aufgenommen, nachdem sie sich mit ihm überworfen hatten. Zu dieser Zeit wurde Adaloald getauft. Am 7. April, zu Ostern 603, wurde das Kind von Secundus von Trient, „cuius saepe fecimus mentionem“ (den wir schon oft erwähnt haben), aus der Taufe gehoben (IV, 27).
Schließlich berichtet Paulus, dass Papst Gregor gestorben sei, als Kaiser Phokas bereits im 2. Jahr herrschte. Sein Nachfolger wurde Sabinianus. Danach berichtet er von einem überaus kalten Winter, die Weinstöcke erfroren überall, das Getreide wurde teils von Mäusen gefressen, teils durch Getreidebrand vernichtet. Durch ein Zitat aus einem Brief an Sabinianus, seinen am Kaiserhof weilenden Apokrisiar, versucht Paulus nicht nur zu verdeutlichen, dass Gregor ein demütiger Mann gewesen sei, sondern, dass er mit dem ihm vorgeworfenen Meuchelmord nichts zu tun gehabt habe. Vor allem aber hätte er noch nicht einmal einen Langobarden ermorden lassen, obwohl sie doch Ungläubige („increduli“) waren, die alles zerstörten (IV, 29).

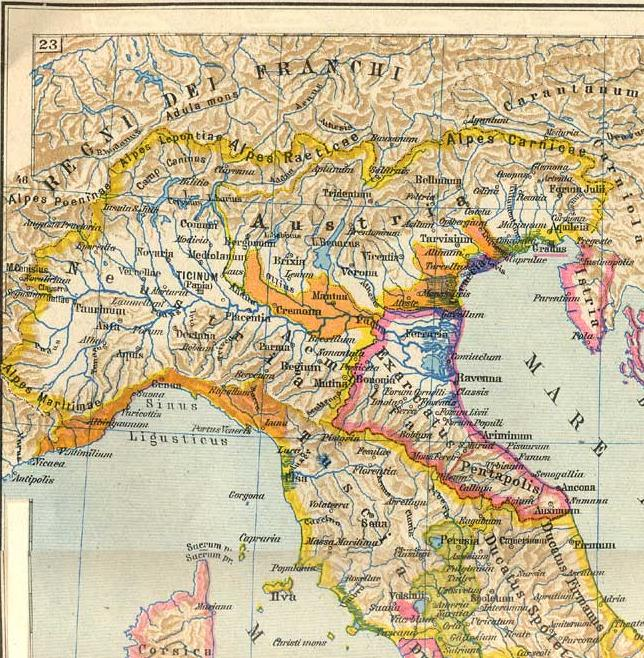
Langobardische und byzantinische Gebiete vor 603

In Gegenwart Agilulfs wurde im Juli (604) Adaloald in Mailands Arena zum König erhoben. Mit fränkischen Gesandten wurde ein Frieden vereinbart, Adaloald mit einer Tochter König Theudeberts verlobt (IV, 30); mit Sachsen lagen die Franken derweil in einem verlustreichen Krieg (IV, 31). Auch wurde, so schiebt Paulus ein, der Kantor Petrus in der Petrus-Basilika von Pavia vom Blitz getroffen. Gegen Zahlung von 12.000 Solidi schloss Agilulf auch mit Smaragdus auf ein Jahr Frieden. Bagnoregio und Orvieto fielen an die Langobarden – Paulus fügt einen Kometen ein – und danach wurde ein Friede auf drei Jahre vereinbart (IV, 32).
Nach dem Tod des Patriarchen Severus von Aquileia folgte ihm, im Einverständnis mit dem König und Herzog Gisulf, Abt Johannes im Amt. Auch in Grado wurde ein Bischof eingesetzt, nämlich der romtreue Candidianus, auf den – wieder flicht Paulus einen Kometen ein – der oberste Notar Epiphanius folgte. Dieser wurde gleichfalls Patriarch, so dass nun zwei Patriarchen existierten: „ex illo tempore coeperunt duo esse patriarchae“ (IV, 33).
Zeitlich ein Jahrzehnt vorausgreifend, schildert Paulus, wie Johannes von Compsa Neapel eroberte, dass er vom Exarchen Eleutherius besiegt und getötet wurde. Doch dann schwang er sich zu kaiserlichen Rechten auf. Im Kastell Luceoli wurde er auf dem Weg nach Rom erschlagen und sein Kopf nach Konstantinopel geschickt (IV, 34).
Wieder zurück in der Zeit vor 610, erwähnt der Verfasser, dass der Notar des Königs, ein Stablicianus, nach Abschluss eines einjährigen Friedens, vom Hof des Kaisers Phokas zurückkehrte. Oströmische Gesandte brachten ihm bei der Gelegenheit kaiserliche Geschenke („imperialia munera“, IV, 35). Ohne dass Paulus dies erwähnt, handelte es sich doch um die erste diplomatische Anerkennung des Langobardenreiches; sie erfolgte im Jahr 608.

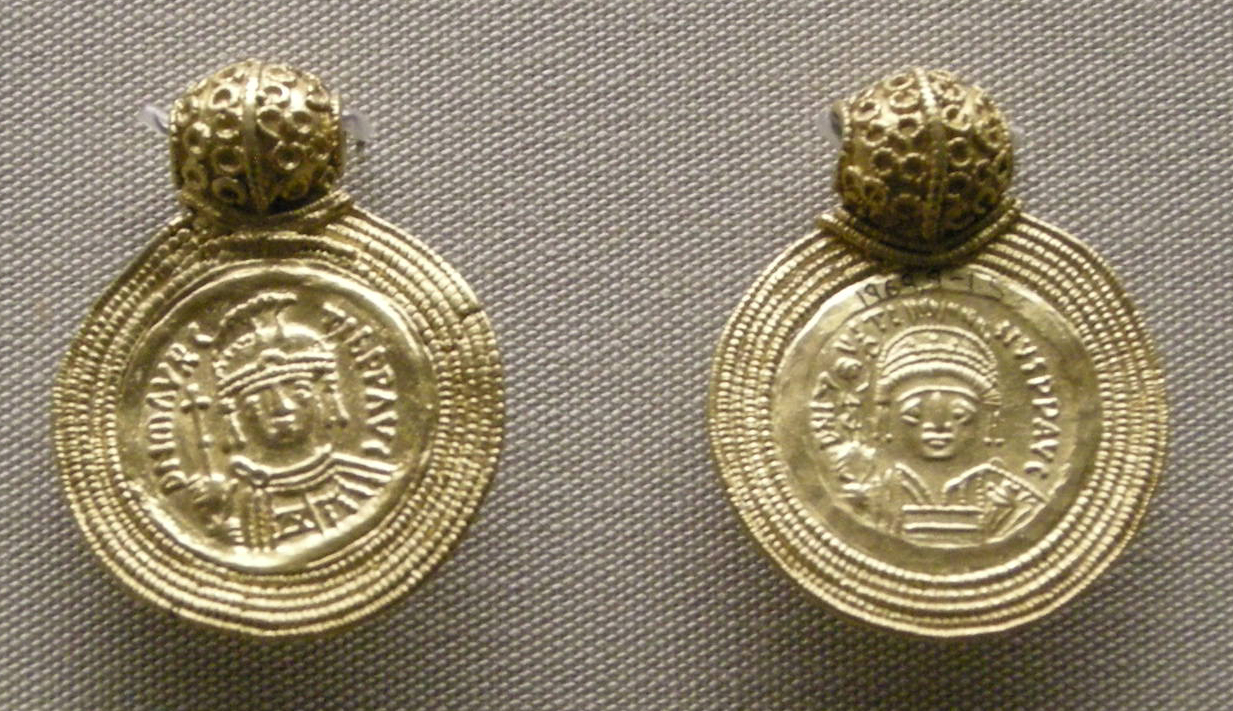
Zu Anhängern verarbeitete byzantinische Goldmünzen aus Sutri, um 600

Phokas herrschte, nachdem er Maurikios und seine Söhne hatte hinrichten lassen, acht Jahre lang. Er bestätigte, Rom sei das Haupt aller Kirchen, Konstantinopel die Erste aller Kirchen. Auf Bitte Papst Bonifatius’ wurden aus dem Pantheon die Götzenbilder entfernt und aus dem Tempel eine Kirche gemacht. Um diese Zeit herrschte ein Bürgerkrieg („civile bellum“) zwischen den Zirkusparteien im Osten und in Ägypten; auch führte Persien Krieg gegen das Reich, eroberte römische Provinzen und auch Jerusalem, sie plünderten Kirchen und nahmen des Kreuz Christi mit. Gegen Phokas erhob sich „Eraclianus, qui Africam regebat“, der Phokas das Leben nahm und seinen Sohn Herakleios zum Kaiser machte (IV, 36).
In einem langen Abschnitt (IV, 37) beschreibt Paulus den Angriff der Awaren auf das Friaul. Dabei unterlag Gisulf dem zahlenmäßig weit überlegenen Gegner, seine Frau Romilda mit ihren acht Kindern floh mit vielen anderen Langobarden nach Forum Julii. Weitere Langobarden verschanzten sich in Cormons, Nimis, Osoppo, Artegna, Ragogna, Gemona und im als uneinnehmbar geltenden Ibligo (Monte Santina bei Invillino, nordwestlich von Tolmezzo). Angeblich wegen ihres unseligen Begehrens habe die Frau, die Paulus als „meretrix“ und „proditrix patriae“, als ‚Hure‘ und ‚Vaterlandsverräterin‘, bezeichnet, die Belagerten verraten, um den Khagan zu heiraten. Dieser ließ sich darauf ein, verbrachte auch eine Nacht mit ihr, um sie dann zwölf seiner Männer zu überlassen und schließlich auf einen Pfahl zu spießen. Die Awaren zerstörten die Stadt, verschleppten die Bewohner, von denen sie die Älteren umbrachten. Einer der älteren Brüder wollte den jüngeren Grimoald auf der Flucht töten, schreckte jedoch davor zurück, ebenso wie der Aware, der ihn gefangen nahm. Der kleine Grimoald nutzte dies, um den Awaren zu erschlagen, zur Freude seiner Brüder. Die Awaren ihrerseits töteten alle erwachsenen Langobarden, die Frauen und Kinder teilten sie untereinander auf. Romildas Töchter legten sich rohes Hühnerfleisch zwischen die Brüste, um dermaßen zu stinken, dass die Awaren von ihnen abließen. Sie wurden später standesgemäß verheiratet, wie Paulus betont. Dies ist die Stelle, an der Paulus von seiner Herkunft berichtet. Die fünf Söhne seines Ururgroßvaters Leupchis waren nämlich von den Awaren gefangen genommen worden, von denen nach langen Jahren einem die Flucht gelang, nämlich Loipichis. Ihm wurde ein Wolf als Wegweiser vom Himmel geschickt. Doch dieser verließ ihn, als Loipichis vor Hunger versuchte, das Tier zu erlegen. Als er sich bereits aufgegeben hatte, wies ihm ein Traum den Weg zu einer Slawensiedlung („Sclavorum habitatio“). Eine alte Frau versteckte ihn und päppelte ihn wieder auf (wie Paulus beschreibt, gab sie ihm anfangs vorsichtshalber nicht zu viel zu essen). Sie wies ihm den Weg und so erreichte er sein verfallenes Elternhaus. Von seinem väterlichen Besitz erhielt er ansonsten nichts, denn die neuen Besitzer hatten ihn „longa et diuturna possessione“ erworben, ‚durch lange und ununterbrochene Besitznahme‘. Sein Sohn wurde Arichis, der Großvater des Paulus. Der wiederum war der Vater Warnefrits, der Theodelinda heiratete. Diese beiden hatten neben Paulus einen zweiten Sohn namens Arichis.
Gisulfs Söhne Taso und Cacco übernahmen die Regierung des Herzogtums, wobei sie ihr Gebiet weit in dasjenige der Slawen ausdehnten („quae Zellia appellatur“), bis nach Medaria (Matrei). Die dortigen Slawen mussten Abgaben leisten. Doch Gregorios, der Exarch (dieses Ereignis ist zeitlich schwer einzuordnen), stellte den beiden eine Falle, indem er behauptete, Taso, der Sitte gemäß, zum ersten Mal den Bart zu scheren und ihn zu adoptieren. Die Stadttore wurden jedoch nach ihrer Ankunft verriegelt, die Langobarden niedergemacht. Gregorios hielt sein Wort und schor den Bart des enthaupteten Taso (IV, 38). Im Friaul folgte Grasulf seinem Bruder Gisulf im Amt des Herzogs. Die Brüder Radoald und Grimoald wollten aber nicht unter der Herrschaft ihres Onkels leben und fuhren mit Booten bis nach Benevent. Dort wurden sie von Arichis, nach Paulus ihrem einstigen Erzieher, wie Söhne aufgenommen. – Nach dem Tod des Bayernherzogs Tassilo unterlag sein Sohn Garibald den Slawen bei Aguntum. Doch gelang es, ihnen im Gegenzug ihre Beute abzujagen und sie zu vertreiben (IV, 39).
König Agilulf schloss nacheinander zwei einjährige Waffenstillstände mit dem Kaiser, auch mit den Franken erneuerte er den Friedenspakt. Doch nachdem das Militär aufgerieben worden war, plünderten die Slawen Istrien. Im März des folgenden Jahres starb Secundus, der eine Langobardengeschichte verfasst hatte („de Langobardorum gestis conposuit historiolam“), die bis auf seine Zeit reichte, und die der Verfasser schon oft erwähnt habe (tatsächlich wird Paulus’ Werk ab da deutlich lakonischer). Wieder kam es zu einer Waffenruhe, der Frankenkönig Theudebert unterlag, wurde gefangen und umgebracht. Gundoald, der Herzog von Asti (er war der Nachfolger seines Schwagers, Herzog Ewin, und wurde zum Stammvater der agilolfingischen Könige der Langobarden) und Bruder der Königin Theodelinde, wurde von unbekannter Hand mit einem Pfeil getötet (IV, 40).

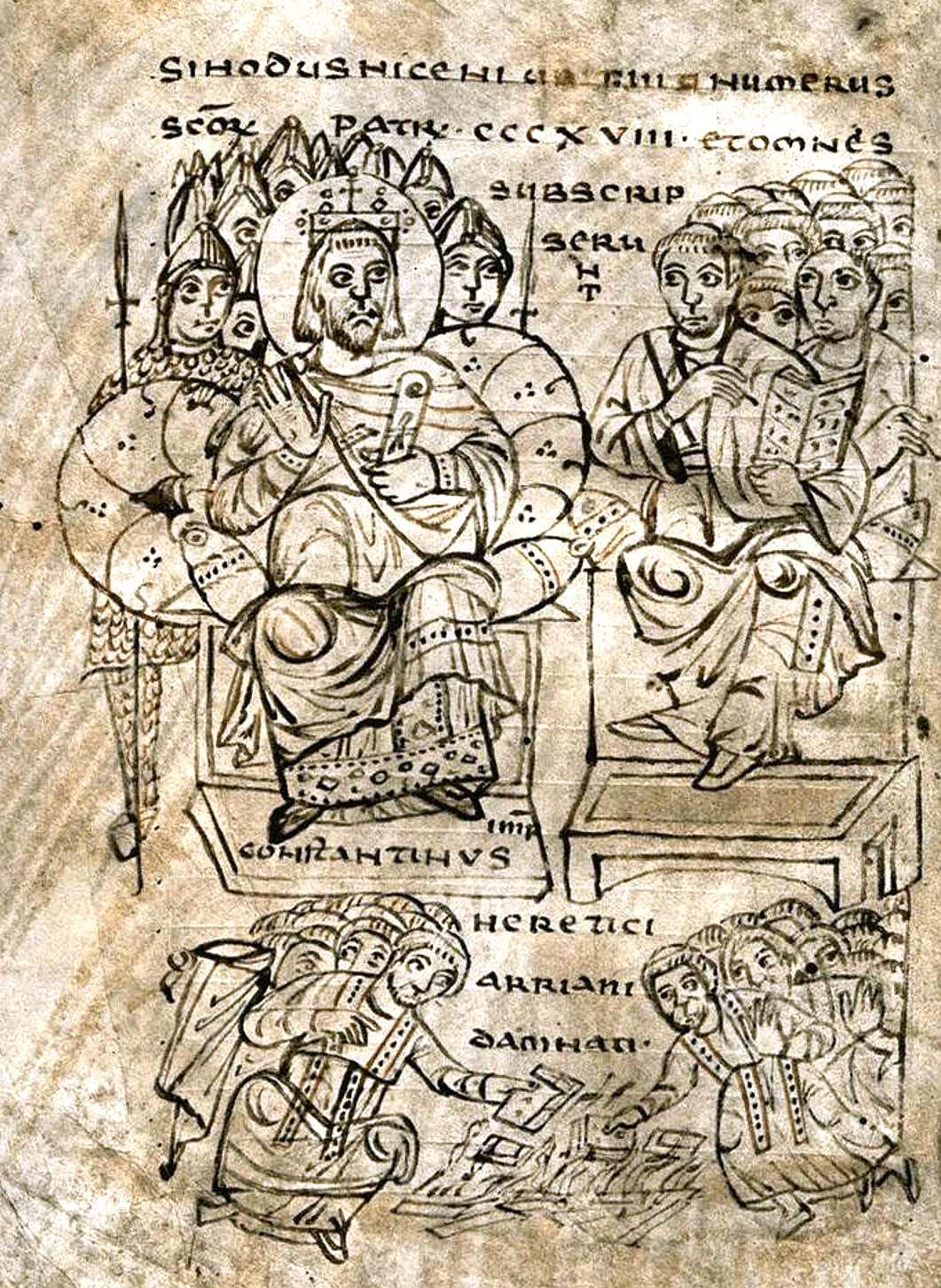
Verdammung der Arianer durch Kaiser Constantin auf dem Konzil von Nicaea, wo sich ‚318‘ heilige Väter versammelten, die alle unterzeichneten; auf dem Thron „Constantinus imperator“, zu seinen Füßen „Heretici Arriani damnati“, deren Bücher verbrannt werden; Manuskript von etwa 825, Vercelli, Biblioteca Capitolare, MS CLXV.

Agilulf starb nach 25 Jahren als König; er hinterließ den jungen Adaloald und seine Witwe. Doch Adaloald wurde nach zehn Jahren, so berichtet Paulus, wegen einer Geistestrübung abgesetzt („Sed dum Adaloald eversa mente insaniret … de regno eiectus est“). Zu dieser Umwälzung berichtet ein fränkischer Chronist, der König sei durch einen oströmischen Gesandten namens Eusebius mittels einer Salbe gefügig gemacht worden. Dieser Oströmer habe Adaloald dazu bringen wollen, den langobardischen Adel zu vernichten und sich mitsamt dem Volk dem Kaiser zu unterstellen. An seine Stelle trat nun Arioald, über den Paulus nichts weiß. Er war Herzog von Turin gewesen, und er heiratete Gundeperga, Adaloalds katholische Schwester. In der Forschung gilt diese Zeit als Kampf zwischen Arianern, Dreikapitelbistümern und Katholiken, nicht nur zwischen Langobarden und Oströmern. Mit Theodelindes Tod kam es demnach zum Umsturz durch arianische Kreise.

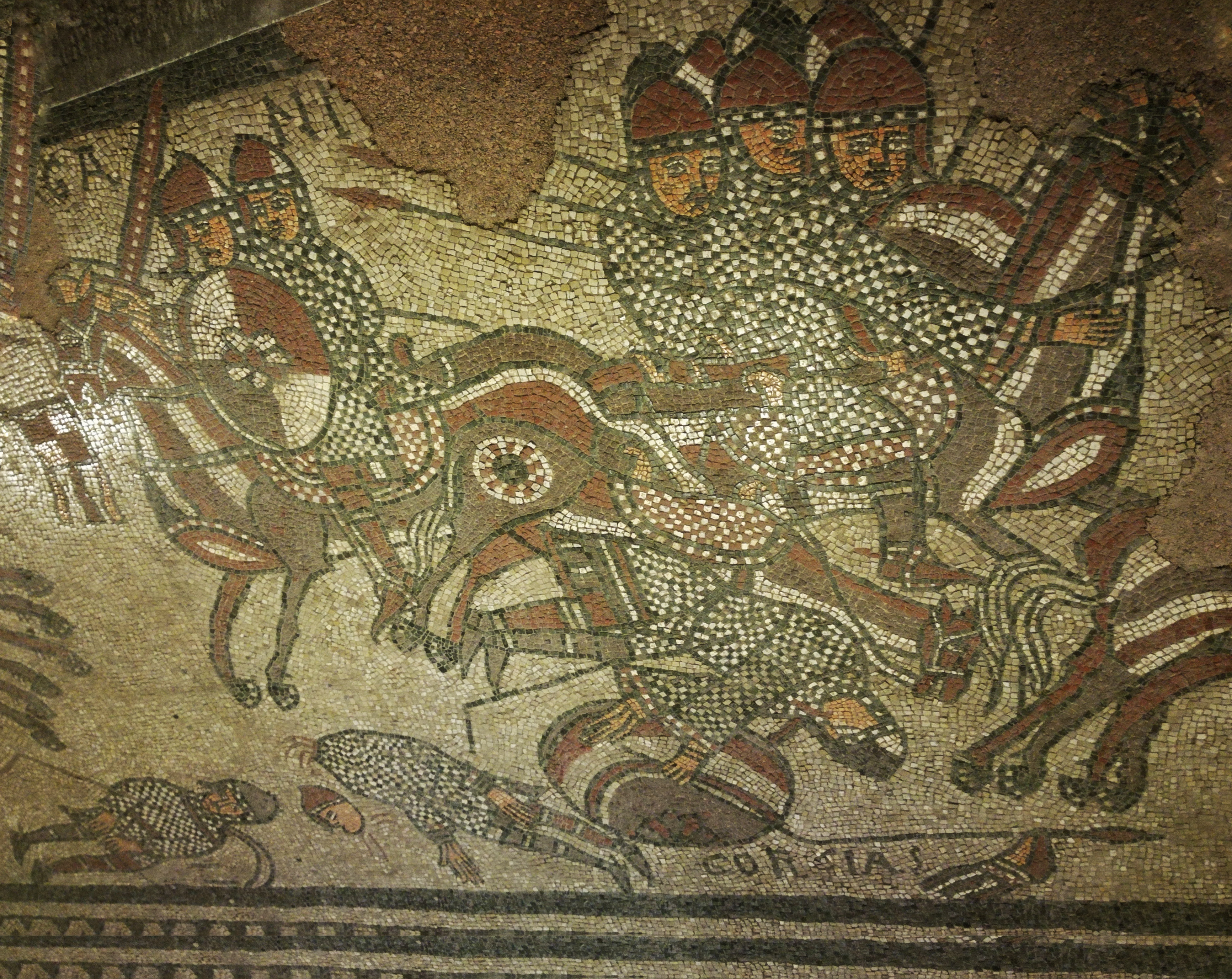
Fußbodenmosaik des 12. Jahrhunderts aus dem Kloster Bobbio, der ersten Klostergründung im Langobardenreich

Paulus berichtet nur vom Erfolg der katholischen Mission durch die Klostergründung Columbans in Bobbio (IV, 41). Er berichtet nicht davon, dass der Papst das Kloster im Jahr 628 der Jurisdiktion des Bischofs von Piacenza entzog und es Rom direkt unterstellte. Auch dass es zum größten Skriptorium des Langobardenreiches avancierte, erwähnt er nicht.
Nach zwölf Jahren wurde Rothari König, eine starke Persönlichkeit, wenn auch gerecht, so doch Anhänger des Arianismus (auch wenn er die katholische Gundeperga heiratete, was Paulus nicht erwähnt), die Paulus für Häretiker hält. Knapp erläutert er, die Arianer glaubten, der Sohn komme nach dem Vater, der heilige Geist nach dem Sohn, während wir Katholiken („nos autem catholici“) die drei Personen als den einen wahren Gott sähen. Fast alle Städte hätten Bischöfe beider Bekenntnisse gehabt. Der arianische Bischof von Pavia, Anastasius, sei zur katholischen Lehre konvertiert („ad fidem catholicam conversus“). Auch erwähnt Paulus das Edikt Rotharis, aus dem er wohl selbst entnahm, dass zu dieser Zeit die Langobarden 77 Jahre in Italien waren. Zu Rothari sandte Arichis von Benevent seinen Sohn Aio, der jedoch in Ravenna ein vergiftetes Getränk erhielt, das seinen Verstand trübte (IV, 42).
Als Arichis, der fünfzig Jahre geherrscht hatte, im Sterben lag, empfahl er den anwesenden Langobarden Raduald und Grimuald zu Herrschern zu machen, nicht seinen Sohn Aio (IV, 43), doch wurde Aio das Oberhaupt der Samniten („Samnitum ductor“). Ihm unterstellten sich die beiden wie einem älteren Bruder. Als Aio bereits ein Jahr und fünf Monate herrschte, landeten Slawen bei Siponto. Sie errichteten dort ein Lager und umgaben es mit Fallen. Aio und einige seiner Männer stürzten in eine solche Falle, als sie das Lager angreifen wollten, und wurden niedergemacht. Raduald erfuhr davon, redete die Slawen in ihrer eigenen Sprache an und rächte Aio. Die geschlagenen Slawen mussten das Gebiet räumen (IV, 44).
König Rothari eroberte die verbliebenen byzantinischen Küstenstädte zwischen Luni und dem Frankenreich, im Nordosten eroberte er Oderzo. An einem Fluss namens Scultenna in der Emilia besiegte er die Truppen des Exarchats. Dabei fielen 8000 Byzantiner, der Rest floh. Wieder schließt Paulus Naturkatastrophen an, nämlich ein schweres Erdbeben und nachfolgend eine große Überschwemmung; auch folgte eine Epidemie mit krätzeartigen Hauterkrankungen, so dass die Menschen so aufgedunsen waren, dass man sie nicht identifizieren konnte („propter nimium inflationis tumorem“) (IV, 45).
Nach fünfjähriger Herrschaft folgte in Benevent auf Raduald sein Bruder Grimuald als Herzog. Er herrschte 25 Jahre. Von einer adligen Gefangenen namens Ita hatte er einen Sohn namens Romuald und zwei Töchter. Raduald gelang es, die Byzantiner, die das Heiligtum des Erzengels auf dem Monte Gargano plündern wollten, in einer Schlacht aufzureiben (IV, 46).
König Rothari starb nach 16 Jahren und vier Monaten der Herrschaft. Ihm folgte sein Sohn Rodoald in der Herrschaft. Paulus berichtet, wie das Grab Rotharis ausgeraubt wurde. Dem Plünderer sei der hl. Johannes in einer Erscheinung entgegengetreten und habe ihm den Zugang zur Kirche verwehrt, denn Rothari sei zwar nicht „recte credens“ gewesen, doch habe er sich ihm, dem Heiligen anvertraut. Der Grabräuber stürzte immer dann, wenn er die Kirche betreten wollte, so Paulus, wie von einem Boxer getroffen. Paulus – „veritatem in Christo loquor“ – habe dies von jemandem erfahren, der es mit eigenen Augen gesehen habe, betont der Verfasser ausdrücklich. König Rodoald heiratete Gundeperga (was offensichtlich unzutreffend ist), die Tochter von Agilulf und Theudelinde. Nach dem Vorbild ihrer Mutter und ihrer Kirche in Monza errichtete auch sie eine Johanneskirche, nämlich in Pavia. Dort wurde sie auch beigesetzt. Daran anschließend berichtet Paulus von einer Art Gottesurteil, als ihr Leibdiener Carellus sich anbot – Gundeperga war des Ehebruchs beschuldigt worden –, gegen den Ankläger einen Zweikampf zu fordern. Carellus siegte, die Königin „ad dignitatem pristinam rediit“, sie kehrte also in den vorherigen ehrenvollen Zustand zurück (IV, 47). Rodoald wurde – nach fünf Jahren und sieben Tagen –, wie es heiße, von einem Langobarden erschlagen, während er dessen Frau vergewaltigt habe („dum uxorem cuiusdam Langobardi stuprasset“). Sein Nachfolger wurde der Königssohn Aripert, der gleichfalls eine Kirche in Pavia gründete und ausstattete (IV, 48).
In Konstantinopel starb um diese Zeit Kaiser Herakleios, dem in der Herrschaft für zwei Jahre sein Sohn Herakleonas mit seiner Mutter Martina gefolgt sei. Ihm sei nach seinem Tod sein Bruder Konstantin gefolgt, der nur sechs Monate geherrscht habe. Dessen Sohn Konstantin blieb 28 Jahre auf dem Thron (IV, 49). Daran anschließend berichtet Paulus von Caesara, der angeblich zum Christentum konvertierten Ehefrau des Perserkönigs. Sie weigerte sich gegenüber der persischen Gesandtschaft, die bald in Konstantinopel erschienen war, das Lager mit dem König zu teilen, solange er nicht gleichfalls konvertiere. Der König kam mit 60.000 Mann nach Konstantinopel und nahm den neuen Glauben an, um mit seiner Frau nach Persien zurückzukehren. Zu dieser Zeit starb Herzog Gisulf von Friaul, auf den Ago folgte. In Spoleto folgte auf den verstorbenen Theudelapius nun Atto (IV, 50).
Aripert starb nach neunjähriger Herrschaft, die er seinen jugendlichen Söhnen Perctarit, der in Mailand residierte, und Godepert hinterließ, der in Pavia herrschte. Die beiden Brüder bekämpften einander bald. Godepert entsandte Herzog Garipald von Turin nach Benevent, um den dortigen Herzog als Verbündeten zu gewinnen. Dazu sollte Herzog Grimoald Godeperts Schwester zur Frau anbieten. Garipald jedoch habe Verrat begangen, indem er Grimoald aufforderte, das Königreich selbst zu übernehmen. Grimoald stieß tatsächlich nach Pavia vor, während er seinen Sohn Romuald als Herzog in Benevent einsetzte. Transamund, der Graf von Capua, warb um Verbündete in der Toskana und in Spoleto, und stieß mit seinem Heer in der Emilia zu Grimoald. Grimoald schickte den besagten Gesandten Garipald nach Pavia, um Godepert von seiner Ankunft in Kenntnis zu setzen. Garipald hetzte nun Godepert auf, indem er behauptete, Grimoald wolle ihn ermorden. Das Gleiche erzählte er Grimoald, den er warnte, Godepert werde zum Gesprächstermin mit einem Panzer unter dem Gewand erscheinen. Als Grimoald Godepert zur Begrüßung umarmte und dabei merkte, dass dieser einen Panzer trug, tötete er ihn sogleich. Die Getreuen Godeperts brachten allerdings seinen kleinen Sohn Raginpert in Sicherheit. Als Perctarit von dem Mord erfuhr, floh er zu den Awaren, ließ aber seine Frau Rodelinda und seinen Sohn Cunincpert zurück. Beide wurden nach Benevent verbracht. Der Verräter Garipald wurde am Ende von einem Zwerg („parvus homunculus“) aus Godeperts persönlichem Gefolge zu Ostern in der Turiner Johanneskirche erschlagen, wie Paulus ausführlich schildert (IV, 51).

### 5. Buch: Grimoald, Perctarit, Benevent, herzogliche Opposition um Friaul und Spoleto
Das fünfte Buch mit seinen 41 Kapiteln beginnt mit der Flucht Perctarits vor Grimoald und endet mit dem triumphalen Sieg Cunincperts über den ‚Gegenkönig‘ Alahis in der Schlacht von Coronate (689). Damit siegte endgültig die katholische Partei über die arianische; zugleich war es der Sieg über polyzentrische Herrschaftsvorstellungen, wie sie vor allem Friaul und Spoleto verkörperten. Schließlich schildert Paulus den letzten Versuch eines Ostkaisers, Italien zurückzuerobern, der weniger an den Langobarden als vielmehr am Kaiser selbst scheitert. Der zeitliche Rahmen reicht dabei von 662 bis 689.
Dabei spielen Treue, Verrat und Eide eine große Rolle. Der Herrscher der Awaren hielt Wort und lieferte Perctarit, der zu ihnen geflohen war, nicht an den wortbrüchigen Christen Grimoald aus. Zudem schützte göttliches Eingreifen den nach Italien heimkehrenden Perctarit, und es verhinderte auch, dass Grimoald, der im Herzen Gutes wollte, zum Mörder wurde. Doch beging er schwerste Sünden in den Augen des Autors, als er bei der Eroberung von Forum Populi und Oderzo nicht nur am heiligen Ostersonntag angriff und die Städte zerstören, sondern auch noch die Dekane ermorden ließ, die gerade kleine Kinder tauften. Den eigentlichen Beschützer des Langobardenreiches sieht Paulus im hl. Johannes, aber nur so lange, wie seine Kirche in Monza in Ehren gehalten werde; implizit meint er wohl, was Kaiser Konstans 663 nicht gelang, würde Karl dem Großen nur deshalb im Jahr 774 gelingen. Bei der Entscheidungsschlacht zwischen Alahis und Cunincpert sieht der unterlegene Alahis, wie der Erzengel Michael auf der Seite seines Gegners erscheint.
In diesem Buch spielt die mündliche Überlieferung eine zentrale Rolle. Sie ist nicht nur in mindestens 26 der 41 Kapitel Pauls Grundlage, sondern in diesen wird er auch erzählfreudiger, zeigt sogar grotesken Humor, und er macht seine persönlichen Bewertungen deutlicher. Knapper hingegen sind die Auszüge aus der wichtigsten Schriftquelle, dem Liber Pontificalis.
Zunächst schildert Paulus den Versuch des Usurpators, seine Herrschaft zu legitimieren. Nach der Anerkennung seiner Herrschaft heiratete Grimoald die ihm seit langem versprochene Tochter Ariperts, deren Bruder er ermordet hatte. Er schickte die Männer des Aufgebots, das ihm zur Macht verholfen hatte, reich belohnt zurück, doch einen Teil von ihnen siedelte er in seiner Nähe an und versorgte sie mit Besitzungen („possessiones“) (V, 1).
Perctarit, der andere Bruder, war zu den Awaren geflohen, die ihn bald auf Druck des Langobardenkönigs drängten, ihr Land zu verlassen. So kehrte Perctarit nach Italien zurück und schickte seinen Vertrauten Unulf von Lodi aus an den Königshof vor. Grimoald schwor, Perctarit wieder aufzunehmen, woraufhin dieser in Pavia Quartier nahm. Doch als die Bewohner Pavias zu ihm strömten, fasste der König erneut Mordpläne, denen Perctarit nur durch eine List, nämlich als Diener verkleidet, entkam. Über die Stadtmauer floh er nach Asti, dann Turin und schließlich zu den Franken (V, 2). Als die königlichen Häscher die Tür eintraten, fanden sie nur den echten Diener vor, dessen Mut und Treue den König dazu veranlasste, ihn leben zu lassen und in seine eigenen Dienste zu nehmen. Ähnlich verfuhr Grimoald mit Unulf, der sich in eine Kirche geflüchtet hatte (IV, 3). Schließlich durften beide mit königlicher Unterstützung ihrem Herrn zu den Franken folgen (IV, 4). Ein fränkisches Heer konnte Grimoald, ebenfalls durch eine List, bei Asti besiegen (V, 5).
Danach wendet sich Paulus dem Versuch des byzantinischen Kaisers zu, Italien zu erobern. Von Athen aus setzte dieser nach Tarent über. Ein Einsiedler hatte ihm allerdings prophezeit, dass die Langobarden so lange nicht überwunden werden könnten, wie Johannes der Täufer, dem eine Königin eine Kirche errichtet habe, sich persönlich für sie einsetze („continue intercedit“). Es werde aber die Zeit kommen, da dieses Volk untergehen wird („tunc gens ipsa peribit“), weil man dieser Stätte mit Missachtung begegnen werde. Hier deutet der Verfasser an, dass er genau dies selbst erlebt habe, dass nämlich käufliche Leute („viles personas“) die besagte Kirche zu Monza als bloßen Gunsterweis erhalten hätten, nicht als Anerkennung ihres Lebenswandels (V, 6).
Konstans, der besagte Kaiser, fiel in Benevent ein, eroberte fast alle Städte an seinem Weg, ließ Lucera zerstören, scheiterte aber an Acerenza. Dann belagerte er Benevent, wo der Königssohn Romuald herrschte. Romuald schickte Boten an seinen Vater. Dieser bot zwar ein Heer auf, doch verließen ihn viele Langobarden, weil sie glaubten, er habe den Palast bloß ausgeplündert, um jetzt nach Benevent zurückzukehren. Als dem Kaiser das Nahen des Heeres angekündigt wurde, verhandelte er mit Romuald, um nach Neapel ziehen zu können (V, 7). Gisa, die Schwester Romualds, wurde als Geisel übergeben und man schloss Frieden, wenn auch die Byzantiner versuchten, von Sesuald, dem Heermeister, zu erzwingen, dass er Romuald nichts vom herannahenden Heer seines Vaters erzählte. Dessen Heer lagerte nämlich bereits am Sangro. Als er dies dennoch verriet, wurde Sesuald enthauptet und sein Haupt mittels einer Petraria genannten Belagerungsmaschine in die Stadt katapultiert (V, 8). Während der Kaiser nun nach Neapel zog, wurde sein Heer vom Comes von Capua, Mitola, angegriffen und erlitt erhebliche Verluste (V, 9). Unter Saburrus rückte nun ein byzantinisches Heer von 20.000 Mann gegen Romuald aus. Romuald zog mit einem Teil des väterlichen Heeres Richtung Forinus, wo sich die Byzantiner zur Flucht wandten – diese Flucht sei von einem Amalong bewirkt worden, der ein Griechlein aufgespießt und über seinen Kopf in die Luft gehoben habe („quondam Graeculum“) (V, 10).

Byzanz und das Kalifat zwischen dem 7. und dem 9. Jahrhundert, bzw. bis 1025

Der Kaiser verließ Neapel und zog nach Rom. Sechs Meilen vor der Stadt kam ihm Papst Vitalian mit den Priestern entgegen. Konstans ließ die Stadt all ihrer Bronzeschätze berauben, selbst die Kirche der hl. Maria. Dann kehrte er nach Neapel zurück, um über Land nach Reggio zu ziehen, dann nach Syrakus. Auch dort plünderte er die Bevölkerung aus, auch die Kirchen. Dies sei aus griechischer Gier („Graecorum avaritia“) geschehen, urteilt Paulus. Konstans blieb von der 7. bis zur 12. Indiktion auf der Insel (also bis 668), wurde aber am Ende von seinen Leuten im Bad erschlagen (V, 11). Auf Sizilien riss nun Mecetius die Macht an sich, doch wurde er durch Truppen aus Istrien und Kampanien, Africa und Sardinien beseitigt. Von seinen Iudices wurden viele verstümmelt zusammen mit seinem Haupt nach Konstantinopel gebracht (V, 12). Auf diese Kunde fielen die Sarazenen unvermutet in Sizilien ein. Dort plünderten und töteten sie und erbeuteten die von Konstans aus Rom entführten Schätze, um dann nach Alexandria zurückzukehren (V, 13). Die von Benevent mitgeführte Königstochter starb gleichfalls auf Sizilien (V, 14).
Wieder flicht Paulus Naturkatastrophen ein, diesmal nie erlebte gewaltige Blitze (und Donner), die tausende von Menschen und Tieren töteten. Wegen der Regenfluten konnte das Gemüse nicht geerntet werden, doch setzte es ein zweites Mal zum Austrieb an und wurde sogar noch reif (V, 15).
Romuald, der nach der Rettung vor den Griechen nach Norden zurückkehren wollte, verheiratete eine andere Tochter mit Transamund, der sich als Comes von Capua hervorgetan hatte. Dieser wurde nun Herzog von Spoleto (V, 16). Auf Grasulf, den Herzog von Friaul, der gestorben war, folgte Ago. Zu Paulus’ Zeit war, wie er berichtet, in Forum Julii ein Haus nach ihm benannt. Ihm folgte Lupus im Amt. Dieser fiel mit Berittenen auf der Insel Grado ein, indem er den Straßendamm überquerte, der von alters her durch das Meer angelegt worden war. Er plünderte die Stadt und raubte den Schatz der Kirche von Aquileia.
Grimoald vertraute Lupus seinen Palast an, als er nach Benevent zog (V, 17). Allerdings überschritt er seine Kompetenzen in Pavia, weil er nicht mit Grimoalds Rückkehr gerechnet hatte. Im Friaul entfachte er aus schlechtem Gewissen einen Aufstand (V, 18). Angeblich um einen Bürgerkrieg zu vermeiden, stiftete der König nun die Awaren an, ins Friaul zu ziehen. An einem Flovis genannten Platz – so sei Paulus von älteren Gewährsmännern berichtet worden, die den Kampf selbst erlebt hätten – verteidigte sich Lupus vier Tage lang gegen die Awaren (V, 19). Als Grimoald diese aufforderte, nach ihrem Sieg und dem sich anschließenden Plündern wieder abzuziehen, wollten sie nunmehr bleiben, wie Boten ausrichteten (V, 20). Mit einer List – Grimoald ließ seine wenigen Männer in wechselnder Kleidung immer neu vorbeidefilieren – brachte er die Gesandten dazu zu glauben, er verfüge über eine riesige Heeresmacht. Tatsächlich zogen die Awaren ohne Kampf ab (V, 21).
Wieder wendet sich Paulus den Verhältnissen im Friaul zu, doch weiß er nur sehr wenig zu berichten. Dort versuchte Amefrit, der Sohn des Lupus, mit Hilfe von Slawen Herzog von Friaul zu werden, doch wurde er von den Friulanern beim Kastell Nemas erschlagen (V, 22). Im Amt folgte ihm stattdessen Wechtari aus Verona. Im Glauben, der neue Herzog sei in Pavia, zogen wieder Slawen heran, diesmal nach Forum Julii. Doch gerieten sie angesichts des mit kleiner Schar unbemerkt zurückgekehrten Herzogs in Panik, so dass 5000 von ihnen, wie der Verfasser berichtet, erschlagen worden seien (V, 23). Auf Wechtari folgte Landari im Herzogsamt, auf diesen Rodoald, wie Paulus lakonisch vermerkt (V, 24).
Daran anschließend berichtet Paulus zunächst, wie Grimoald nach dem Tod des Lupus dessen Tochter Theuderada mit seinem Sohn Romuald verheiratete, und dass die beiden drei Kinder hatten, nämlich Grimoald, Gisulf und Arichis (V, 25). Dann widmet sich der Verfasser der Rache des Königs. So ließ er Forum Populi, „Romanorum civitatem“, zerstören. Die Wut Grimoalds auf die Byzantiner erklärt Paulus damit, dass sie die Brüder Taso und Cacco hintergangen hatten, die Söhne. Deshalb zerstörte er auch Oderzo, wo die Brüder erschlagen worden waren, und er verteilte das Land an Leute von Forum Julii, Treviso und Ceneda (V, 28).
Mit Alzeco und seinen Leuten kam erstmals ein Herzog der Bulgaren ins Langobardenreich. Grimoald schickte ihn nach Benevent, wo sie in Sepinum, Bovianum, Isernia und anderen Städten der Gegend angesiedelt wurden. Alzeco war fortan Gastalde, nicht mehr Herzog. Noch zu Paulus’ Zeiten sprachen die dortigen Bulgaren ihre Muttersprache (V, 29).
Auf Sizilien folgte dem Usurpator Mezezios Kaiser Konstantin, Sohn des Konstans, der 17 Jahre regierte. Papst Vitalian sandte Erzbischof Theodoros und Abt Adrianus nach Britannien (nach Canterbury). Ansonsten hält Paulus nur für erwähnenswert, dass Theodoros eine Liste schuf, die vermerkte, wie viele Jahre für welche Sünde zu büßen war (V, 30). Daran schließt Paulus einen ungewöhnlich hellen Kometen an, der in die Richtung wieder entschwand, aus der er gekommen war. In Byzanz wütete unmittelbar danach die Pest. Papst Donus ließ den Platz vor der Peterskirche mit leuchtend weißen Marmorplatten („ante basilicam Petri candidis et magnis marmoribus mirifice stravit“) auslegen (V, 31).
Mit dem Frankenkönig Dagobert hatte Grimoald Frieden geschlossen, so dass Perctarit plante, nach Britannien auszuweichen (V, 32). Bei Grimoald brach neun Tage nach einem Aderlass bei der Taubenjagd die Armvene auf. Wie es heißt, gaben ihm die Ärzte („medici“) gifthaltige Mittel. Begraben wurde der König, den Paulus als groß, kühn, kahlköpfig, mit Vollbart, klug und kraftvoll beschreibt, in der Basilika des hl. Ambrosius des Bekenners („basilica beati Ambrosii confessoris“) zu Pavia, die er selbst hatte bauen lassen. Nach neun Jahren der Herrschaft hinterließ er seinen minderjährigen Sohn Garibald. Perctarit bestieg derweil ein Schiff nach Britannien, doch wurde ihm noch vom Ufer zugerufen, Grimoald sei gestorben, er könne zurückkehren. Perctarit habe geglaubt, der Bote sei von Gott gekommen. In Pavia wurde er bereits vom Hofstaat erwartet. Drei Monate nach Grimoalds Tod wurde er von allen Langobarden zum König erhoben, Garibald hingegen wurde entthront. Paulus schildert den neuen König als fromm und katholisch, er habe am Recht festgehalten und den Armen geholfen. Aus Benevent ließ er seine Frau Rodelinda und seinen Sohn Cunincpert zurückholen (V, 33).

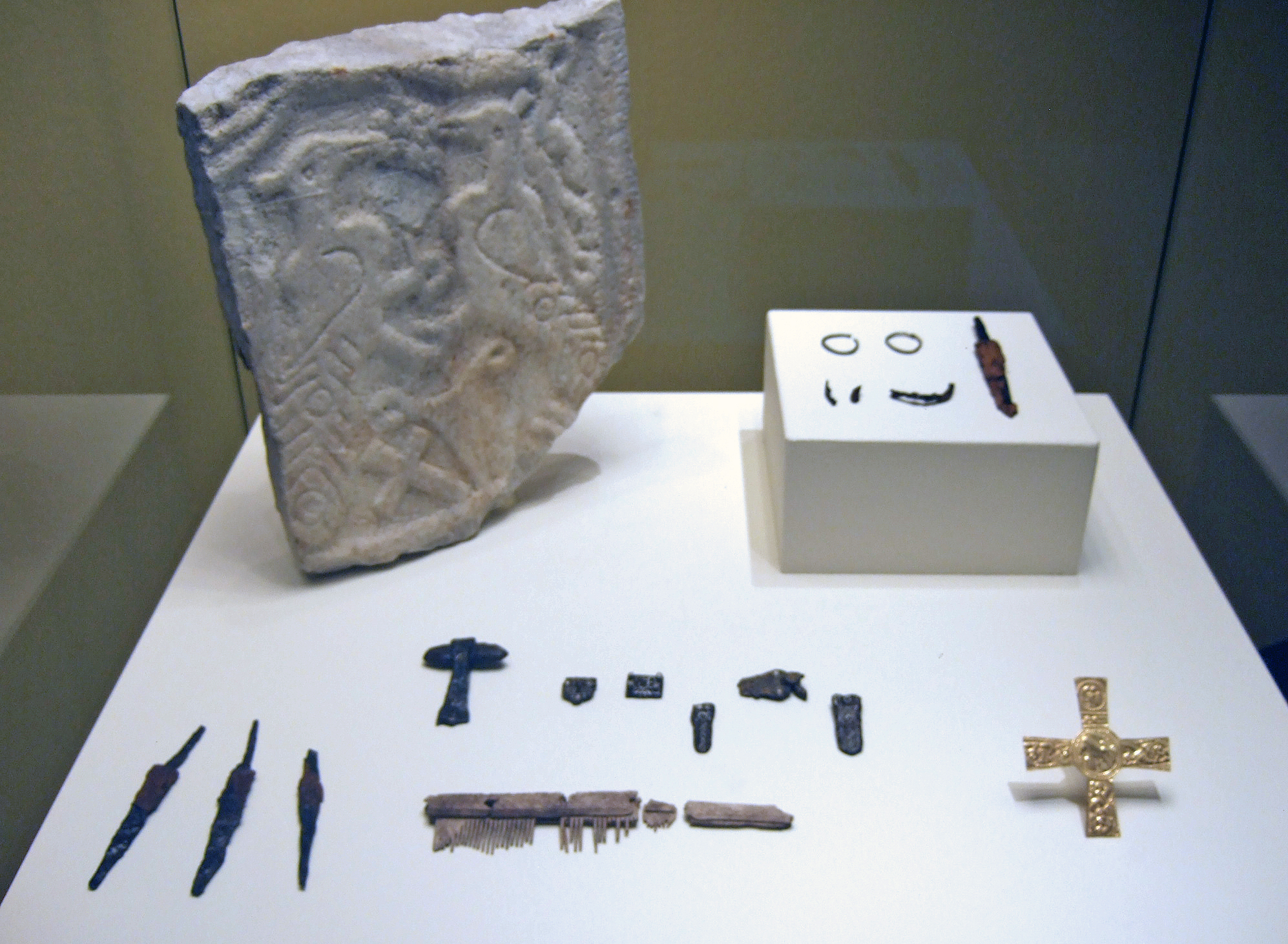
Grabbeigaben aus Cividale, Ende 6. – Ende 7. Jahrhundert

An der Stelle, an der die Flucht des Königs am Ticino begonnen hatte, errichtete er ein Nonnenkloster. Rodelinda gründete die Marienbasilika vor den Mauern Pavias. Sie erhielt den Beinamen Ad Perticas. Paulus erläutert daran anschließend, dass dieser Beiname von den perticae abgeleitet sei, senkrechten Stangen auf den Begräbnisstätten der Familien. Auf deren Spitzen wurden hölzerne Tauben so ausgerichtet, dass sie dorthin blickten, wo ihre Angehörigen zu Tode gekommen waren (V, 34).
Auch Perctarit machte seinen Sohn zum Mitregenten („in regno consortem adscivit“), mit dem er zusammen („pariter“) noch zehn Jahre herrschte (V, 35). Doch während sie in Frieden lebten – um 678 war es zu einem Friedensschluss mit Byzanz gekommen –, besiegte Alahis, der Herzog von Trient, den comes der Bayern, der dort „gravio“ (Graf) hieß, wie Paulus ergänzt, und der über Bozen und weitere Orte herrschte. Danach verschanzte er sich in Auflehnung gegen Perctarit im Kastell von Trient. Es gelang ihm durch einen Ausfall, das Belagerungsheer in die Flucht zu schlagen. Dennoch wurde er auf Betreiben Cunincperts wieder gnädig aufgenommen. Cunincpert verhinderte auch später seine Ermordung, in der Erwartung, er werde sich als zuverlässig erweisen. Alahis erhielt sogar das Herzogtum Brescia, obwohl Perctarit vor dem Machtzuwachs warnte. Perctarit ließ ein großartiges Palasttor errichten (V, 36).

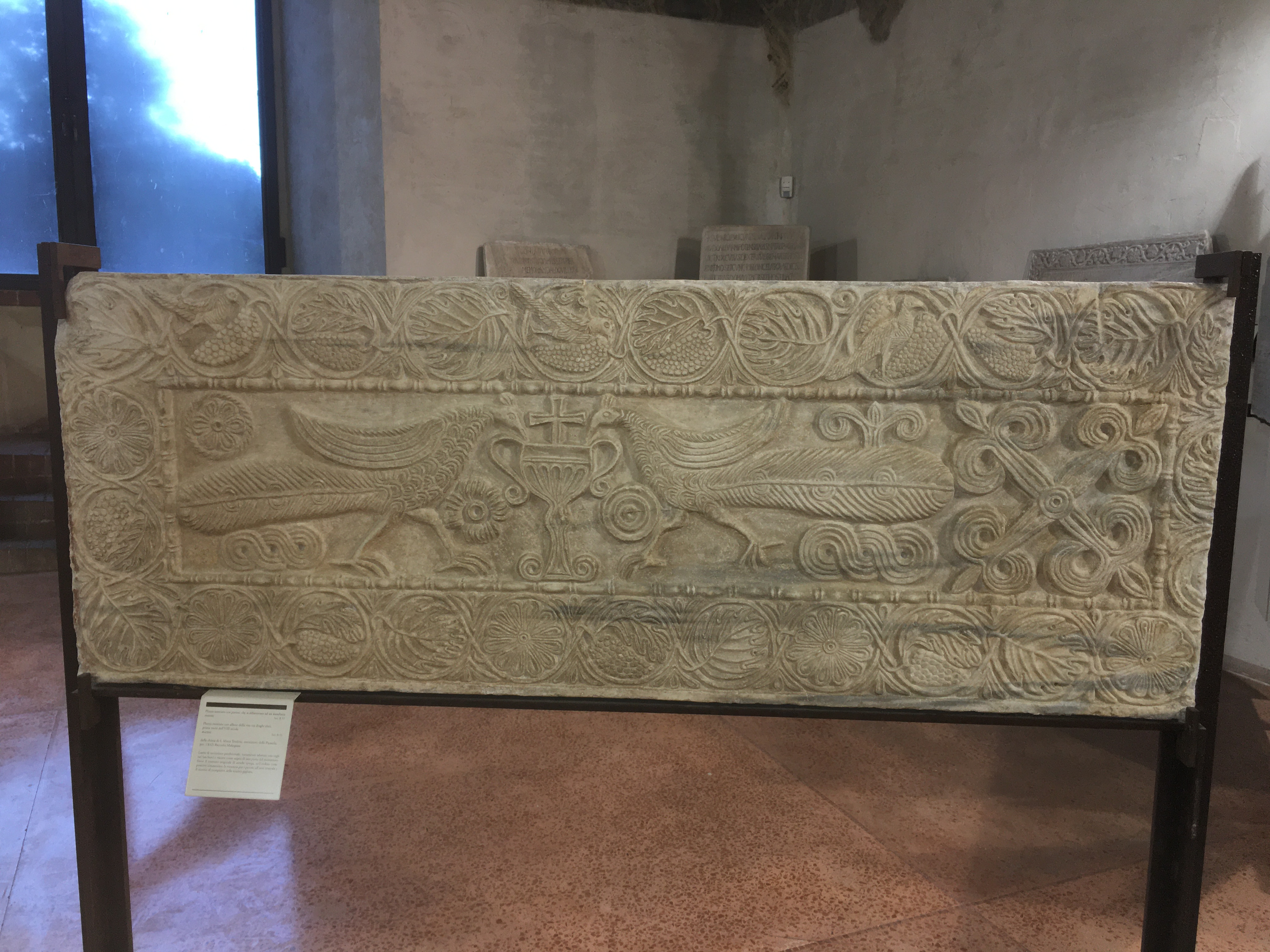
Eines der beiden erhaltenen Plutei der Teodote, 7./8. Jahrhundert, Musei civici di Pavia

Nach 18 Jahren der Herrschaft starb Perctarit (im Jahr 688). Ihn, der in San Salvatore beigesetzt wurde, einer von seinem Vater Aripert errichteten Kirche, beschreibt Paulus als von „statura decens, corpore pleno, mitis per omnia et suavis“, also von ansehnlicher Statur, füllig und in jeder Hinsicht mild und freundlich. Cunincpert heiratete die Angelsächsin Hermelinde. Theodote, ein Mädchen aus edler römischer Familie, beschrieb sie ihm als schön und mit beinahe fußlangem, blondem Haar. Als ihn seine Gattin auf der Jagd im Urbe-Wald begleitete, schlich er sich nachts zu der Römerin und „cum ea concubuit“. Dennoch schickte er sie später in das nach ihr benannte Kloster (S. Maria Theodotis della Posterla) (V, 37).

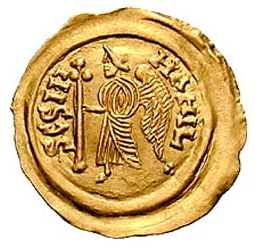
Unter Cunincpert geprägte Münze. Das hier wiedergegebene Revers stellt den Erzengel Michael dar, dessen Kult unter Cunincpert stark gefördert wurde. Hier trägt er Helm, Flügel und Kreuzstab sowie die Umschrift „SCS MI-HAHIL“ (Sanctus Michael). Der Erzengel ersetzte die traditionelle Siegesgöttin Victoria auf den langobardischen Münzen, eine Wendung, die nach dem Sieg bei Coronate über Alahis erfolgte.

Daraufhin schildert Paulus den letzten Versuch der herzoglichen Opposition, die Macht zu übernehmen. Danach erfolgten nur noch dynastische Kämpfe. Alahis versuchte nämlich die Gelegenheit zu nutzen, einen Umsturz zu wagen. Während Cunincperts Abwesenheit riss er, unterstützt von Also und Grauso, Bürgern („cives“) aus Brescia, und ohne Rücksicht auf das Entgegenkommen des Königs und auf den ihm geleisteten Eid, die Herrschaft und den Palast in Pavia an sich. Cunincpert floh auf eine Insel im Comer See. Die Priester und Geistlichen („sacerdotibus et clericis“) gerieten in große Bedrängnis. Gerade sie hasste Alahis, wie Paulus beispielhaft am arroganten Verhalten gegenüber einem Diakon belegt (V, 38). Als Aldo und sein Bruder Grauso erkannten, dass Alahis es auf ihr Vermögen abgesehen hatte, überredeten sie ihn, sich auf die Jagd in den Urbe-Wald zu begeben. Heimlich reisten die Brüder währenddessen zum Comer See, unterwarfen sich Cunincpert unter Tränen, versöhnten sich mit ihm. Dieser nutzte die Gelegenheit, seinen Palast wieder in Besitz zu nehmen. Alahis drohte daraufhin den Brüdern, zog dann über Piacenza „ad Austriam“, dann vor Vicenza, deren „cives“ unterlagen und sich daraufhin mit ihm verbündeten. Auch gewann er Treviso und weitere Städte. Alle Friulaner wurden nach und nach gezwungen, Alahis einen Treueid zu leisten. Dann lagerten die feindlichen Heere auf der Ebene, die Coronate hieß (V, 39). Das Angebot Cunincperts, dass sich er und Alahis im Zweikampf messen sollten, lehnte letzterer ab. Als ein Diakon namens Seno, in den Kleidern des Königs, getötet wurde, schwor Alahis, nach seinem nächsten Sieg eine ganze Zisterne mit den Hoden der Pfaffen zu füllen (V, 40). In der nachfolgenden Schlacht – zuvor hatte Alahis erneut den Zweikampf abgelehnt – siegte Cunincperts Heer. Schon bei Beginn der Schlacht traten die Friulaner den Heimweg an. Der Diakon Seno erhielt nach Cunincperts Sieg und dem Tod des Alahis ein Ehrengrab vor dem Portal der Johannesbasilika. Cunincpert zog in Pavia ein (V, 41).

### 6. Buch: weitere Häresie, Bildersturm; von Cunincpert (Katholisierung) bis zum Tod Liutprands

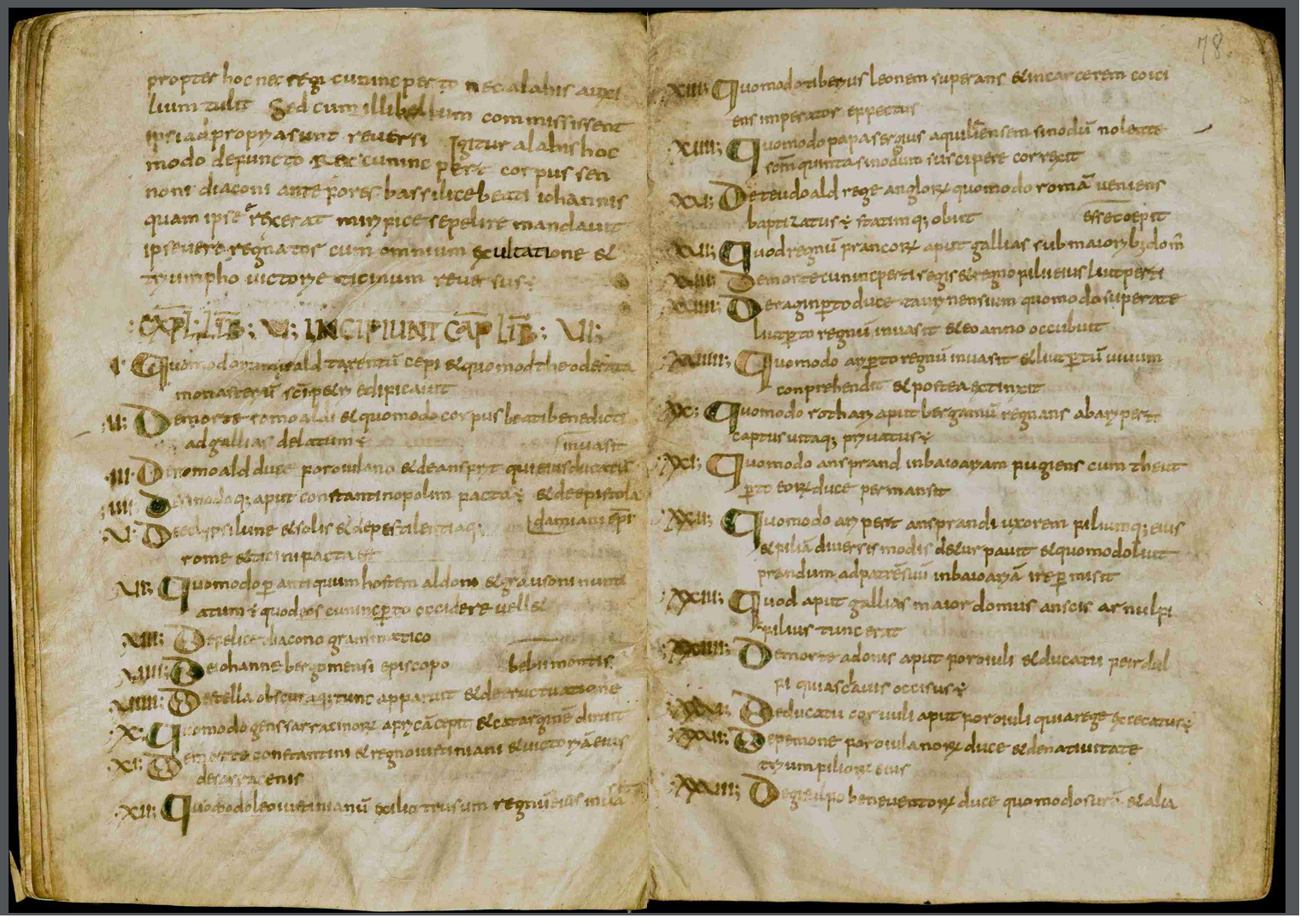
Beginn des 6. Buches in der Handschrift Cividale del Friuli, Museo Archeologico Nazionale, XXVIII (1. Hälfte 9. Jahrhundert)

Paulus’ sechstes Buch umfasst den Zeitraum zwischen 686/687 und 744, doch diesmal wechseln die Themen in rascher Folge, 37 der insgesamt 58 Kapitel sind sehr kurz. Rechtschreibfehler und innere Widersprüche führten dazu, dass man dieses Buch als unfertig ansah. Das Konzept jedoch entsprach der bisherigen Linie, nämlich ein einheitliches Königtum in den Mittelpunkt zu rücken, dessen Protagonisten weise und mächtig, gnädig und gerecht waren. Im Zentrum stehen dabei die Könige Cunincpert (688–700), Aripert (701–712) und vor allem Liutprand (712–744). Im Gegensatz zu Buch V ist der Anteil des Anekdotischen sehr viel geringer. Dabei ist die Sprunghaftigkeit nur eine scheinbare, denn Paulus verfolgt in Italien den Faden der Durchsetzung königlicher Zentralmacht, außerhalb der Halbinsel die Gegensätze bei Franken, Bayern und Byzantinern. Gerade bei Letzteren kontrastiert der Machtübergang bei den Langobarden stark mit den dortigen brutalen Machtkämpfen, aber auch mit dem Aufkommen des Bilderstreits. Damit kontrastiert nicht nur die Opposition gegen die Bilderzerstörung, sondern auch die innere Ordnung unter Liutprand. Dieser greift verstärkt in den Süden aus, bringt, als die Sarazenen Sardinien plündern, die Reliquien des hl. Augustinus in Sicherheit, während Langobarden aus der Toskana und Spoleto den Papst gegen Byzanz verteidigen, er selbst Ravenna belagert und Classis zerstört. Liutprand entscheidet innerlangobardische Kämpfe mit einem Machtwort, unterstützt 738 Karl Martell gegen die Sarazenen in der Provence – jede seiner Handlungen ist Ausdruck von Herrscherattributen, wie sie Paulus bevorzugt.

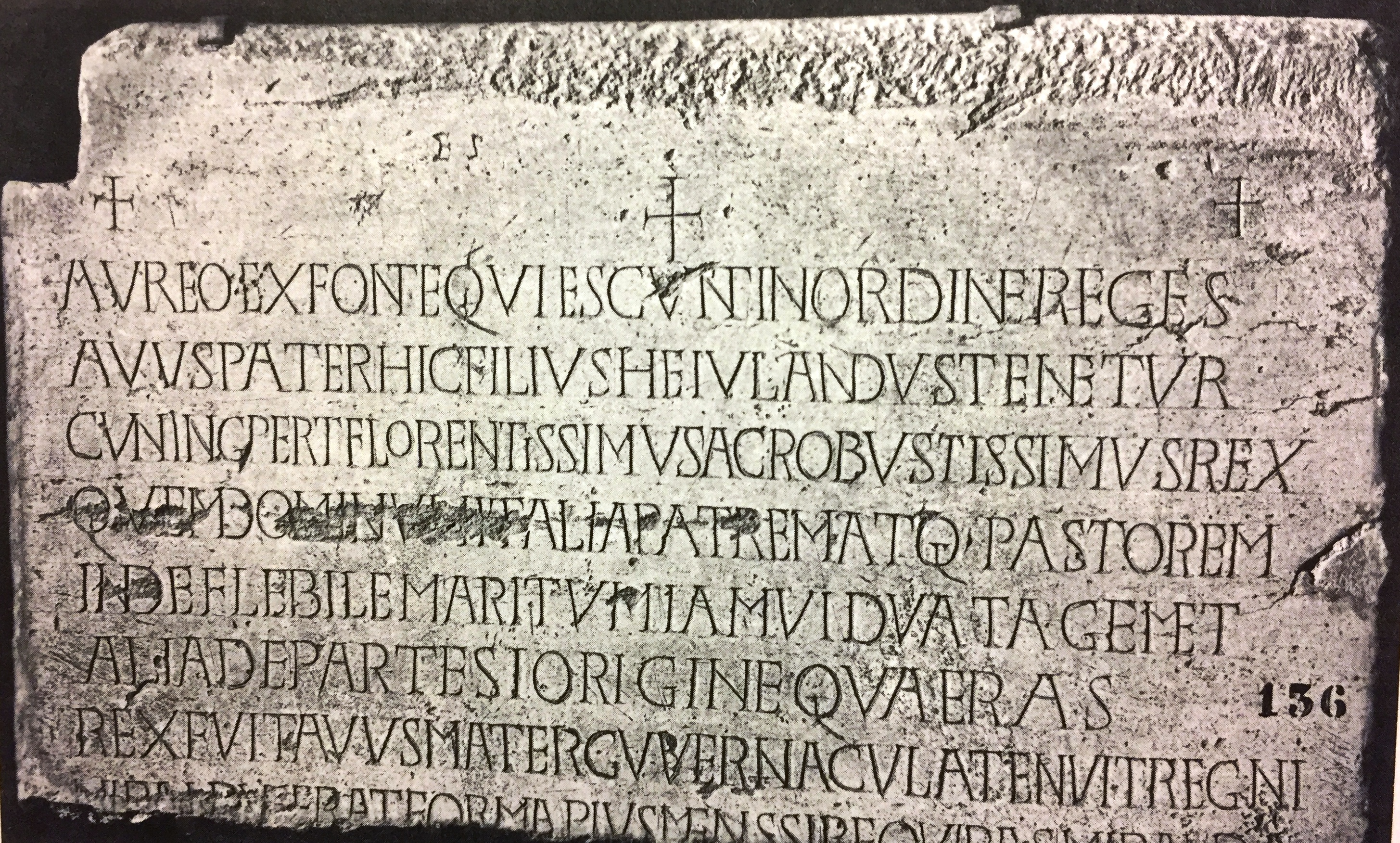
Inschrift König Cunincperts, wiederentdeckt im Jahr 2018, heute in den Musei civici di Pavia

Neben mündlichen Quellen steht Paulus wieder der Liber pontificalis zur Verfügung, aber auch andere Quellen, wie Beda, das Epitaph König Cunincperts, dazu wieder fränkische Quellen, wobei er in diesem Buch kaum zitiert, sieht man vom Liber pontificalis ab. Dessen weniger vorteilhafte, mitunter feindselige Teile lässt er aus. Das gilt insbesondere für die Auseinandersetzungen mit den Päpsten, die ein ungünstigeres Bild von Liutprand liefern.

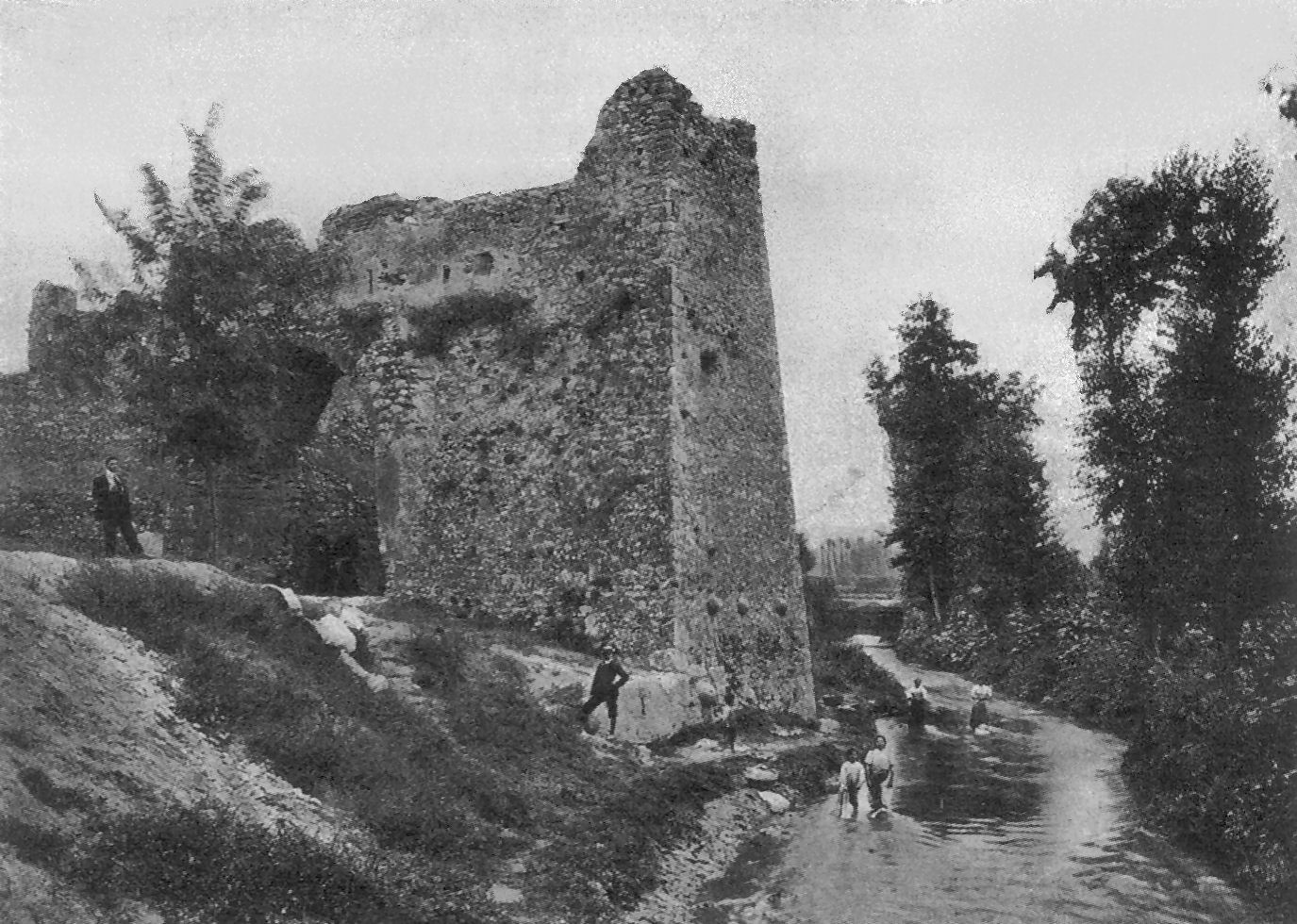
Fotografie aus dem Jahr 1909 mit dem Torre della Catena, einem Turm der Stadtmauer von Benevent

Thematisch wechselt Paulus zunächst von den „Langobardos trans Padum“, den Langobarden jenseits des Po, zu Romuald, dem Herzog von Benevent. Diesem gelang die Eroberung von Tarent und Brindisi. Theuderata, seine „coniux“, seine Ehefrau, stiftete zur gleichen Zeit vor Benevent eine Petruskirche und daneben ein Nonnenkloster (VI, 1).
Doch nach 16-jähriger Herrschaft starb Romuald, und ihm folgte für drei Jahre sein Sohn Grimoald, der „Samnitum populus rexit“. Er war mit Wigilinda, König Cunincperts Schwester verheiratet, der Tochter König Perctarits. Ihm folgte nach seinem Tod sein Bruder Gisulf für die Dauer von 17 Jahren im Amt, der mit Winiperga verheiratet war, der Mutter Romualds. An diese knappen Nachrichten schließt Paulus unmittelbar den Reliquienraub durch Franken aus dem Gebiet von Le Mans oder Orléans an, die die Überreste des Ordensgründers und seiner Schwester Scholastika ins Frankenreich verbrachten. Dort wurde für beide ein je eigenes Kloster gegründet. Zugleich behauptet Paulus, der Leib des Heiligen sei partiell in Montecassino geblieben. Nur unversehrt blieben die Leiber derjenigen Heiligen, auf die sich wunderbares göttliches Wirken gerichtet habe (VI, 2).
In Nordostitalien, in Forum Julii, herrschte Rodoald, der in seiner Abwesenheit von Ansfrit gestürzt wurde. Rodoald floh nach Istrien, von dort gelangte er über Ravenna an den Königshof nach Pavia. Nun versuchte Ansfrit den König zu stürzen. Doch wurde er in Verona gefangengesetzt, vor König Cunincpert geführt, geblendet und ins Exil geschickt („in exilium“). Für 19 Monate führte Ado, Rodoalds Bruder, das Herzogtum Friaul (VI, 3).
In einem eigenen Abschnitt wendet sich Paulus ausführlich gegen eine „heresis“ – gemeint ist der Monotheletismus –, der in Jesus nur einen Willen und nur eine wirkende Kraft annahm, während Rom hier jeweils einen göttlichen und einen menschlichen Anteil sah. Als die Irrlehre verurteilt wurde, fielen staunenswerte Mengen von Spinnweben mitten unter die Leute, wie der Verfasser weiß (VI, 4). Zu dieser Zeit (gemeint sind wohl die Jahre 679/680) trat eine Mondfinsternis ein, fast zur gleichen Zeit eine Sonnenfinsternis, die Paulus auf den 3. Mai datiert; dann von Juli bis September wieder eine „pestis“ in Rom, die auch Pavia entvölkerte. Die Einwohner seien aus der nun menschenleeren Stadt geflohen. Viele, so berichtet Paulus, sahen einen guten und einen bösen Engel, wobei letzterer auf Geheiß des ersteren mit einem Spieß so oft gegen die jeweilige Haustür schlug, wie am nächsten Tag Tote zu beklagen sein würden. Erst als die Reliquien des hl. Sebastianus aus Rom in die Petruskirche „Ad Vincula“ verbracht waren (gemeint ist wohl San Pietro in Vincoli), endete die Pest (VI, 5).
Als sich Cunincpert mit seinem „stratore“ beriet, der im Langobardischen „marpahis hieß“, wie er die besagten Aldo und Grauso beseitigen könnte, setzte sich eine dicke Fliege auf das Fenster. Der König versuchte sie mit einem Messer zu töten, hieb ihr aber nur einen Fuß ab. Ein Einbeiniger warnte nun die beiden Männer, die sich in die Romanus-Kirche flüchteten. Cunincpert verdächtigte seinen Marpahis, seinen Mordplan verraten zu haben, doch erfuhr er von den beiden, wer sie gewarnt hatte. Da begriff der König, dass die Fliege der böse Geist gewesen war, der selbst sein Geheimnis verraten hatte. Er stellte die beiden Männer unter seinen Schutz und betrachtete sie fortan als seine „fideles“, seine ‚Getreuen‘ (VI, 6).
Nun folgen unzusammenhängende Berichte. So erhielt Felix, der Onkel des Flavianus, der Paulus’ Lehrer war, einen wertvollen Stock vom König zum Geschenk (VI, 7), Bischof Johannes von Bergamo wurde ein wildes Pferd angeboten, das ihn jedoch so zahm nach Hause trug, dass der König den Bischof nunmehr respektvoll behandelte und ihm das Pferd sogar schenkte (VI, 8). Dann erschien ein Stern neben den Plejaden, der verschleiert war, im Februar zog ein heller Stern von West nach Ost, im März wurde der Vesuv aktiv und warf Staub und Asche aus (VI, 9). Dies sei die Zeit gewesen, in der die Sarazenen Karthago erobert hätten (VI, 10).
Im Folgenden bringt Paulus die Abfolge der östlichen Kaiser und der Ereignisse durcheinander. Auch berichtet er von dem Versuch einer Entführung Papst Sergius’ nach Konstantinopel durch den Protospatharios Zacharias, den die Streitkräfte in Ravenna jedoch die Gefolgschaft verweigerten und den sie aus Rom verjagten (VI, 11). Nun folgt die Rebellion des Leontios (VI, 12) und dessen Sturz durch Tiberius (VI, 13).
Paulus glaubt, eine Synode in Aquileia habe nur durch den Einfluss Papst Sergius’ der Anerkennung des V. ökumenischen Konzils zugestimmt. Dieses Konzil sei in den Tagen des Papstes Vigilius unter Kaiser Justinian abgehalten worden und habe festgehalten, dass Maria auch eine Gottesgebärerin gewesen sei („ut beata Maria semper virgo theotocos diceretur“). Sie habe also „Deum et hominem“ (‚Gott und Mensch‘) zur Welt gebracht (VI, 14).
Im nachfolgenden Abschnitt vermerkt Paulus die Pilgerreise des angelsächsischen Königs „Cedoal“ nach Rom, der auf dem Weg dorthin in Pavia von Cunincpert feierlich empfangen wurde; in Rom wurde er von Papst Sergius auf den Namen Petrus getauft. Er verstarb noch im Taufgewand und wurde in der Peterskirche beigesetzt. Dies sowie die Grabinschrift übernahm Paulus von Beda Venerabilis (VI, 15).
Die Entmachtung der Merowinger im Frankenreich führt Paulus zum einen auf das Schwinden der gewohnten Durchsetzungskraft, aber auch des Führungsanspruches („Hoc tempore apud Gallias Francorum regibus a solita fortitudine et scientia degenerantibus hi, qui maiores domus regalis esse videbantur, administrare regni potentiam et quicquid regibus agere mos est coperunt“) zurück, und dass also diejenigen, die nur Verwalter zu sein schienen, die Ausübung aller Herrscherbefugnisse übernahmen, weil der Himmel das Reich auf ihre Nachkommen übertragen wollte. Dies begann zur Zeit des „maior domus“ Arnulf, der nach dem weltlichen Glanz zunächst Bischof, dann Eremit wurde, der die Leprakranken unterstützte. In der Metzer Kirche befinde sich ein Buch über seine Wunder und seine asketische Lebensführung; er selbst habe auf Bitten Angilrams, des seinerzeitigen Bischofs von Metz, ein Werk über den Heiligen verfasst (VI, 16).

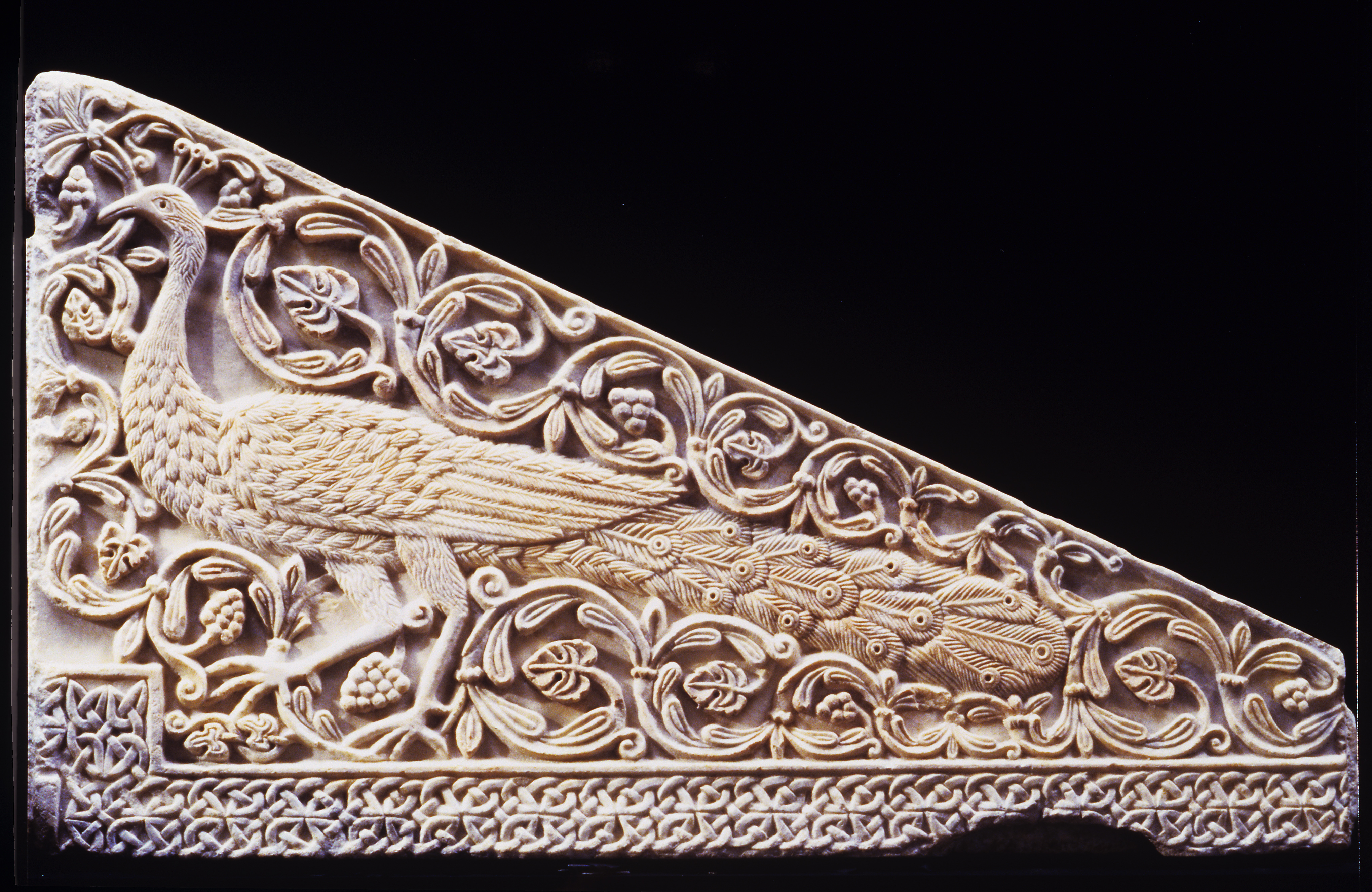
Pfau, San Salvatore zu Brescia, 2. Hälfte 8. Jahrhundert, Museo civico dell'età cristiana

Während dieser Ereignisse starb Cunincpert nach zwölfjähriger alleiniger Herrschaft. Er habe auf der Ebene von Coronate, wo er gegen Alahis gekämpft hatte, ein Georgskloster gegründet. Den König beschreibt Paulus als „vir elegans“, mit allen guten Eigenschaften ausgestattet „audaxque bellator“, also ein ‚stattlicher Mann‘ und ein ‚kühner Krieger‘. Von den Langobarden beweint wurde er zu S. Salvatore beigesetzt, eine von seinem Großvater Aripert gestiftete Kirche. Das Reich überließ er seinem minderjährigen Sohn Liutpert unter dessen Vormund Ansprand, „virum sapientem et inlustrem“ (VI, 17).
Doch acht Monate später besiegte Raginpert, der Herzog von Turin (den König Godepert, als er von Grimoald erschlagen worden war, als kleinen Jungen zurückgelassen hatte), das Heer unter Führung Ansprands und Rotharits, des Herzogs von Bergamo, bei Novara. Er wurde Herrscher über die Langobarden, starb jedoch noch im selben Jahr (701) (VI, 18). Sein Sohn Aripert besiegte bei Pavia die Verbündeten König Liutpert, Ansprand, Ato, Tatzo, Rotharit und Farao. Während er Liutprand gefangen nehmen konnte, floh Ansprand auf die Isola Comacina (VI, 19). Herzog Rotharit zog sich nach Bergamo zurück, beanspruchte aber den Königstitel. Aripert eroberte Lodi, dann Bergamo. Er ließ „pseudoregem“ Rotharit Haare und Bart scheren, schickte ihn ins Exil nach Turin, wo er wenig später zu Tode kam („peremptus est“), und auch Liutpert ließ er – im Bade – das Leben nehmen („vita privavit“) (VI, 20). Auf die Nachricht vom herannahenden Heer floh Ansprand von der besagten Insel nach Chiavenna, dann über Chur zum Herzog der Bayern Theutpert. Dort blieb er die nächsten neun Jahre. Ariperts Truppen zerstörten den Ort auf der Insel (VI, 21).
König Aripert ließ Ansprands Sohn Sigiprand blenden und dessen Verwandtschaft verfolgen. Dem jüngen Sohn Liutprand gestattete er jedoch die Abreise zu seinem Vater, was, so meint Paulus, auf göttlichen Willen zurückzuführen war, denn dieser wollte den Jungen als König sehen. Mit seiner Ankunft in Bayern bereitete er seinem Vater „inaestimabile gaudium“, ‚unermessliche Freude‘. Theodorada, der Frau Ansprands aber, die sich für die künftige Königin hielt, ließ er Nase und Ohren abschneiden, ebenso wie Liutprands Schwester Aurora (VI, 22).
Zu dieser Zeit, so Paulus, der hier in die Mitte des 7. Jahrhunderts zurückgreift, habe „apud Gallias in Francorum regno“ „Anschis“ als Hausmeier geherrscht, Sohn des Arnulf. Dabei führt er den verbreiteten Glauben an, dieser Name gehe auf Anchises, den Trojaner zurück (VI, 23).
Wie in seinem gesamten Werk, so berichtet Paulus daran anschließend wieder besonders ausführlich über den Friaul. Dort habe nach dem Tod Ados Ferdulf die Herrschaft übernommen, der „de partibus Liguriae“ stammte, „homo lubricus et elatus“, ein ‚unzuverlässiger und anmaßender Mann‘. Er habe großes Unheil gebracht, weil er nach einem Sieg über die Slawen gierte. Er gab sogar Slawen Geld, damit sie ein Heer gegen die Provinz mobilisierten. So raubten „latrunculi“ in der Provinz, gegen die Argait, der zuständige „rector loci“, in ihrer Sprache „sculdahis“ genannt, nichts ausrichten konnte. Daraufhin warf ihm der Herzog Feigheit vor. Als das gedungene Slawenheer erschien, gelang es den mehr mit Steinen und Beilen als mit Waffen Ausgerüsteten, das herzogliche Heer zu besiegen: „Ibi omnis nobilitas periit Foroiulanorum“, der gesamte Adel des Friaul sei dabei untergegangen. Paulus erwähnt allerdings, dass der Langobarde Munichis, Vater der späteren Herzöge Petrus und Ursus, tapfer gestritten habe. Paulus meint ausdrücklich, er habe diesen Bericht aufgenommen, damit sich derartiges nicht wiederhole (VI, 24). Nur knapp schließt Paulus an, dem zu Tode gekommenen Ferdulf sei Corvolus im Amt gefolgt, doch blieb er nur kurze Zeit, denn er wurde, nachdem er den König beleidigt hatte, geblendet und lebte entehrt (VI, 25). Auf diesen folgte Pemmo, der Sohn eines Billo aus Belluno. Dieser war „propter seditionem“ ins Friaul gezogen. Ratperga, Pemmos Frau, die meinte, sie sei von „facie rusticam“ und ihr Mann solle sich wegen dieser bäuerlichen Erscheinung von ihr scheiden lassen, gebar ihm drei Söhne, nämlich Ratchis, Ratchait und Aistulf. Herzog Pemmo holte die Waisenkinder der in der obigen Schlacht ums Leben gekommenen Männer an seinen Hof (VI, 26).
Gisulf, Herzog von Benevent, eroberte das byzantinische Suram, dann Hirpinum und Arce; er fiel während des Pontifikats des Johannes plündernd in Kampanien ein. Der Papst ließ ihm Geschenke („dona“) übergeben und die Gefangenen freikaufen. Er soll, so Paulus, Gisulf mit einem eigenen Heer zum Rückzug veranlasst haben („cum suo exercitu ad propria repedare fecit“) (VI, 27). König Aripert hingegen setzte „donationem patrimonii Alpium Cottiarum“, also die Schenkung des einst von den Langobarden einkassierten Patrimoniums der Cottischen Alpen wieder in Kraft. In vergoldeter Schrift, so Paulus, schickte er eine entsprechende Schenkungsurkunde nach Rom. Unmittelbar daran schließt der Verfasser zwei sächsische Könige („reges Saxonum“) an, die an den Gräbern der Apostel in Rom starben, wie sie es sich gewünscht hätten (VI, 28). Auch begab sich Erzbischof Benedictus von Mailand wegen eines Rechtsstreits mit dem Bischof von Pavia nach Rom, der jedoch vom Papst seit jeher eingesetzt wurde. So fügt Paulus nur an, der Erzbischof habe ein überaus heiligmäßiges Leben geführt (VI, 29).
In einem knappen Abschnitt erwähnt Paulus, dass im Herzogtum Spoleto als Nachfolger von Transamund dessen Sohn Faroald II. eingesetzt wurde, der sich mit Wachilap, Transamunds Bruder, die Herrschaft teilte (VI, 30).

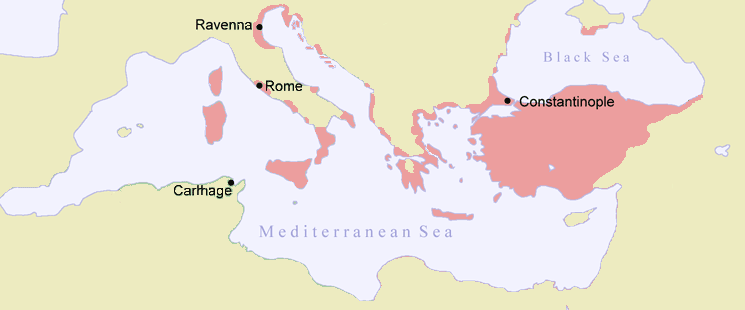
Das Byzantinische Reich um 717

Daran anschließend widmet er sich ausführlich den Verhältnissen in Byzanz. Der abgesetzte Justinian – er war von 685–695 und 705–711 im Amt – lebte im pontischen Exil, doch kam er mit Hilfe Tervels, des ‚Bulgarenkönigs‘, wieder an die Macht und ließ die Patrizier, die ihn vertrieben hatten, töten. Leo und Tiberius ließ er im Zirkus erwürgen, den Patriarchen Kallinikos blenden und nach Rom schicken. Sein Nachfolger wurde Abt Kyros, der ihn unterstützt hatte (mit der Prophezeiung seiner Rückkehr). Dann ließ er Papst Constantinus zu sich kommen, bat ihn um Sündenvergebung und erneuerte seine Privilegien. Constantinus warnte ihn davor, ein Heer gegen Philippikos auszuschicken (VI, 31). Dieses Heer ergriff tatsächlich dessen Partei, rief ihn zum Kaiser aus, besiegte am 12. Meilenstein vor der Stadt („ab urbe miliario duodecimo“) Justinians Heer und tötete ihn. Rückblickend erzählt Paulus von Justinian, dem nach seinem ersten Sturz die Nase abgeschnitten worden war, dass er fast jedes Mal, wenn er einen herabrinnenden Nasentropfen mit der Hand wegwischte, einen seiner Gegner hatte ermorden lassen (VI, 32).
Über den Nachfolger des Petrus im Amt des Patriarchen von Aquileia fügt Paulus knapp ein, dass Serenus ihm nachfolgte, ein schlichter Mann und eifriger Diener Christi („vir simplicitate et ad Christi servitium pronus“) (VI, 33).
Dann setzt der Verfasser mit Philippikos, auch Bardanes genannt, fort, der Abt Kyros in sein Kloster zurückschickte. Bedeutender war für Paulus, dass nun der Kaiser ein häretisches Schreiben an den Papst sandte. Während Philippikos Darstellungen mit den Ergebnissen der sechs allgemeinen Konzilien hatte entfernen lassen, lehnte der Papst nicht nur das Schreiben ab, sondern er ließ entsprechende Darstellungen am Portikus von St. Peter anbringen. Das Volk von Rom setzte sogar fest, dass die Urkunden nicht mehr den kaiserlichen Namen, Münzen nicht mehr sein Bild tragen sollten. Name und Bildnis tauchten auch im Gottesdienst nicht mehr auf. Nach 18 Monaten wurde der Kaiser von Anastasios, auch Artemios genannt, gestürzt und geblendet, aber nicht getötet. Über „Scolasticus“, den Patrikios und Exarchen Italiens, gelangte ein kaiserliches Schreiben, in dem Anastasios sich als rechtgläubig und zugleich zum VI. Konzil bekannte (VI, 34).
Nach neun Jahren im Exil, so schiebt Paulus ein, gelang es Ansprand, den Bayernherzog Teutpert dazu zu überreden, mit einem bayerischen Heer nach Italien zu ziehen. Ariperts Heer gelang zwar ein Sieg, doch der König zog sich zu früh nach Pavia zurück. Schließlich ertrank er, beladen mit seinem Goldschatz und auf der Flucht ins Frankenreich, im Ticino. Beigesetzt wurde er in der Erlöserkirche, „ad basilicam domini Salvatoris“, die er selbst hatte bauen lassen. Paulus berichtet, der König habe bei nächtlichen Ausflügen ausgekundschaftet, was man über ihn dächte, und auch die Gerechtigkeit, die die einzelnen Richter gegenüber seinem Volk walten ließen, wollte er erkunden. Gesandtschaften empfing er in einfacher Kleidung, auch in Fellen, und tischte ihnen nie edle Weine oder Köstlichkeiten auf, um ihnen nicht Appetit auf Italien zu machen („utque minus Italiae insidiarentur“). Er herrschte 12 Jahre, war fromm, mildtätig und liebte die Gerechtigkeit. „In cuius temporibus terrae ubertas nimia, sed tempora fuere barbarica“ – in seiner Zeit war also die Fruchtbarkeit des Bodens enorm, doch die Zeiten waren barbarisch. Ariperts Bruder Gumpert floh zu den Franken, ohne zurückzukehren. Der älteste seiner drei Söhne, Raginpert, regierte zu Paulus’ Zeiten die Stadt Orléans. Ansprand herrschte nur drei Monate, noch zu seinen Lebzeiten wurde sein Sohn Liutprand zum König erhoben, worüber sich der Vater, so Paulus, sehr gefreut habe (VI, 35).

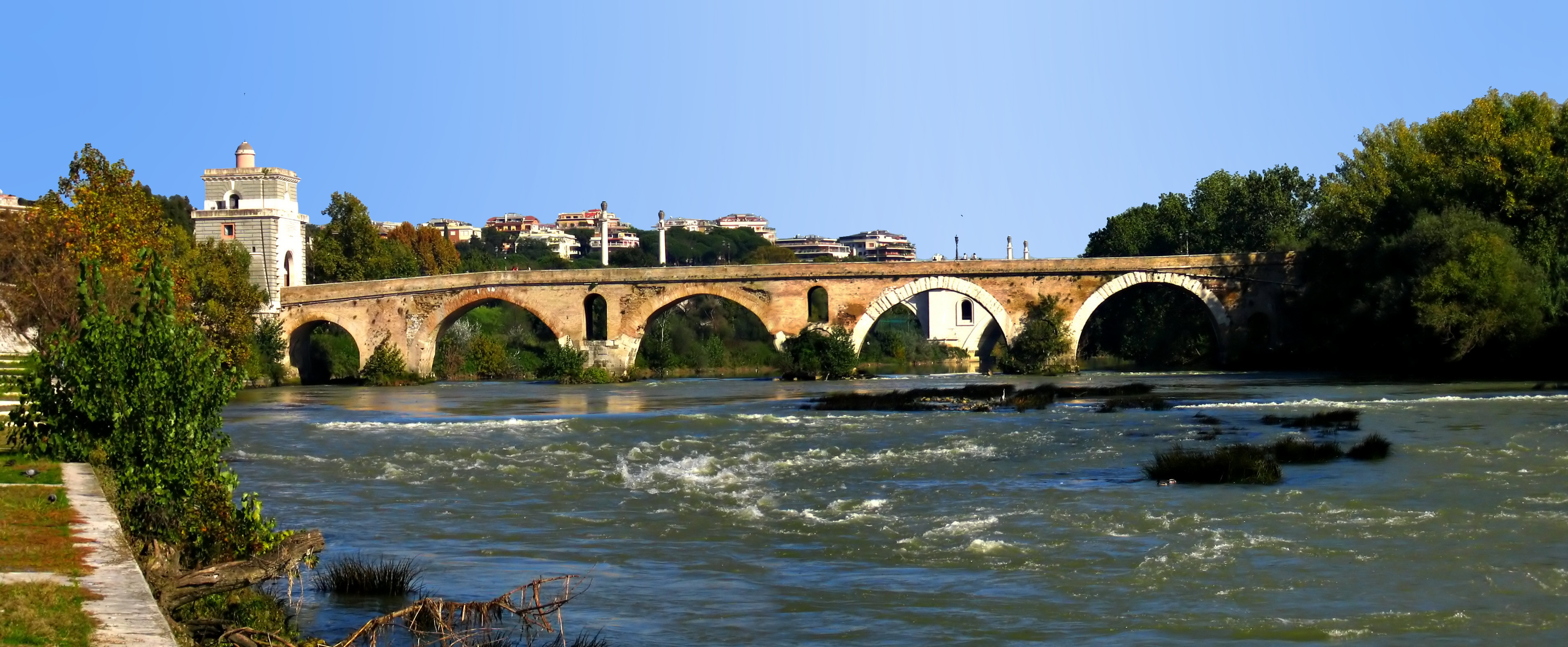
Die Milvische Brücke im Jahr 2005

Kaiser Anastasios, der eine Flotte gegen das sarazenische Alexandria ausschickte, wurde gestürzt. Die Flotte kehrte nämlich auf halbem Weg um und man erhob den rechtgläubigen Theodosius gegen seinen Willen zum Kaiser („Theodosium orthodoxum inquirens imperatorem elegit atque coactum in solio imperii confirmavit“). Er siegte bei Nicaea und zwang Anastasios ins Kloster zu gehen. Das besagte Gemälde, das sein Vorgänger Philippikos hatte entfernen lassen, ließ er an seinem alten Platz wieder anbringen. Daran schließt Paulus unmittelbar die Überschwemmung Roms durch den Tiber an, dessen Pegel in der „Via Lata“ (heute Via del Corso) auf anderthalbfache Mannshöhe anstieg, während zwischen der Porta di San Pietro und der Milvischen Brücke ein See entstand (VI, 36).
Erneut nennt Paulus viele „Anglorum gentis“, Angelsachsen also, die nach Rom pilgerten. Zu dieser Zeit regierte im Frankenreich Pippin. Dieser überschritt, nur begleitet von einem Gefolgsmann, den Rhein und erschlug einen seiner Gegner. Auch führte er Kriege mit den Sachsen und gegen Radbod, den König der Friesen. Der bedeutendste seiner Söhne, zugleich sein Nachfolger, war Karl (VI, 37).

Langobardische und byzantinische Gebiete in Italien zur Zeit Liutprands (712–744)

Als Liutprand im Königreich anerkannt war, versuchte ihn ein naher Verwandter namens Rothari in eine Falle zu locken, ihn nämlich zu einem Festmahl einzuladen, um ihn dann ermorden zu lassen. Liutprand, dem dies hinterbracht wurde, lud Rothari in seinen Palast. Dabei konnte er selbst fühlen, dass sein Gast einen Panzer unter der Oberkleidung trug. Daraufhin kam es zu einem Kampf, bei dem Paulus wieder die Tapferkeit eines Getreuen erwähnt, nämlich eines Subo, der dabei verletzt wurde. Rothari und seine vier Söhne, die man überall im Reich ausfindig machte, wurden getötet. Bei einer anderen Gelegenheit, als zwei „armigeri“ (‚Waffenträger‘) den König töten wollten, stellte er sie im Wald zur Rede. Nachdem sie sich ihm geständig zu Füßen geworfen hatten, verzieh er ihnen (VI, 38).
Knapp erwähnt Paulus, dass auf Gisulf von Benevent nach seinem Tod sein Sohn Romuald dort Herzog wurde (VI, 39), bevor er zu Petronax, einem civis aus Brescia, den der Papst von Rom nach Montecassino geschickt hatte, überleitet. Er sorgte, wie Paulus ausdrücklich festhält, nach 110 Jahren für den Wiederaufbau des von Langobarden zerstörten Klosters. Papst Zacharias förderte ihn, wo er konnte, und überließ ihm auch die Regel des hl. Benedikt, die jener mit eigener Hand geschrieben hatte. Das Kloster des hl. Vincentius am Volturno wurde hingegen von den drei Adligen Tato, Taso und Paldo erbaut, wie Paulus ausdrücklich den Aufzeichnungen des Abtes Autpert entnommen habe. Noch während des Pontifikats Gregors eroberten Langobarden die Festung Cumae, doch gelang es dem Kommandeur von Neapel, die Festung in einem nächtlichen Handstreich zurückzugewinnen, was sich der Papst 70 Pfund Gold kosten ließ (VI, 40).
Während dieser Ereignisse starb im Osten Kaiser Theodosios nach einem Jahr der Regierung, ihm folgte Leon auf dem Thron (VI, 41), bei den Franken war Pippin gestorben. Sein Sohn Karl entrang Raganfred die Macht. Mit Gottes Hilfe, so Paulus, entkam er zuvor der Gefangenschaft und besiegte seinen Gegner bei Vincy. Er beließ Raganfred Angers „ad habitandum“. Karl herrschte fortan über alle Franken (VI, 42).
Zu dieser Zeit bestätigte Liutprand Rom die Cottischen Alpen als Patrimonium; er heiratete Guntrud, die Tochter des Bayernherzogs „Teutpert“, an dessen Hof er als Verbannter gelebt hatte. Sie gebar ihm ‚lediglich‘ („solummodo“) eine Tochter (VI, 43). Als Faroald II., Herzog von Spoleto, Classis, die Stadt der Ravennaten eroberte, befahl Liutprand dessen Rückgabe. Transamund II., der Sohn Faroalds, revoltierte, schickte seinen Vater ins Kloster und wurde selbst Herzog. Theodo, Herzog der Bayern, besuchte die Stätten der Apostel in Rom (VI, 44).
Im Amt des Patriarchen von Aquileia folgte auf Serenus der Archidiakon des Bistums Treviso Calixtus. Zu dieser Zeit war Pemmo Herzog von Friaul; er hatte die jungen Söhne des seinerzeit im Kampf gegen Slawen untergegangenen langobardischen Adels herangezogen. Nun standen Slawen wieder bei „Lauriana“. Mit den inzwischen zu jungen Männern herangewachsenen Langobardensöhnen besiegte er die Slawen, wobei nur ein einziger Langobarde ums Leben kam. Dieser Sigwald hatte bei der besagten Niederlage zwei Söhne verloren, für die er sich schon zwei Mal gerächt hatte. Vor der Schlacht, in der er sterben sollte, hatten der Herzog und die anderen Langobarden Einwendungen gegen seinen Einsatz erhoben. Pemmo fürchtete trotz des Sieges weitere Verluste und schloss mit den Slawen Frieden. Diese fürchteten nun immer mehr die Friulaner Waffen, so Paulus (VI, 45).
Zu dieser Zeit setzte „gens Sarracenorum“ in „Septem“ (Ceuta) von „Africa“ nach „Hispania“ über. Wie um sich dort niederzulassen fielen sie in Aquitanien ein. Obwohl Karl Martell mit Eudo, „Aquitaniae principe“ verfeindet war, kämpften die beiden gemeinsam gegen die Sarazenen. Dabei hätten sie 375.000 Sarazenen getötet, auf fränkischer Seite starben hingegen nur 1.500 Mann. Ähnliches leistete Eudo, der mit seinen Leuten ihr Lager stürmte (VI, 46). Im Osten belagerten die Sarazenen drei Jahre lang Konstantinopel, doch mussten sie abziehen, nachdem ihre Zahl durch Hunger und Kälte, Krieg und Seuchen dezimiert worden war. Von dort kämpften sie gegen die Bulgaren jenseits der Donau, wurden jedoch auch von diesen besiegt, behauptet Paulus (sie hatten den Kaiser gegen die Belagerer unterstützt). In Konstantinopel starben seiner Meinung nach 300.000 Einwohner an der „pestilientia“ (VI, 47).
Als Liutprand erfuhr, dass die Sarazenen nach der Verwüstung Sardiniens auch die Gebeine des Augustinus geraubt hatten, erwarb er sie gegen einen hohen Preis. Er ließ die Reliquien nach Pavia bringen und ehrenvoll beisetzen. Zu dieser Zeit wurde Narni von Langobarden erobert (VI, 48). Auch belagerte Liutprand Ravenna, Classis ließ er zerstören (während die Sarazenen Konstantinopel belagerten, was Paulus nicht erwähnt). Der Exarch Paulus unternahm auf kaiserlichen Befehl einen Versuch (den zweiten), den Papst zu ermorden, doch vereitelten Männer aus Spoleto an der Salarischen Brücke, auf der anderen Seite solche aus der Toskana den Plan. Paulus ordnet diesen Anschlagsversuch dem Bildersturm Kaiser Leos zu. Alle byzantinischen Militäreinheiten in Ravenna wie in Venetien lehnten entsprechende Befehle einmütig ab („Omnis quoque Ravennae exercitus vel Venetiarum talibus iussis uno animo restiterunt“), doch stellte sich der Papst gegen das Vorhaben, einen eigenen Kaiser auszurufen. König Liutprand setzte seine Eroberungen fort, denn er besetzte „castra“ in der Emilia, „Ferronianus, Montevellium, Buxeta et Persiceta“ (Stellen entlang der Appenninen), dann Bologna, die Pentapolis und Auximum (Osimo). Sutri, das er bereits gewonnen hatte, gab er ‚den Römern‘ zurück. Kaiser Leo jedoch „ad peiora progessus est“, er schritt also auf seinem immer übleren Weg voran, und forderte zur Zerstörung aller bildlichen Darstellungen Jesu, Marias oder der Heiligen auf – bei schwersten Strafen. Patriarch Germanos wurde von dem Priester Anastasios abgelöst (VI, 49).
In einem knappen Abschnitt bemerkt Paulus, dass Romuald von Benevent sich eine Ehefrau namens Gumperga erwählt habe. Diese war eine Tochter Auronas, der Schwester König Liutprands (also dessen Nichte). Ihren gemeinsamen Sohn nannte Romuald nach seinem Vater Gisulf. Nach Gumperga heiratete er in zweiter Ehe Ranigunda, eine Tochter Gaidoalds, des Herzogs (Dux) von Brescia (VI, 50).

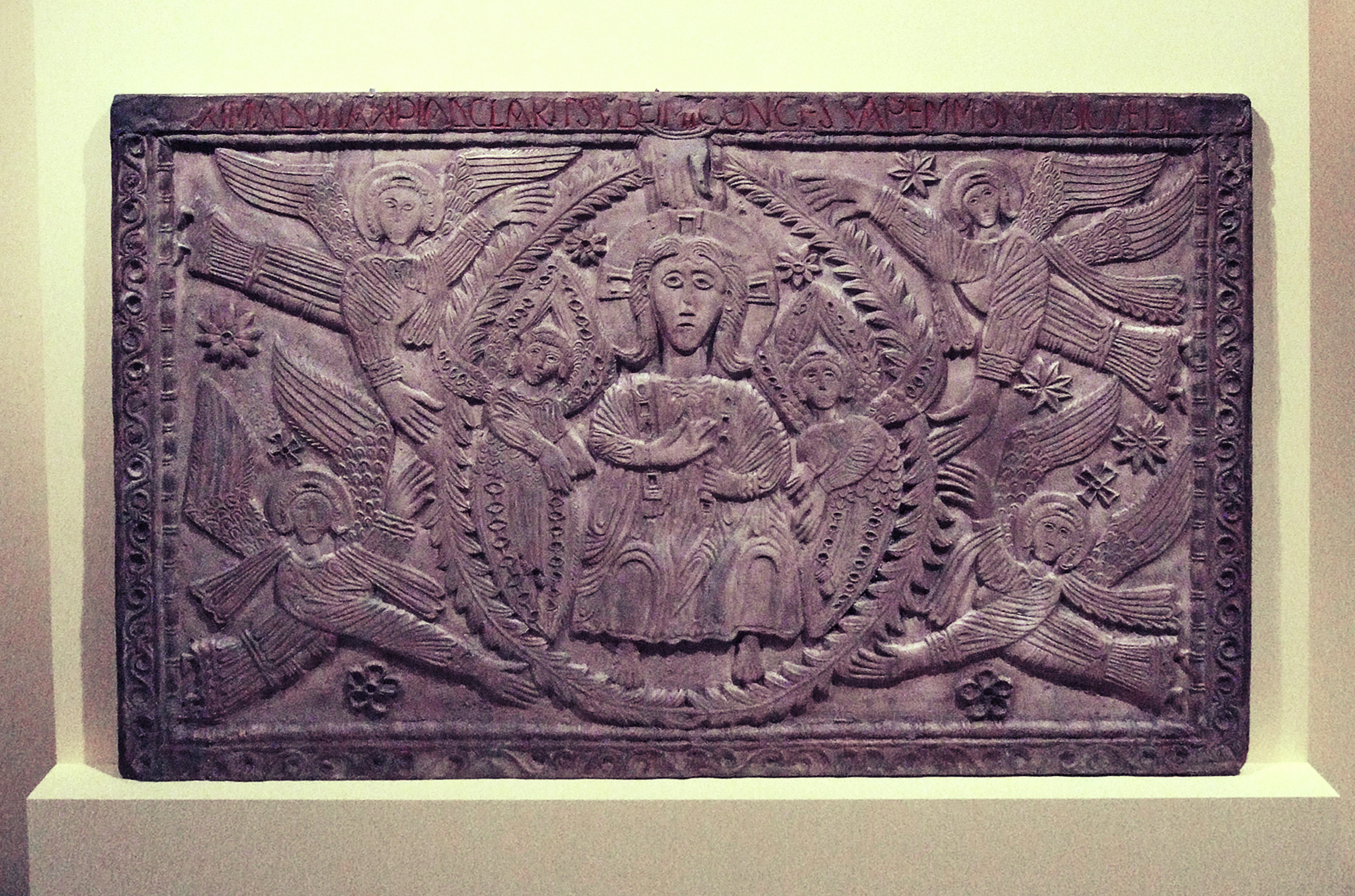
Der von Ratchis für seinen Vater Pemmo gestiftete Altar, entstanden zwischen 737 und 744, Stirnseite; er zeigt die Majestas Domini, die thronende Gestalt Gottes; heute im Museo Cristiano, Cividale

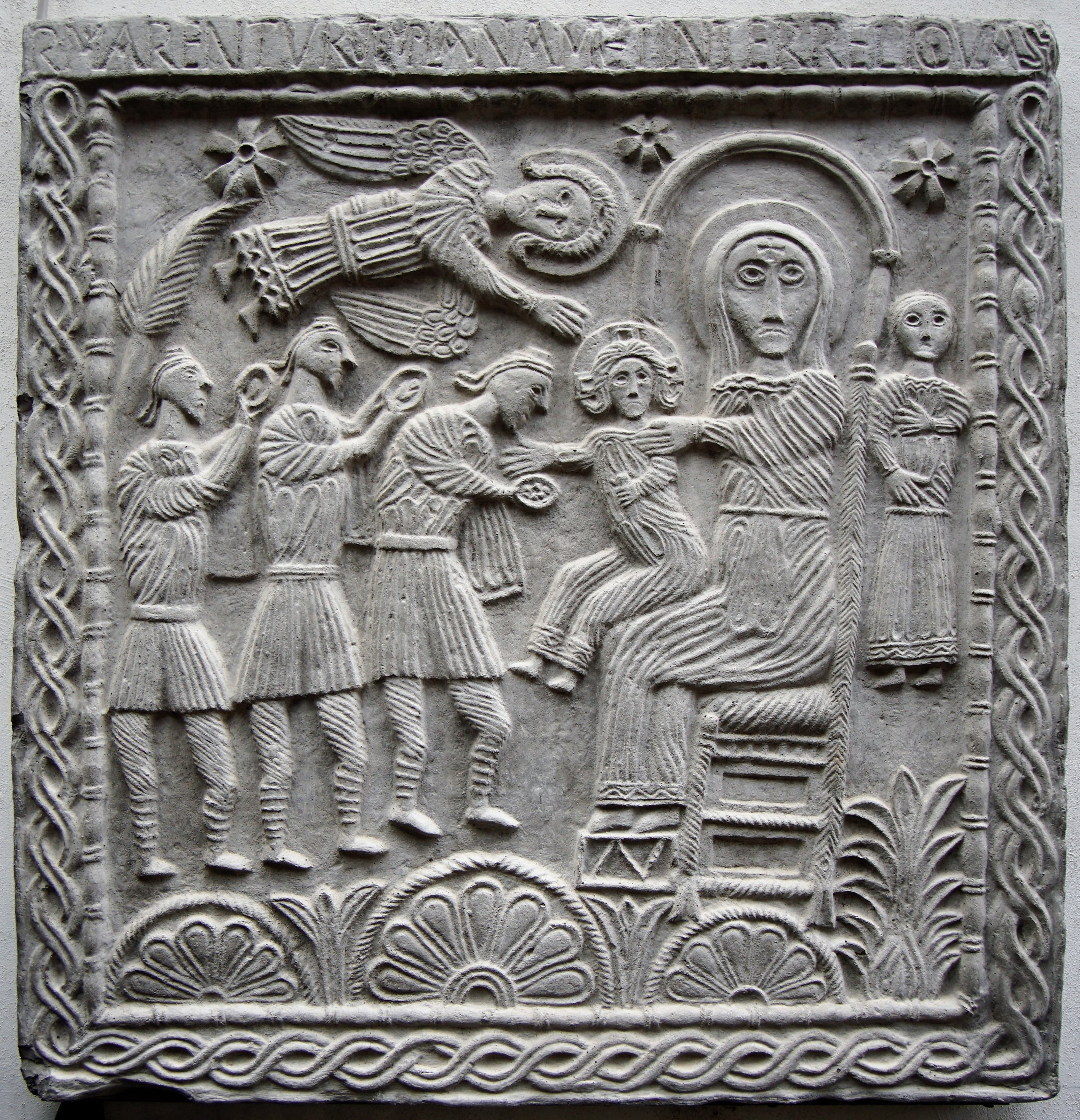
Gegenüberliegende Stirnseite mit den drei Königen, Jesus, Maria

Zu dieser Zeit kam es zwischen Herzog Pemmo und Calixtus von Aquileia zu einem Streit. Schon seit geraumer Zeit hatte Bischof Fidentius von Castrum Julium in Forum Julii Residenz genommen. Dort residierte auch sein Nachfolger Amator. Die Patriarchen von Aquileia aber residierten (seit 628) in Cormons. Calixtus („nobilitate conspicuus“) nun störte, dass ein ihm untergebener Bischof beim Herzog residierte, während er beim einfachen Volk lebte. Daher vertrieb er Amator und nahm selbst in dessen Haus Residenz. Herzog Pemmo ließ seinerseits den Patriarchen im Einverständnis mit vielen edlen Langobarden auf der Burg Pucium gefangensetzen. Er plante, ihn von dort ins Meer zu stürzen, doch Gott griff ein, und so ließ er den Gefangenen nur das Brot der Bitternis essen („eum retentum pane tribulationis sustentavit“). Darauf wurde aber König Liutprand zornig und setzte Pemmos Sohn Ratchis an die Stelle des Vaters. Pemmo wollte mit seinen Leuten zu den Slawen fliehen, doch sein Sohn erreichte, dass der König Pemmo vor Gericht lud. Pemmo und seine Söhne Ratchait und Aistulf begnadigte der König Ratchis zuliebe, doch ordnete er gegen ihre Unterstützer die Verhaftung an. Ratchis konnte gerade noch verhindern, dass sein wütender Bruder Aistulf sein Schwert gegen den König erhob. Nur Herfemar blieb von den Unterstützern straffrei, nachdem er, tapfer kämpfend, sich in die Kirche des hl. Michael geflüchtet hatte. Alle anderen aber mussten eine lange Haft über sich ergehen lassen (VI, 51).
Paulus ist es auch berichtenswert, dass Ratchis in Krain einfiel, „Slavorum patria“, dort viele tötete und alles verwüstete, dann aber unvermutet angegriffen wurde. Bei dieser Gelegenheit hatte er nicht genug Zeit, sich von seinem Waffenträger eine Lanze reichen zu lassen, daher erschlug er den erstbesten mit einem Stock (VI, 52).

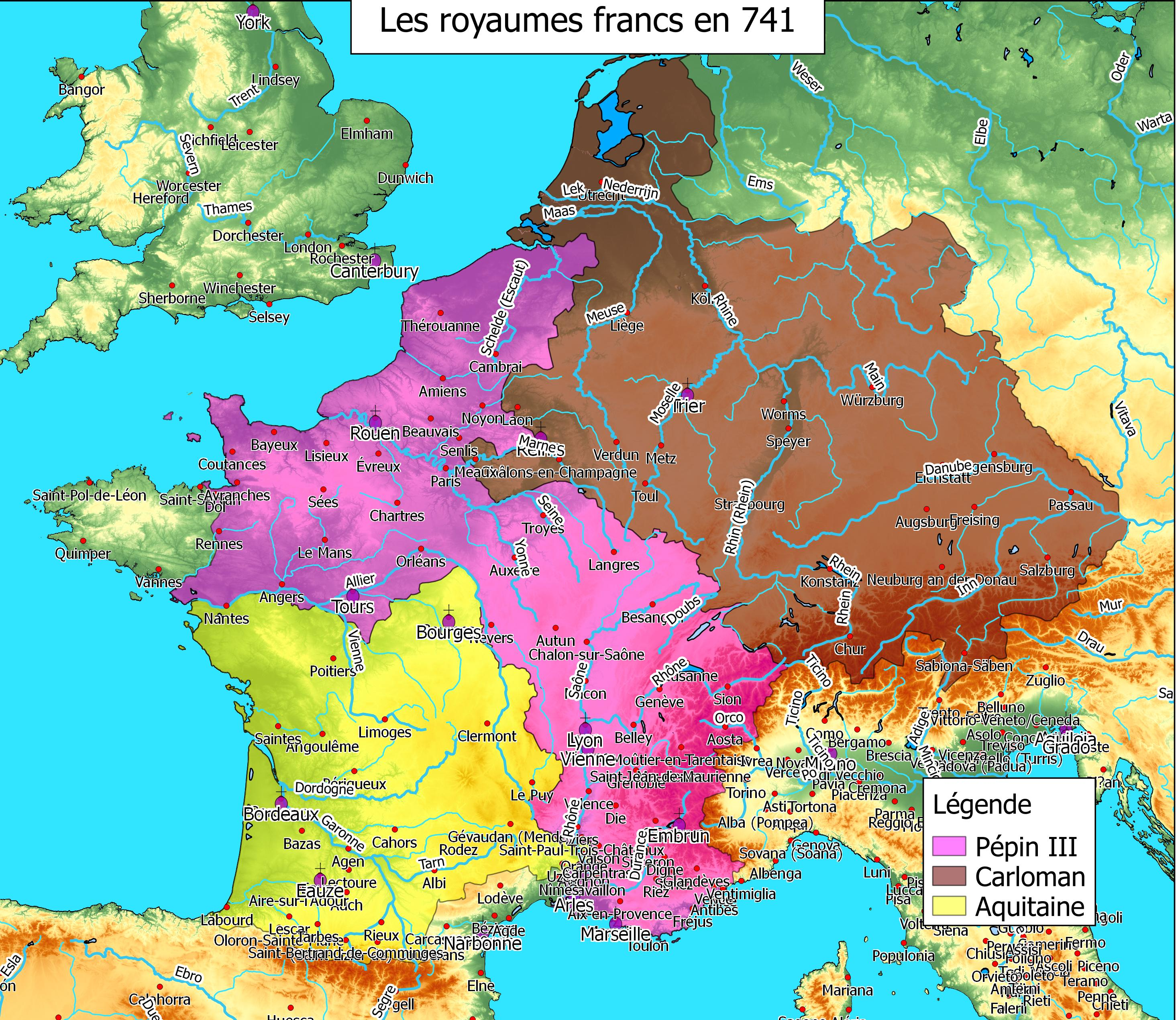
Die fränkischen Königreiche im Jahr 741

Etwa zu dieser Zeit schickte Karl Martell seinen Sohn Pippin zu Liutprand. Er sollte, dem Brauch entsprechend, sein Haar entgegennehmen. Durch das Scheren wurde Liutprand zum ‚Vater‘ („pater“) Pippins. Danach schickte Liutprand Karls Sohn zu seinem Erzeuger zurück („genitor“) (VI, 53).
Erneut drangen Sarazenen in Gallien ein, doch besiegte sie Karl bei Narbonne. Bei einem weiteren Angriff eroberten die Sarazenen die Provence mit Arles und zerstörten alles ringsherum. Auf Bitten Karls eilte Liutprand mit dem gesamten langobardischen Heer zu Hilfe, woraufhin die Sarazenen kampflos abzogen. Liutprand kehrte nach Italien zurück (damit betont Paulus nicht nur das gleichsam väterliche Verhältnis des Langobarden zum Frankenherrscher, sondern auch die zentrale Rolle im Abwehrkampf gegen die Sarazenen). 
Daneben kämpfte Liutprand, fast immer siegreich, wie Paulus meint, gegen Byzanz. Allerdings unterlagen Langobarden an drei Stellen, nämlich bei Rimini, als der König nicht dabei war. Dann wurden zahlreiche Bewohner von Pilleus getötet, die dem König Geschenke, Begrüßungsgaben oder auch den Segen einzelner Kirchengemeinden übermitteln wollten, während Liutprand in der Pentapolis weilte. Beim dritten Mal unterlagen Hildeprand, ein Neffe des Königs („regis nepos“), und Peredeo, der Herzog von Vicenza war, bei einem plötzlichen Angriff der venetischen Einheiten auf das frisch eroberte Ravenna. Hildeprand geriet dabei in Gefangenschaft, während Peredeo in tapferem Kampf ums Leben kam. Im Jahr nach dem Sarazenenfeldzug rückten die ‚Römer‘ unter dem Heermeister von Perugia, Agathon, gegen Bologna vor, wo zu dieser Zeit Waltari, Peredeo und Rothari standen. Diese besiegten und vertrieben die Byzantiner (VI, 54).

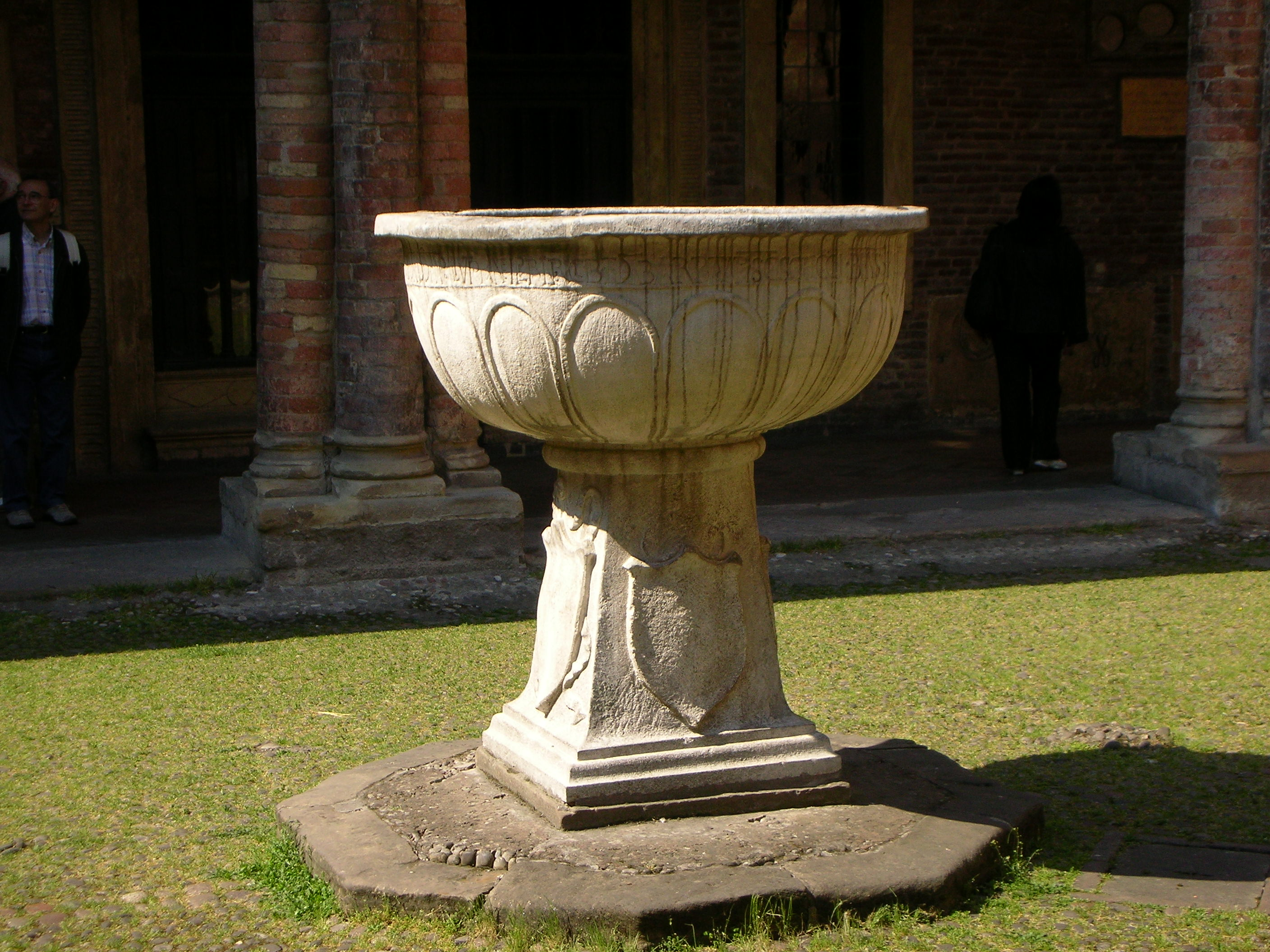
Das „Pilatus-Becken“ im „Pilatushof“ der Basilika Santo Stefano in Bologna trägt in einer Inschrift unterhalb des Randes die Namen der Könige Liutprand und Hildeprand und des Bischofs Barbatus (736–744).

Liutprand ersetzte Transamund, der sich gegen ihn erhoben hatte und nach Rom geflohen war, durch Hilderich. In Benevent starb Romuald der Jüngere nach 26 Jahren. Sein kleiner Sohn Gisulf blieb zurück. „Insurgentes“ (‚Aufrührer‘) versuchten ihn zu beseitigen, doch das Volk von Benevent erschlug sie. König Liutprand zog nach Benevent, nahm den Jungen mit sich und setzte in Benevent seinen Neffen Gregorius als Herzog ein, der mit einer Giselperga verheiratet war. Seinen Neffen Gisulf verheiratete er mit Scauniperga aus einer edlen Familie. Liutprand war zu dieser Zeit dem Tod nahe, und so setzten die Langobarden vorsorglich Hildeprand, seinen Neffen, als König ein. Bei der Überreichung der Lanze setzte sich jedoch ein Kuckuck auf deren Spitze, was einige Weise als Vorzeichen für eine erfolglose Regentschaft deuteten. König Liutprand nahm dies zwar nicht gleichgültig hin, doch behielt er Hildeprand nach seiner Genesung als Mitregenten bei. Einige Jahre später kehrte Transamund nach Spoleto zurück, tötete Hilderich und rebellierte erneut gegen den König (VI, 55).
Auf Gregorius folgte nach sieben Jahren Godescalcus, der Benevent wiederum drei Jahre beherrschte; seine Frau hieß Anna. Auf diese Nachrichten hin zog Liutprand nach Spoleto und Ravenna. Truppen aus Byzanz und Spoleto bereiteten seinem Vormarsch von Fano nach Fossombrone im Wald zwischen den Orten große Schwierigkeiten. Sie griffen die Nachhut unter Ratchis und seinem Bruder Aistulf an, die die Friulaner führten. Ein kühner Spoletaner namens Berto griff Ratchis an, doch stieß dieser den Angreifer vom Pferd. Er verhinderte daraufhin die Tötung durch seine Leute und der Mann durfte auf allen Vieren kriechend im Wald verschwinden. Aistulf wurde gleich von zwei Spoletanern auf einer Brücke attackiert, doch warf er die beiden ins Wasser, wobei er den zweiten Angreifer tötete (VI, 56). Liutprand schickte Transamund ins Kloster und setzte seinen Neffen Agiprand ein. Dann eilte er nach Benevent, wo Gottschalk versuchte, nach Griechenland zu fliehen. Als er selbst an Bord des Schiffes gehen wollte, wurde er von Gisulfs Männern erschlagen. Seine Frau fuhr mit ihrem gesamten Besitz nach Konstantinopel (VI, 57).
Liutprand kehrte, nachdem er Gisulf wiedereingesetzt hatte, nach Pavia zurück. Paulus schiebt ein, der König habe viele Kirchen zu Ehren Christi errichten lassen, von denen er eine Reihe aufzählt. An einem Platz namens Forum am Tanaro lebte Baudolinus, dem man viele Wunder zuschrieb, auch sagte er die Zukunft voraus. Als Liutprand im Urbe-Wald jagen ging, wurde versehentlich Aufusus, ein Sohn seiner Schwester, durch einen Pfeilschuss tödlich getroffen. Der König, der den Jungen sehr liebte, ließ Baudolinus bitten, um dessen Leben zu flehen. Doch während noch der Bote unterwegs war, starb der Junge. Baudolinus sagte dem Boten, er wisse, warum er gekommen sei, doch sei der Junge bereits tot. Liutprand habe, so Paulus, trotz seines Schmerzes die prophetische Gabe des Baudolinus erkannt (VI, 58).

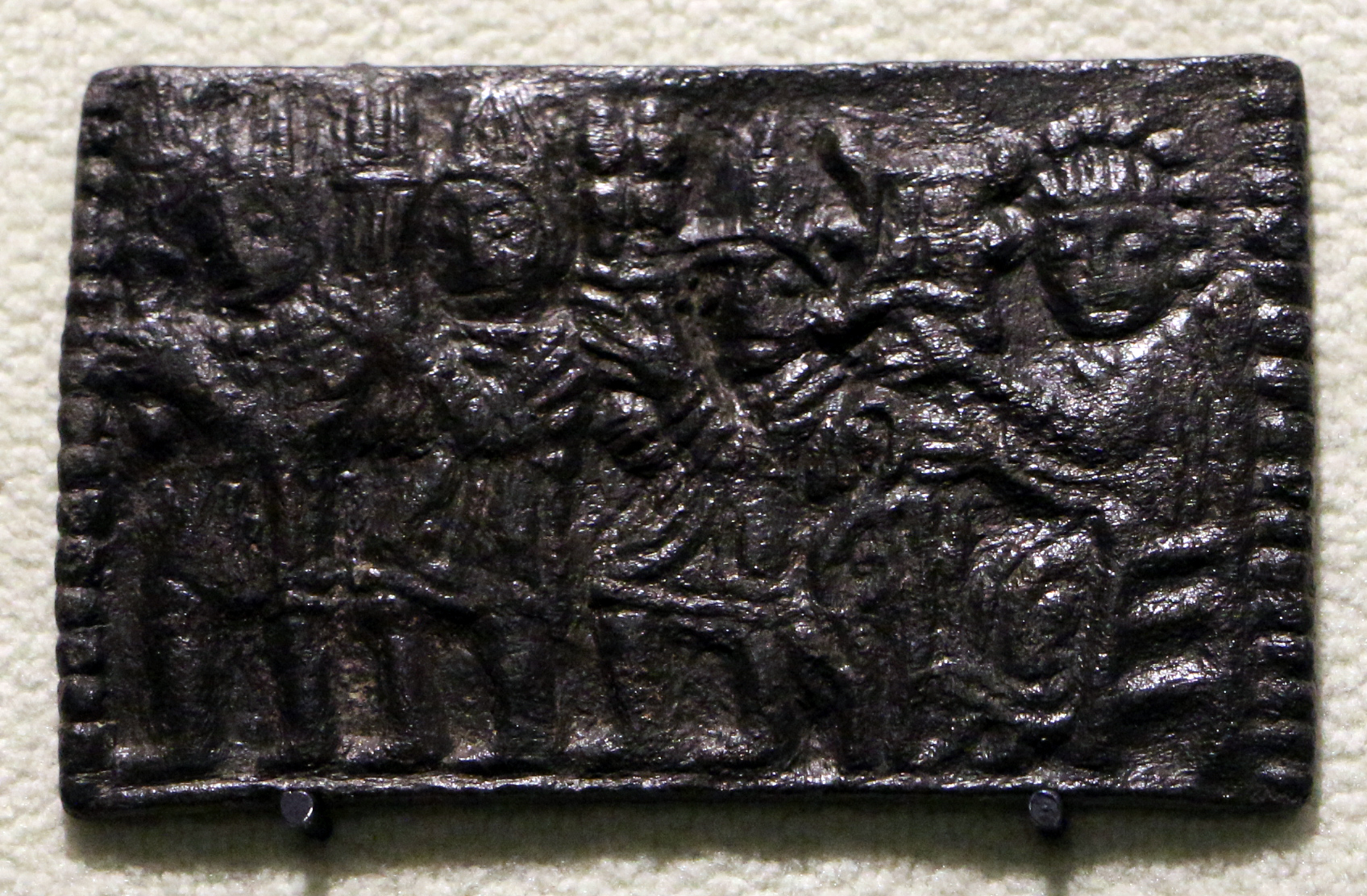
Verehrung durch die Weisen, San Zeno, Ende 8.-Ende 9. Jh.

Ähnliche Fähigkeiten hatte ein Theudelapius in Verona, der für seine Weissagungen bekannt war. Petrus, dem nahen Verwandten Liutprands und Bischof von Pavia, der von Aripert seinerzeit ins Exil geschickt worden war, wurde von dem Märtyrer Sabinus prophezeit, dass er Bischof werden würde. Hier kündigt Paulus noch an, dass er eines seiner Wunder bringen werde (ohne dies jedoch in seinem Werk zu tun) (VI, 58).
Liutprand starb nach 31 Jahren und sieben Monaten der Herrschaft. Er wurde in der Kirche des hl. Märtyrers Hadrianus beigesetzt, wie sein Vater. Schließlich führt Paulus noch die guten Eigenschaften des Königs auf, dass er den Bayern einige Plätze zu Beginn seiner Regierung abgenommen habe, und dass er dabei mehr auf die Macht des Gebetes als auf die der Waffen vertraut habe. Überaus intensiv habe er sich dem Frieden mit Franken und Awaren gewidmet (VI, 58).

## Editionen

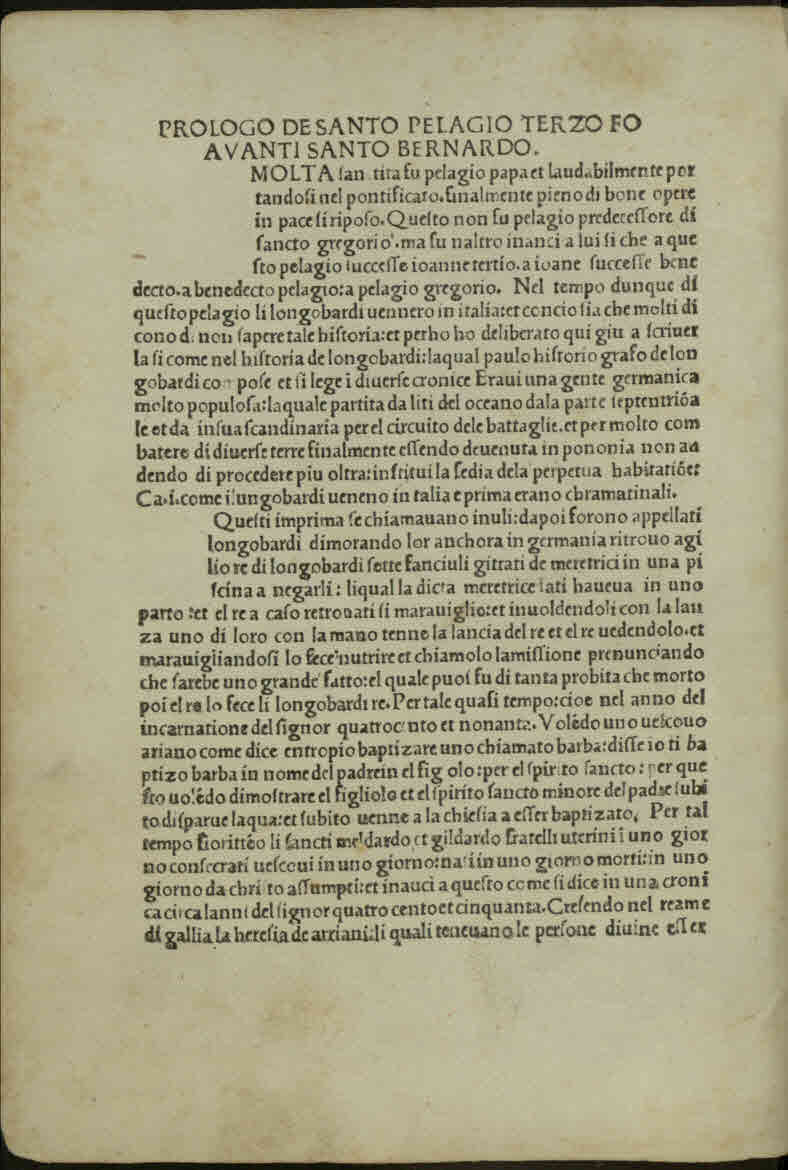
Beginn des Prologs der Historia Langobardorum, Antonio Miscomini, Florenz 1480

Von der Historia sind über einhundert Handschriften erhalten. Sie wurde häufig von späteren Autoren genutzt und oft ergänzt. Dabei identifizierten Ludwig Bethmann und Georg Waitz, denen bereits 107 Manuskripte bekannt waren, zwölf Gruppen. So entwickelten sie ein Stemma mit einem Archetypen und vier frühesten Abschriften. Da kein Autograph von Paulus selbst überliefert ist, versuchten sie einen vergleichsweise verlässlichen „Urtext“ herzustellen und diesen im Rahmen der Monumenta Germaniae Historica zu edieren. Dabei sind die Abweichungen der Kopien untereinander ausgesprochen gering, so dass der von Lidia Capo neuedierte Text recht nah am ursprünglichen Text liegen dürfte.
Die beste lateinische Ausgabe war lange jene von Ludwig Bethmann und Georg Waitz in den Monumenta Germaniae Historica (MGH).
- Historia Langobardorum, in: Ludwig Bethmann, Georg Waitz (Hrsg.): Scriptores rerum Langobardicarum et Italicarum saec. VI–IX, Hannover 1878, S. 12–187 (Digitalisat bei den Digitalen Sammlungen und bei den MGH).
- Paulus Diaconus: Historia Langobardorum (Text nach der MGH-Edition bei den „Quellen zur Langobardengeschichte“ des Instituts für Mittelalterforschung (IMAFO) der Österreichischen Akademie der Wissenschaften), bei archive.org, 23. März 2016.
- Transkription des MGH-Textes in der Bibliotheca Augustana

In Auszügen erschien das Werk bereits 1471 in Rom. Die erste gedruckte Ausgabe erschien 1480 bei Antonio Miscomini in Florenz, die erste Ausgabe in Frankreich 1514 in Paris. Im folgenden Jahr erschien eine Ausgabe in Augsburg bei Konrad Peutinger, die allerdings nur auf zwei Handschriften basierte. Eine weitere Ausgabe erfolgte 1595 in Leiden. In Hamburg erschien 1611 durch Friedrich Lindenbrog eine Ausgabe in seinem Opus Diversarum gentium historiae antiquae scriptores. Lodovico Antonio Muratori, Archivar und herzoglicher Historiker in Modena, schloss De Gestis Langobardorum in Band 2 seines 32-bändigen Monumentalwerks Rerum Italicarum Scriptores (1723–1738) ein.

## Übersetzungen
- Wolfgang F. Schwarz (Hrsg.): Paulus Diaconus: Geschichte der Langobarden. Historia Langobardorum, Wissenschaftliche Buchgesellschaft, Darmstadt 2009. ISBN 978-3-534-22258-2
- Otto Abel: Des Paulus Diakonus Geschichte der Langobarden, in: Ders.: Paulus Diakonus und die übrigen Geschichtschreiber der Langobarden, Berlin 1849, S. 11–154. (Digitalisat)
- Otto Abel (Übers.), Alexander Heine (Hrsg.): Geschichte der Langobarden. Paulus Diakonus und die Geschichtsschreiber der Langobarden, Phaidon-Verlag, Essen 1992 (Nachdruck der Ausgabe Leipzig 1878; Digitalisat der Erstausgabe, Berlin 1849, bei Google Books). ISBN 978-3-88851-097-7
- Lidia Capo (Hrsg.): Paolo Diacono. Storia dei Longobardi, Fondazione Lorenzo Valla, Mailand 1992 (lateinisch–italienisch).
- History of the Langobards (Historia Langobardorum), archive.org, 12. März 2017 (ausschließlich englisch)